# 荷兰博物馆列表
本列表列出了荷兰的主要博物馆。

## 德伦特省

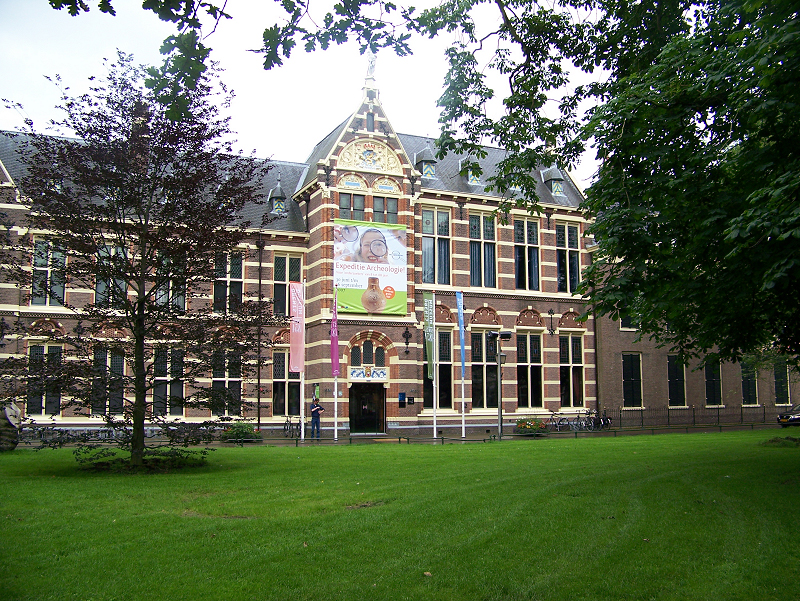
Assen Drents Museum

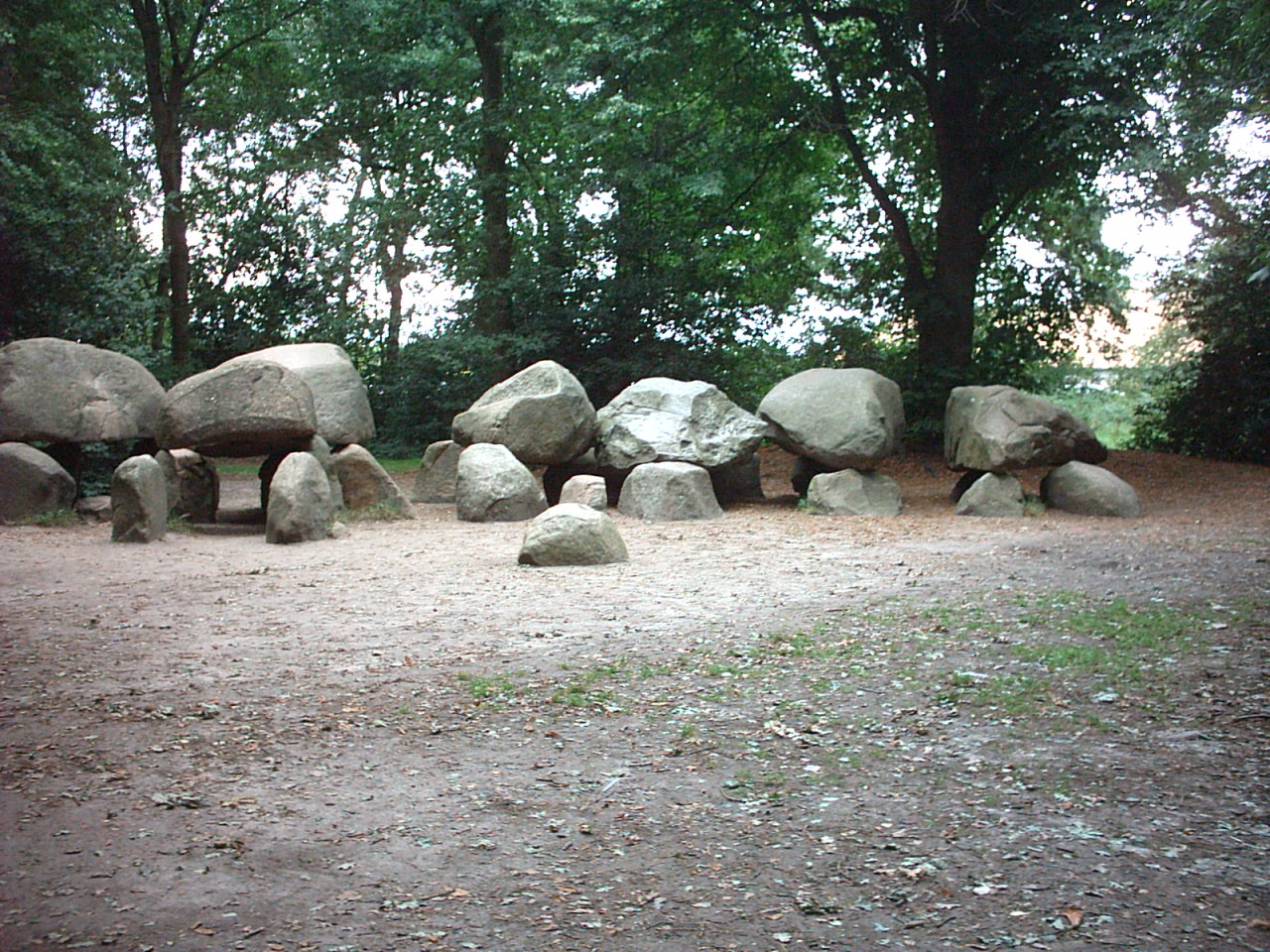
Borger Hunebed bij Centrum

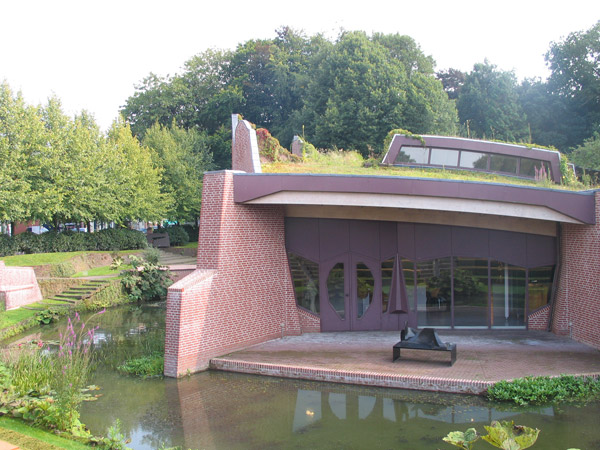
Eelde Museum de Buitenplaats

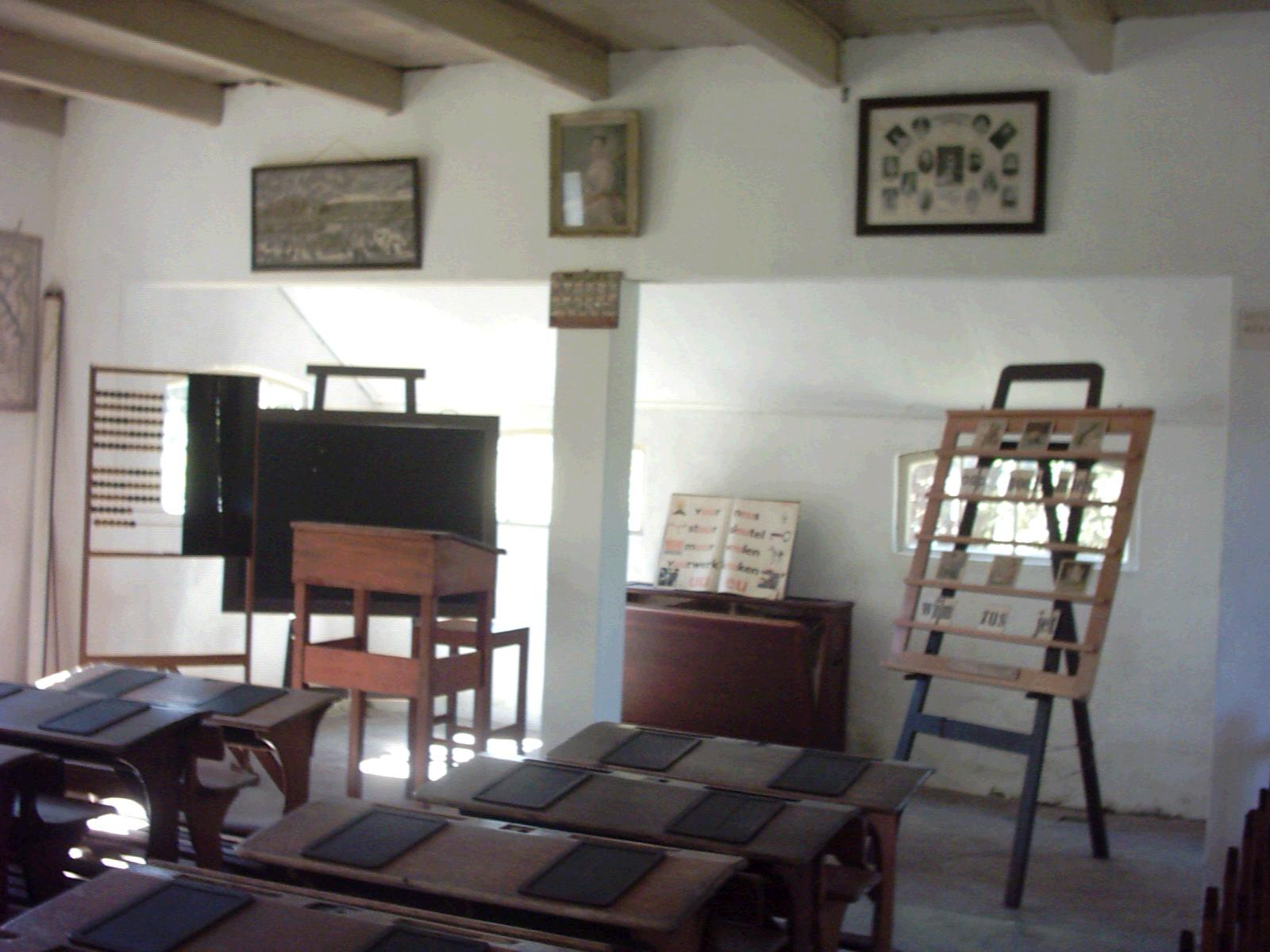
Schoonoord Ellert en Brammert Museum

### 阿恩亨泽Aa en Hunze
- 巴蒂村（荷兰语：Het Dorp van Bartje） - 展示德伦特古代农舍

### 阿森Assen
- 手摇风琴博物馆
- 德伦特博物馆
- 突击部队博物馆

### 博赫尔－奥多伦Borger-Odoorn
- 贝宾赫住宅（荷兰语：Bebinghehoes） - 古老的农舍
- 支石墓中心（荷兰语：Hunebedcentrum） - 展示支石墓
- 王家胡德瓦亨（荷兰语：Royal Goedewaagen） - 历史悠久的陶瓷厂

### 库福尔登Coevorden
- 埃莱特和布拉默特（荷兰语：Ellert en Brammert） - 传说中抢劫行人的巨人埃莱特和布拉默特的博物馆
- 库福尔登市立博物馆

### 德沃登De Wolden
- 德韦梅地区文化史和手推车博物馆

### 埃门Emmen
- 1939-1945荷兰各地（荷兰语：Ergens in Nederland 1939-1945）
- 工业窄轨铁路博物馆

### 霍赫芬Hoogeveen
- 5000个明日博物馆 - 一个霍赫芬历史与文化博物馆

### 梅珀尔Meppel
- 印刷局博物馆

### 中德伦特Midden-Drenthe
- 韦斯特博克营纪念中心（荷兰语：Kamp Westerbork）- - 二战中的纳粹集中营旧址

### 诺登费尔德Noordenveld
- 国家监狱博物馆
- 艺术亭（荷兰语：Kunstpaviljoen）
- 荷兰儿童世界博物馆库（荷兰语：Stichting Nederlands Museum Kinderwereld）

### 蒂纳尔洛Tynaarlo
- 瞭望者风车博物馆
- 别墅博物馆
- 维采斯兄弟木鞋博物馆
- 福斯贝亨博物馆

### 韦斯特费尔德Westerveld
- 米拉马尔海博物馆
- 殖民地庭院博物馆 - 展示在德伦特和艾瑟尔的殖民地的定居者的生活
- 弗莱德博物馆
  - 虚假艺术博物馆-展示各种著名艺术赝品的博物馆
- 德温赫尔斯·艾亨库（荷兰语：Stichting Dwingels Eigen）

## 弗莱福兰省

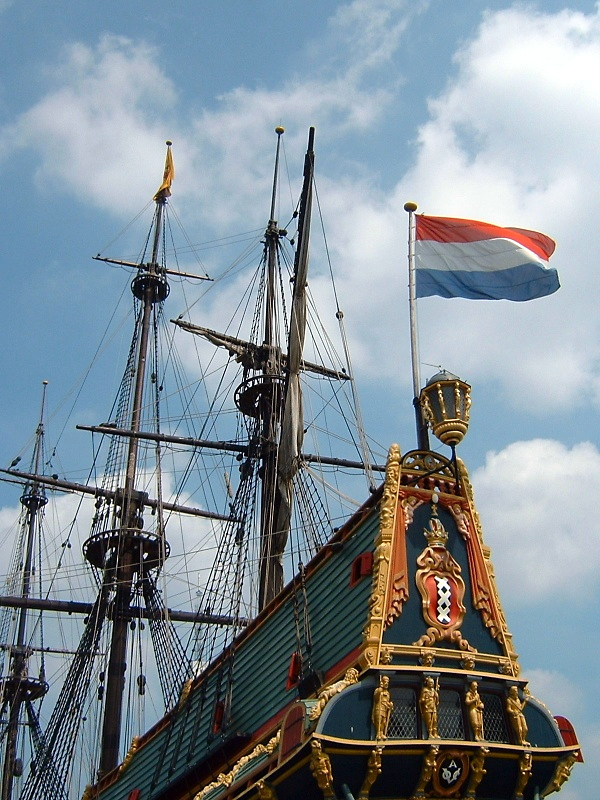
Lelystad de Batavia op de werf

### 阿尔梅勒Almere
- 亭博物馆 - 一家现代艺术博物馆

### 东北圩田Noordoostpolder
- 弗格森农场（荷兰语：Ferguson Farmstay）
- 斯霍克兰博物馆 - 世界遗产
- 纳赫勒博物馆

### 莱利斯塔德Lelystad
- Aviodrome国家航空主题公园（荷兰语：Nationaal Luchtvaart-Themapark Aviodrome）
- 巴达维亚船厂（荷兰语：Bataviawerf）
- 国家空间博物馆
- 新土地遗产中心（荷兰语：Nieuw Land Erfgoedcentrum）
- 莱利斯塔德RACM（荷兰语：RACM Lelystad）

### 于尔克Urk
- 老拉德住宅博物馆 - 一家地方历史博物馆

### 泽沃德Zeewolde
- 想象、艺术和自然景观（荷兰语：De Verbeelding, Kunst, Landschap Natuur） - 一家艺术博物馆

## 弗里斯兰省

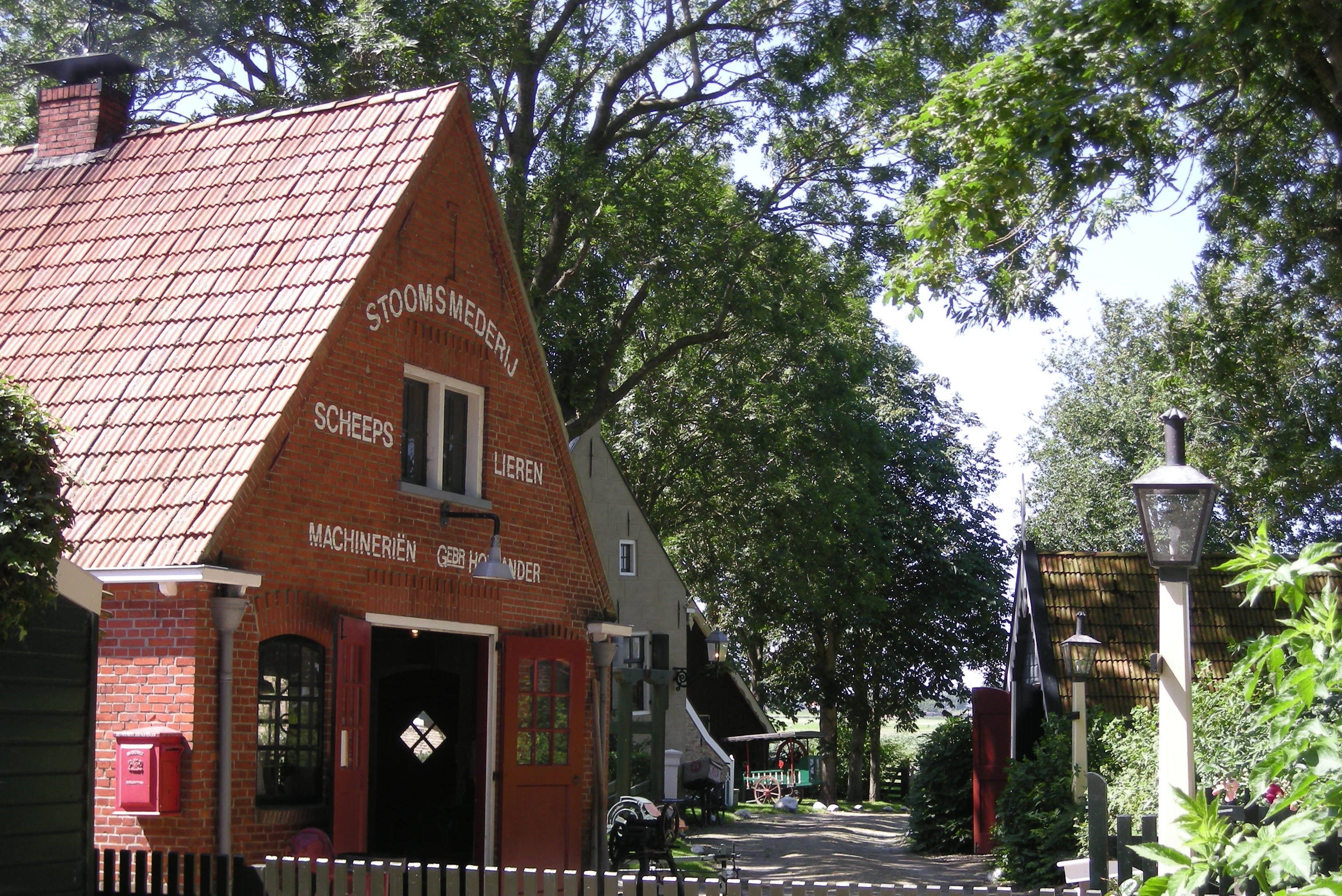
Allingawier Stoomsmederij

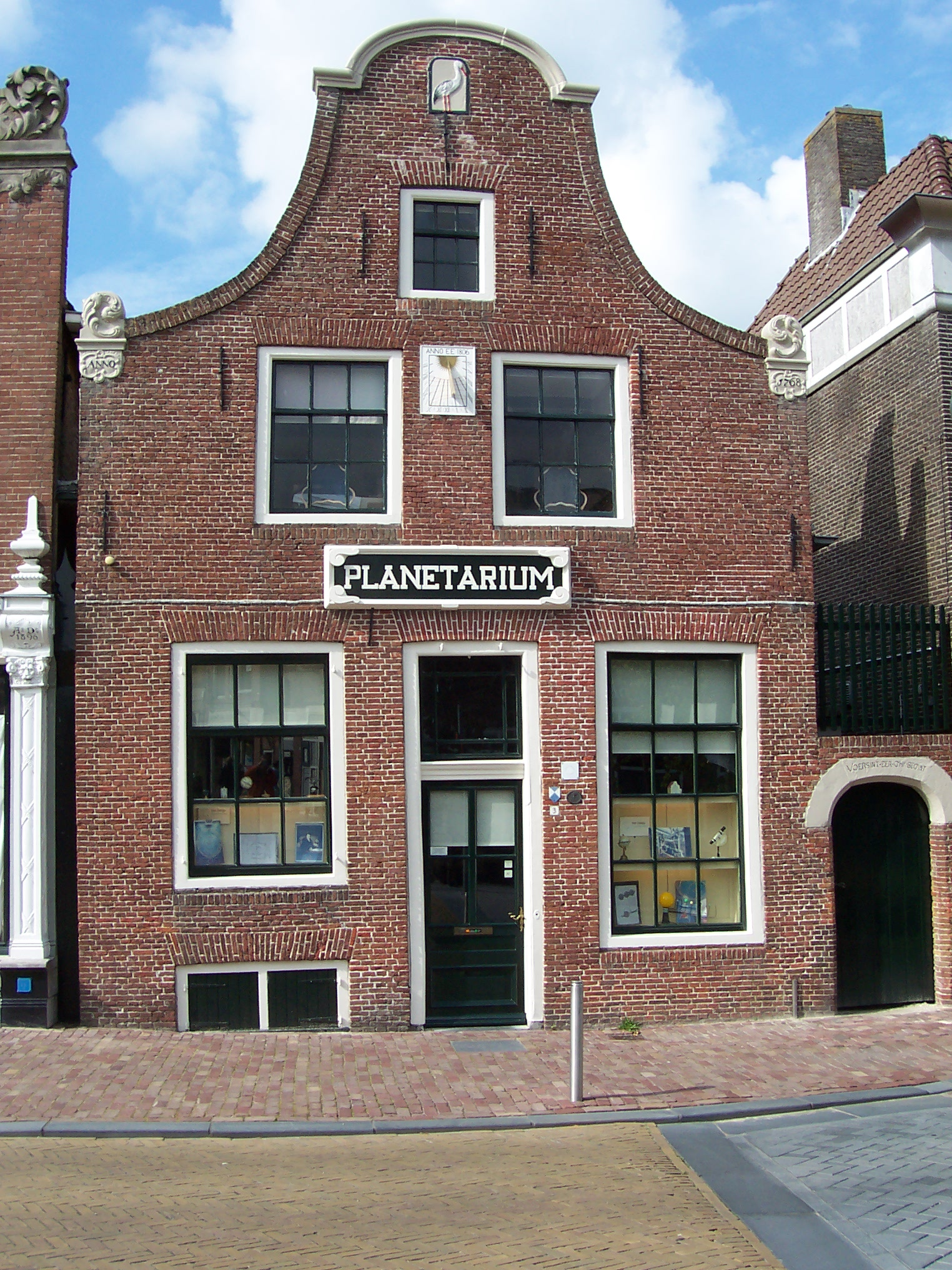
Franeker Planetarium Eisinga

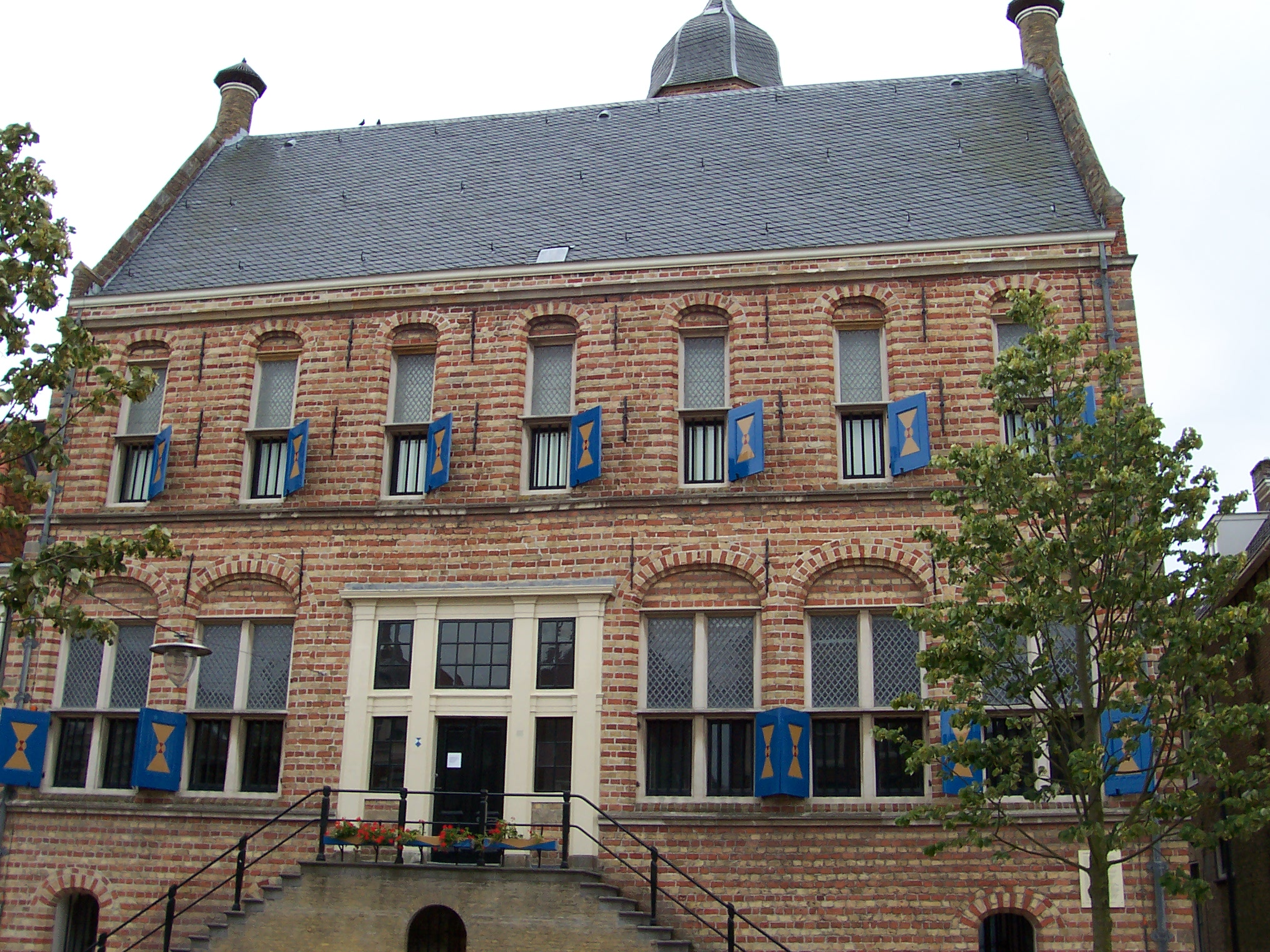
Franeker stadsmuseum Martena

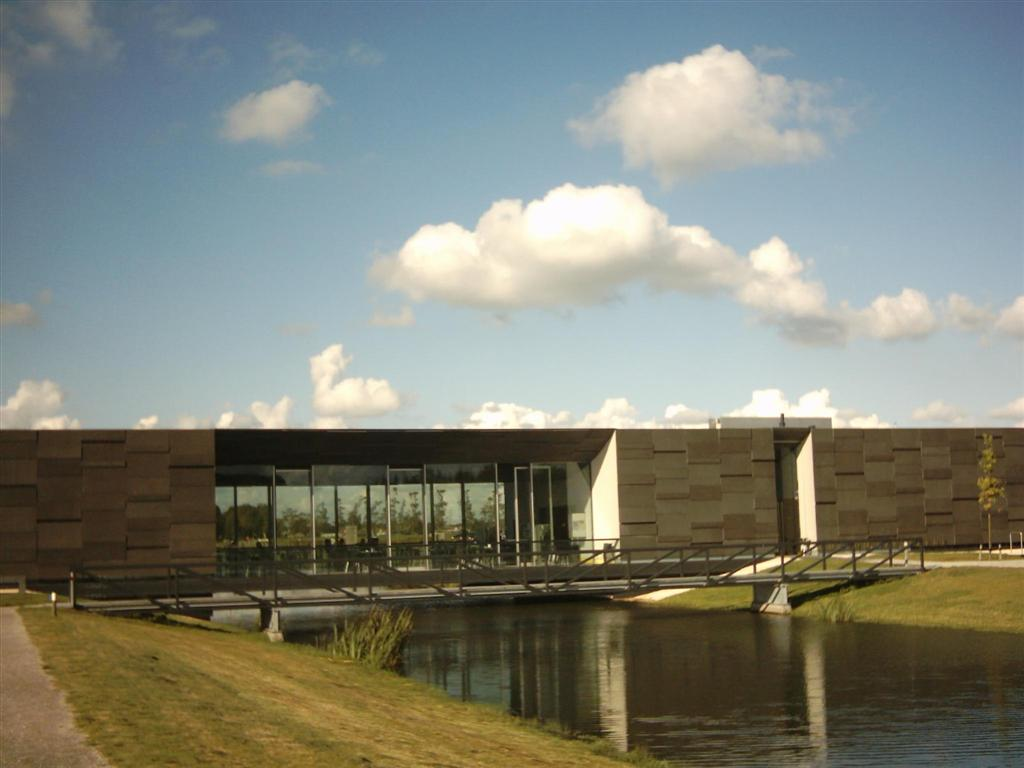
Heerenveen Museum Belvédère

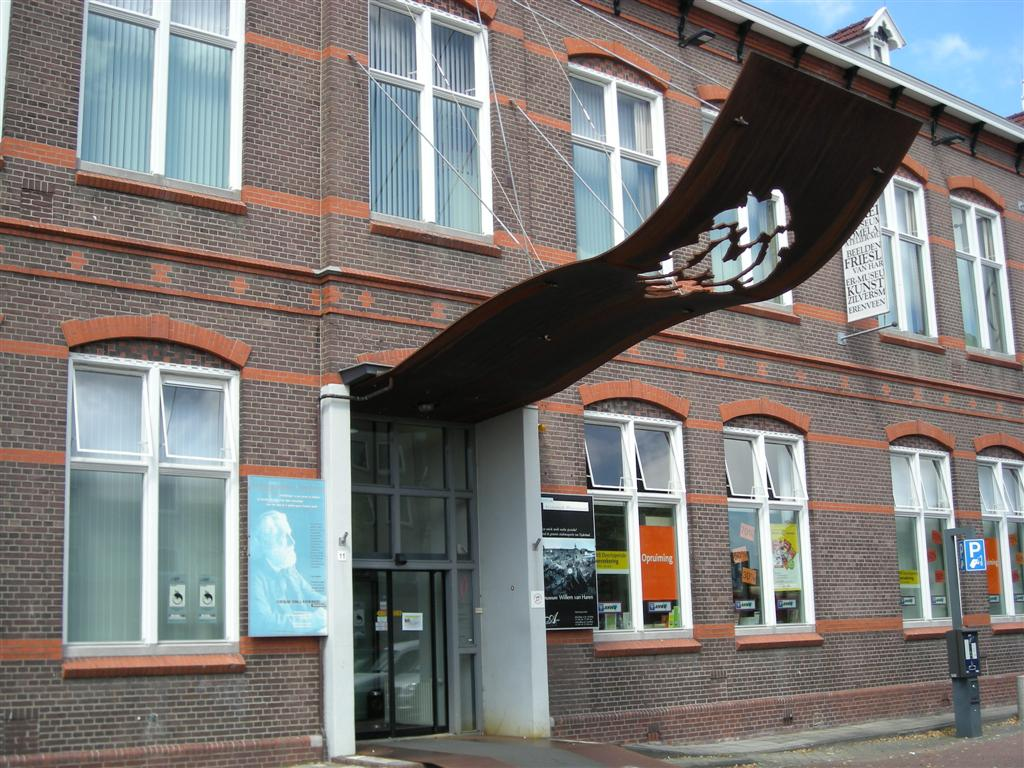
Heerenveen Museum Willem van Haren

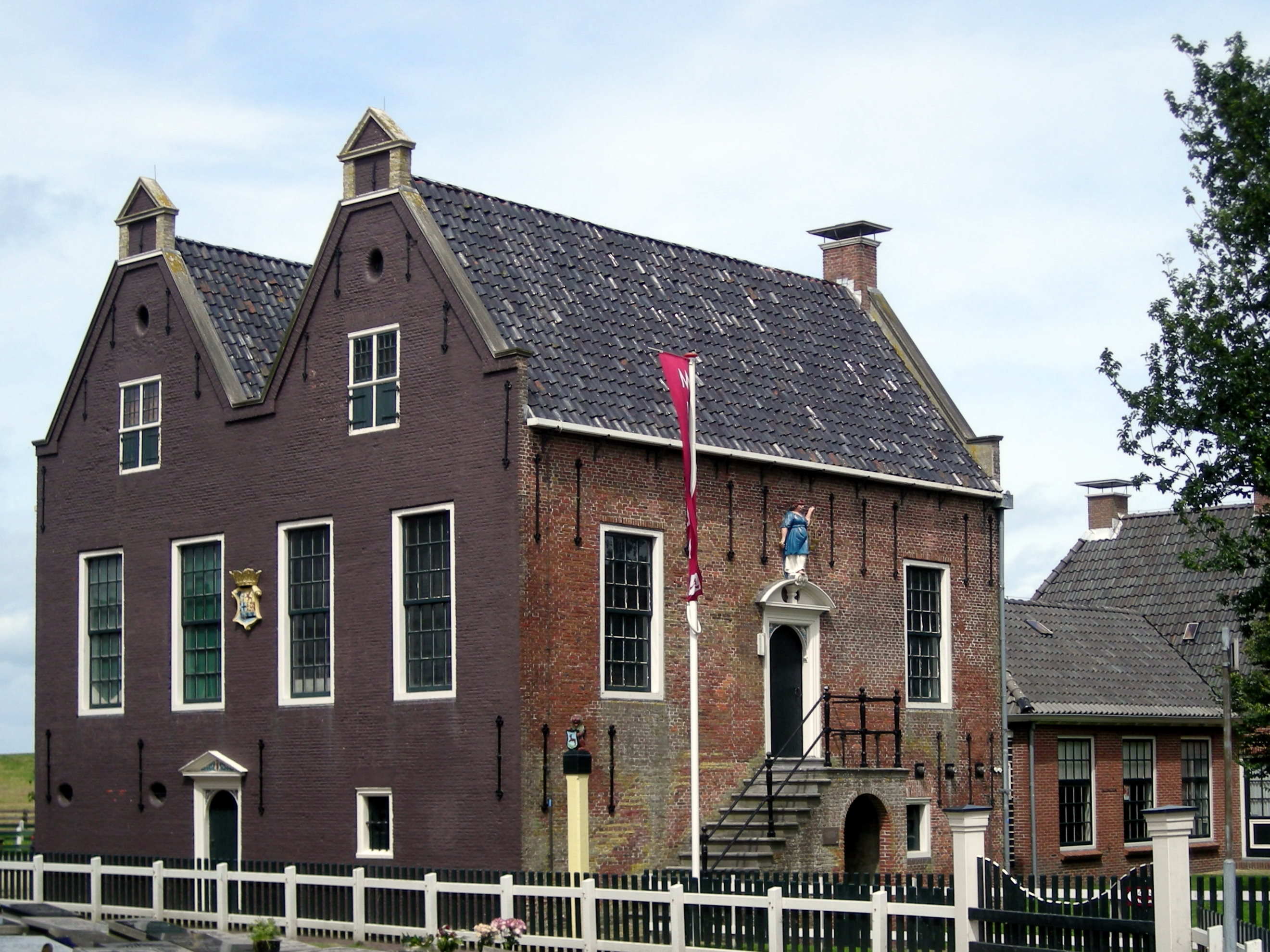
Hindeloopen Museum Hindeloopen

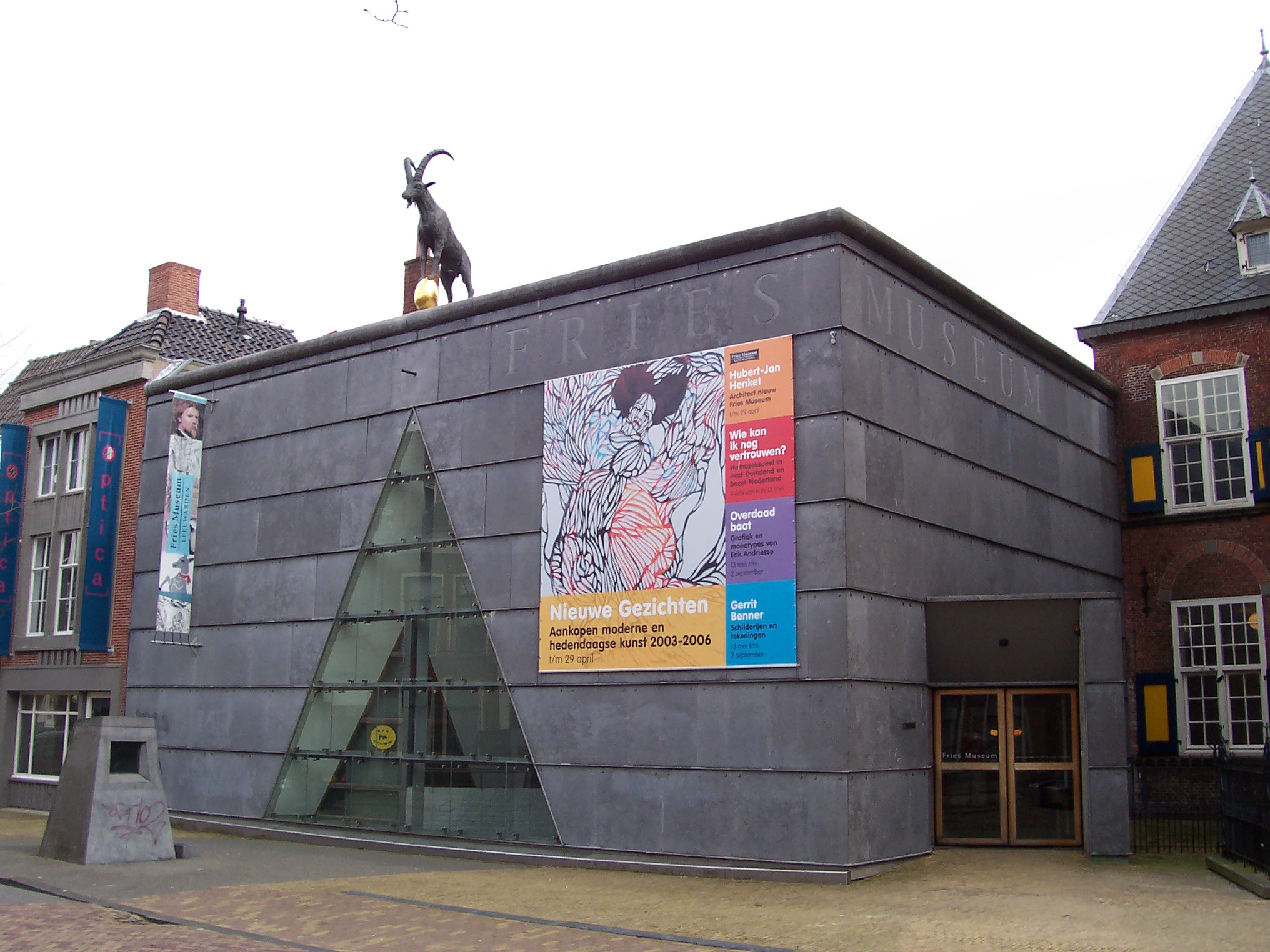
Leeuwarden Fries Museum

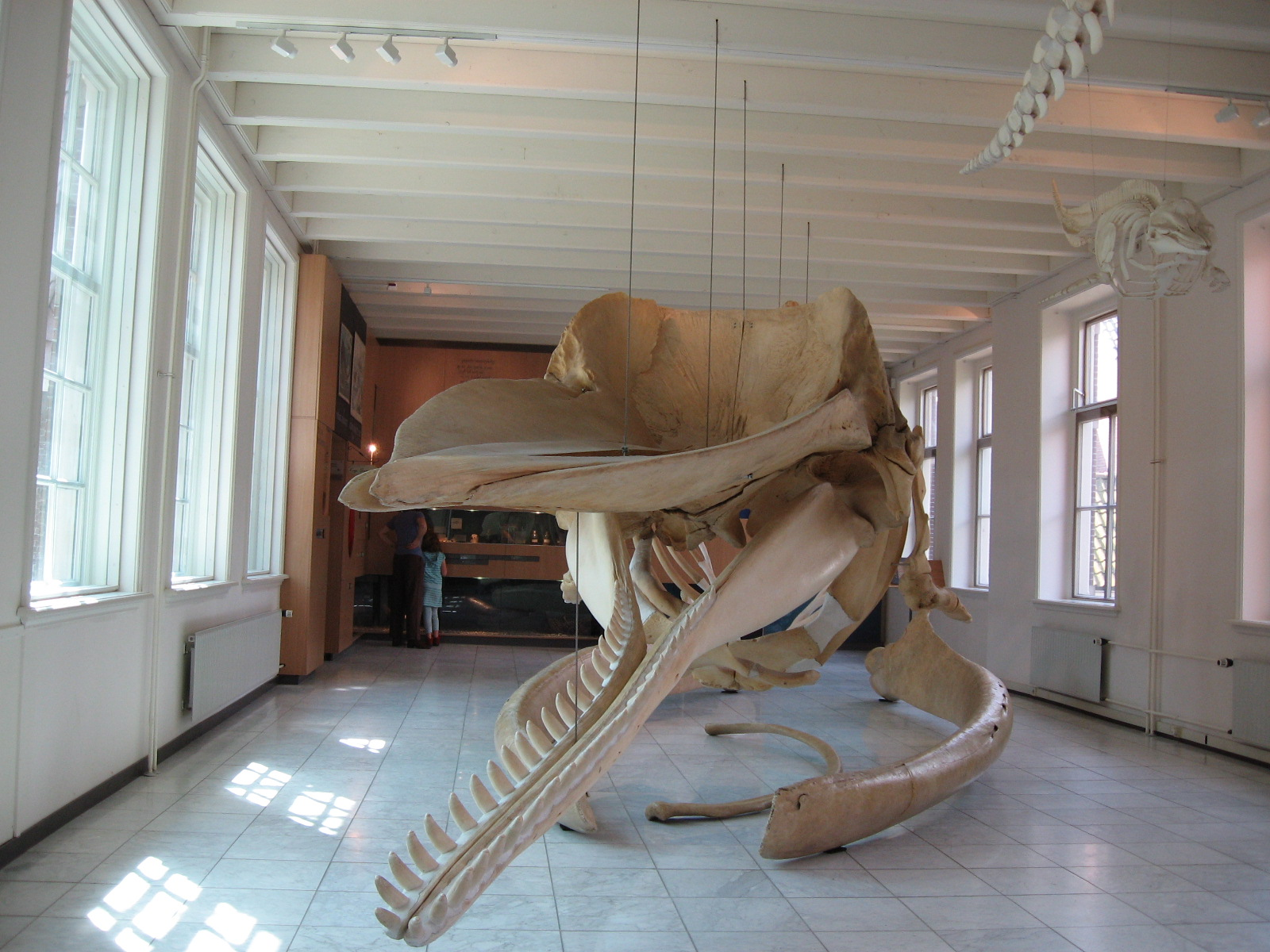
Leeuwarden Natuurmuseum Fryslân

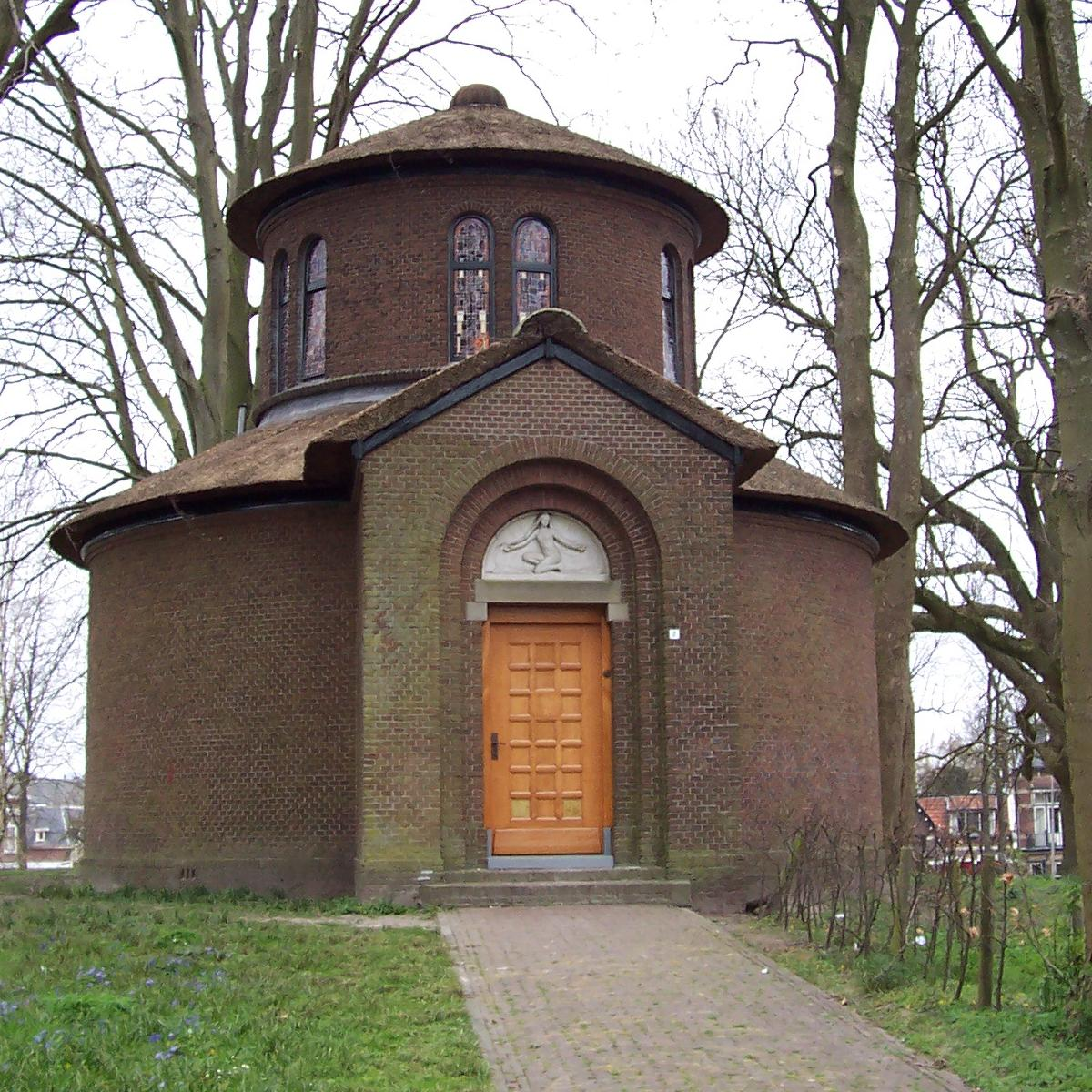
Leeuwarden Pier Pander Tempel

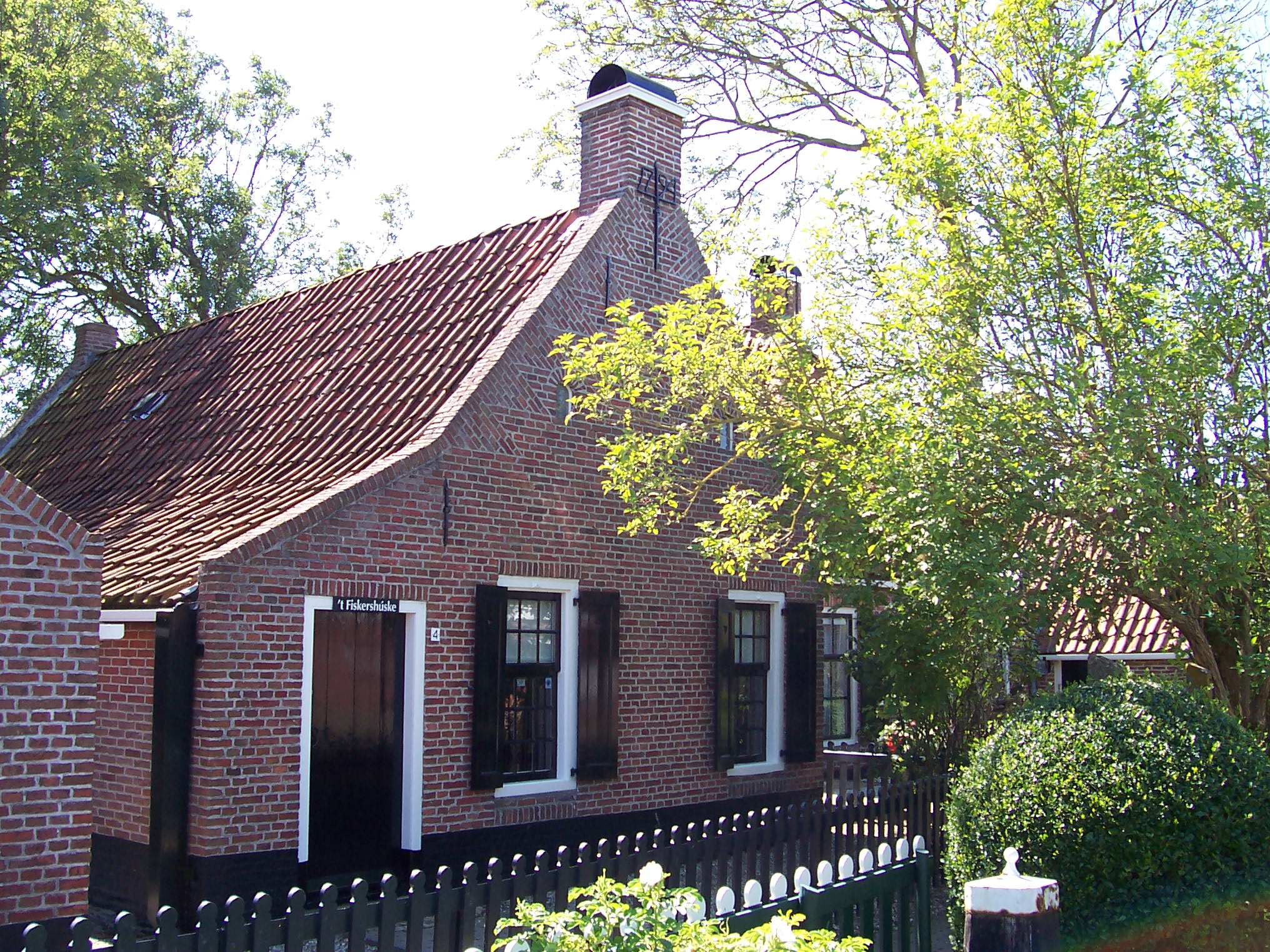
Moddergat Museum 't Fiskershúske

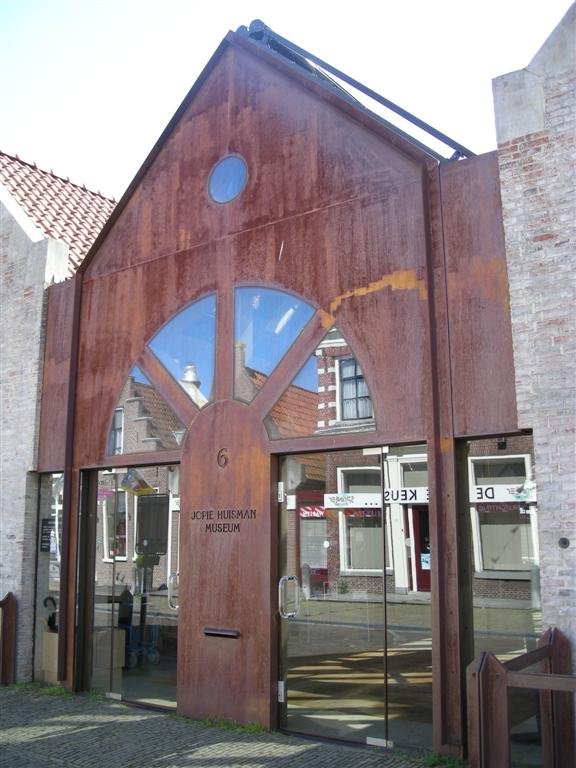
Workum Jopie Huisman Museum

### 阿赫特卡斯佩伦Achtkarspelen
- 草本植物庭院植物园（荷兰语：Botanische Tuin De Kruidhof）
- 德斯皮特凯特室外博物馆

### 阿默兰Ameland
- 消防器所（荷兰语：Brandspuithuuske）
- 索赫德拉赫文化史博物馆
- 阿默兰的风车De Amelander molens
  - 凤凰风车（荷兰语：De Phenix）
  - 希望风车（荷兰语：De Verwachting）
- 阿默兰灯塔（荷兰语：De Amelander Vuurtoren）
- 斯瓦特沃德农业和海滩拾荒者博物馆
- 阿默兰海事博物馆
- 阿默兰自然中心（荷兰语：Natuurcentrum Ameland）
- 亚伯拉罕·福克救援博物馆

### 博伦斯特海姆Boarnsterhim
- 矿物学博物馆
- 于尔德里克·波特马古室（荷兰语：Waag (Oldeboorn)）

### 东赫拉蒂尔Dongeradeel
- 海军楼博物馆
- 弗里斯图形博物馆
- 渔民住宅博物馆
- 多屈姆自然博物馆

### 菲尔韦尔德拉蒂尔Ferwerderadiel
- 吕德·维尔斯马住宅（荷兰语：Ruurd Wiersma Hûs）

### 弗拉讷克拉蒂尔Franekeradeel
- 马尔特纳博物馆 （原't Coopmanshûs）
- 王立艾瑟·艾辛哈天文馆（荷兰语：Koninklijk Eise Eisinga Planetarium）

### 哈斯特兰－斯洛滕Gaasterland-Sloten
- 马尔和克利夫信息中心（荷兰语：Informatiecentrum Mar en Klif） - 介绍西南弗里斯兰国家公园自然景观和文化历史的博物馆
- 奶牛博物馆
- 斯洛滕市政厅博物馆
- 剃须博物馆

### 哈灵恩Harlingen
- 汉内马住宅基层政权博物馆

### 海伦芬Heerenveen
- 费迪南德·多梅拉·尼乌文赫伊斯博物馆 - 纪念荷兰著名社会主义者费迪南德·多梅拉·尼乌文赫伊斯的博物馆
- 观景楼博物馆 - 一家现代和当代艺术博物馆
- 威廉·范·哈伦博物馆 - 以威廉·范·哈伦姓名命名的博物馆

### 吕伐登Leeuwarden
- 弗里斯文学中心（荷兰语：Fries Letterkundig Centrum）
- 弗里斯博物馆/弗里斯兰抵抗博物馆 Verzetsmuseum Friesland
- 弗里斯兰自然博物馆
- 皮尔·潘德博物馆 - 以雕塑家皮尔·潘德的姓名命名的博物馆
- 公主庭院陶瓷博物馆

### 吕伐德拉蒂尔Leeuwarderadeel
- 德克马房地（荷兰语：Dekemastate）

### 莱姆斯特兰Lemsterland
- 莱默潜水博物馆
- 沃达蒸汽泵站 - 世界遗产

### 利滕瑟拉蒂尔Littenseradiel
- 于尼亚斯塔特来访者中心（荷兰语：Bezoekerscentrum Uniastate）
- “对水的斗争”博物馆

### 东斯特灵韦尔夫Ooststellingwerf
- 烹饪史博物馆

### 奧普斯特兰Opsterland
- 达姆斯住宅（荷兰语：It Damshûs） - 露天泥炭博物馆
- 奧普斯特兰地区博物馆
- 第一荷兰欧宝博物馆 - 展示欧宝汽车

### 斯希蒙尼克岛Schiermonnikoog
- 14极贝壳博物馆

### 斯哈斯特兰Skarsterlân
- 尧勒博物馆

### 斯马林赫兰Smallingerland
- 斯马林赫兰博物馆

### 斯内克Sneek
- 國家模型博物館
- 弗里斯航运博物馆

### 许德韦斯特弗里斯兰Súdwest Fryslân
- 阿尔德法尔之家（荷兰语：Aldfaers Erf）
- 第一弗里斯滑冰博物馆
- 埃尔维斯·普雷斯利博物馆 - 纪念美国著名歌手、猫王埃尔维斯·普雷斯利
- 弗里斯农业博物馆
- 弗里斯航运博物馆
- 希斯贝特·亚皮克斯住宅（荷兰语：It Gysbert Japicxhus） - 纪念作家希斯贝特·亚皮克斯（Gysbert Japicx）的博物馆
- 约皮·豪斯曼博物馆 - 纪念画家约皮·豪斯曼
- 炮塔博物馆
- 诺伊特赫达赫特做与看中心（荷兰语：Doe- en Kijk Centrum Nooitgedagt）
- 欣德洛彭博物馆
- 宗教艺术博物馆
- 沃屈姆埃夫斯基普博物馆 - 展示沃屈姆历史的博物馆
- 国家铁路模型博物馆
- 斯塔福伦彭特住宅博物馆
- 于斯海特（荷兰语：Us Heit） - 一个制造弗里斯克欣德（Frysk Hynder）威士忌的酒厂

### 泰尔斯海灵Terschelling
- 贝豪登住宅（荷兰语：'t Behouden Huys）
- 艾克·范·斯廷渔业博物馆

### 蒂切克斯拉蒂尔Tytsjerksteradiel
- 比尔许姆地区博物馆-恒星观测站（荷兰语：Streekmuseum-Volkssterrenwacht Burgum）

### 弗利兰Vlieland
- 西北信息中心（荷兰语：Informatiecentrum De Noordwester）
- 特龙普住宅博物馆

### 西斯特灵韦尔夫Weststellingwerf
- 基克许斯博物馆 - 一个老面包店内的博物馆
- 国家编织博物馆
- 西斯特灵韦尔夫古室（荷兰语：Oudheidkamer Weststellingwerf）

## 海尔德兰省

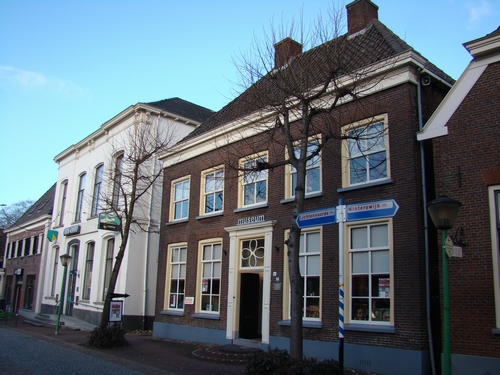
Aalten Museum

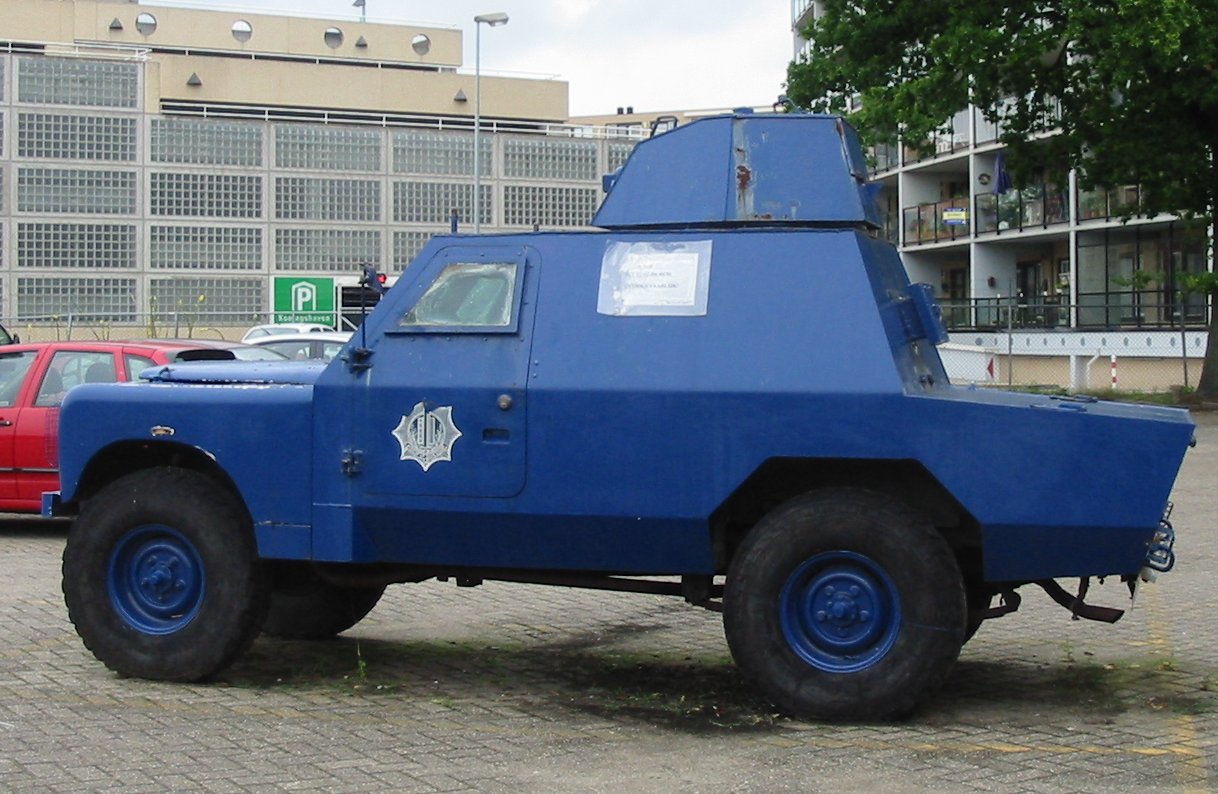
Apeldoorn Nederlands Politiemuseum

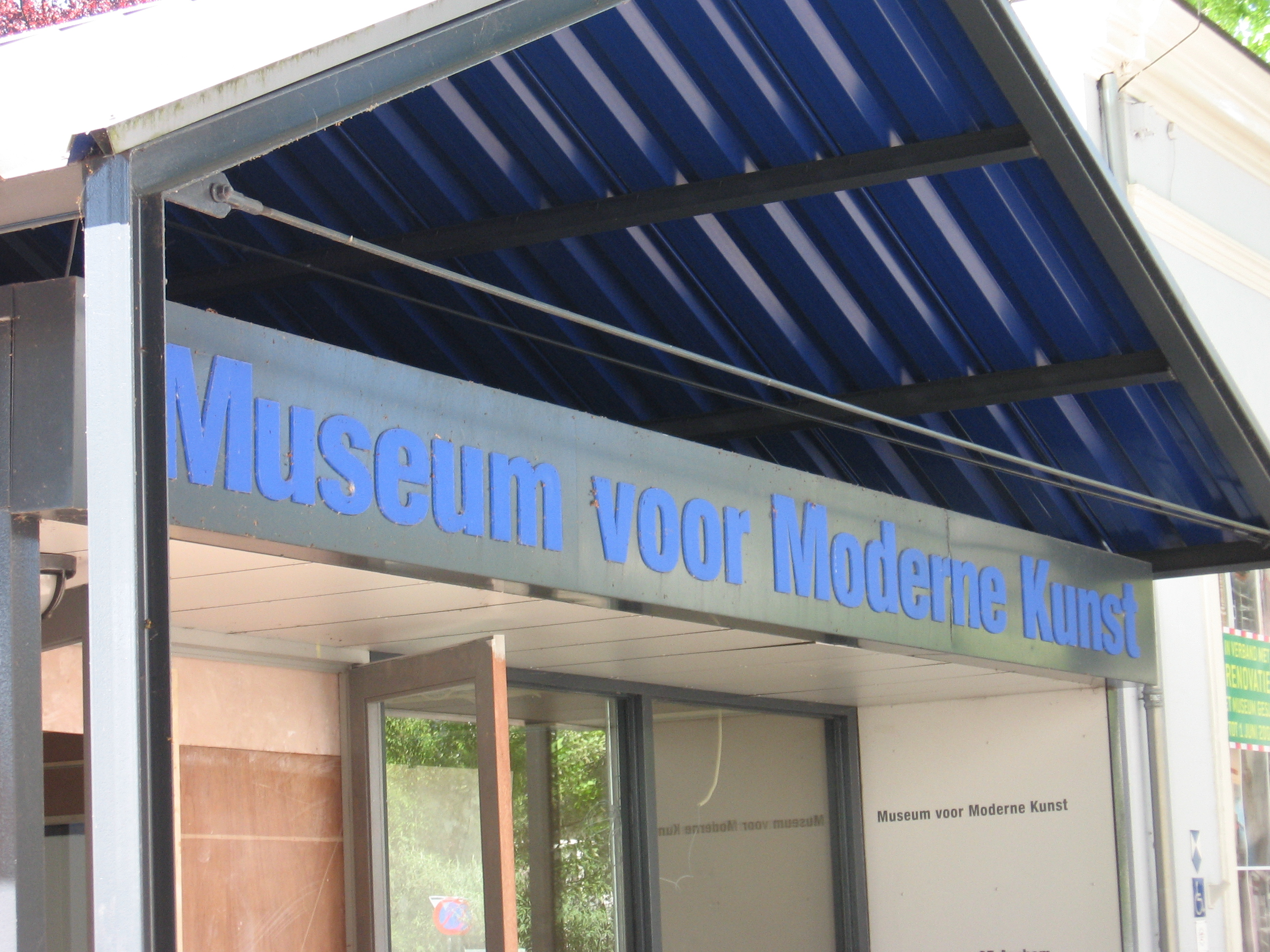
Arnhem Museum voor Moderne Kunst

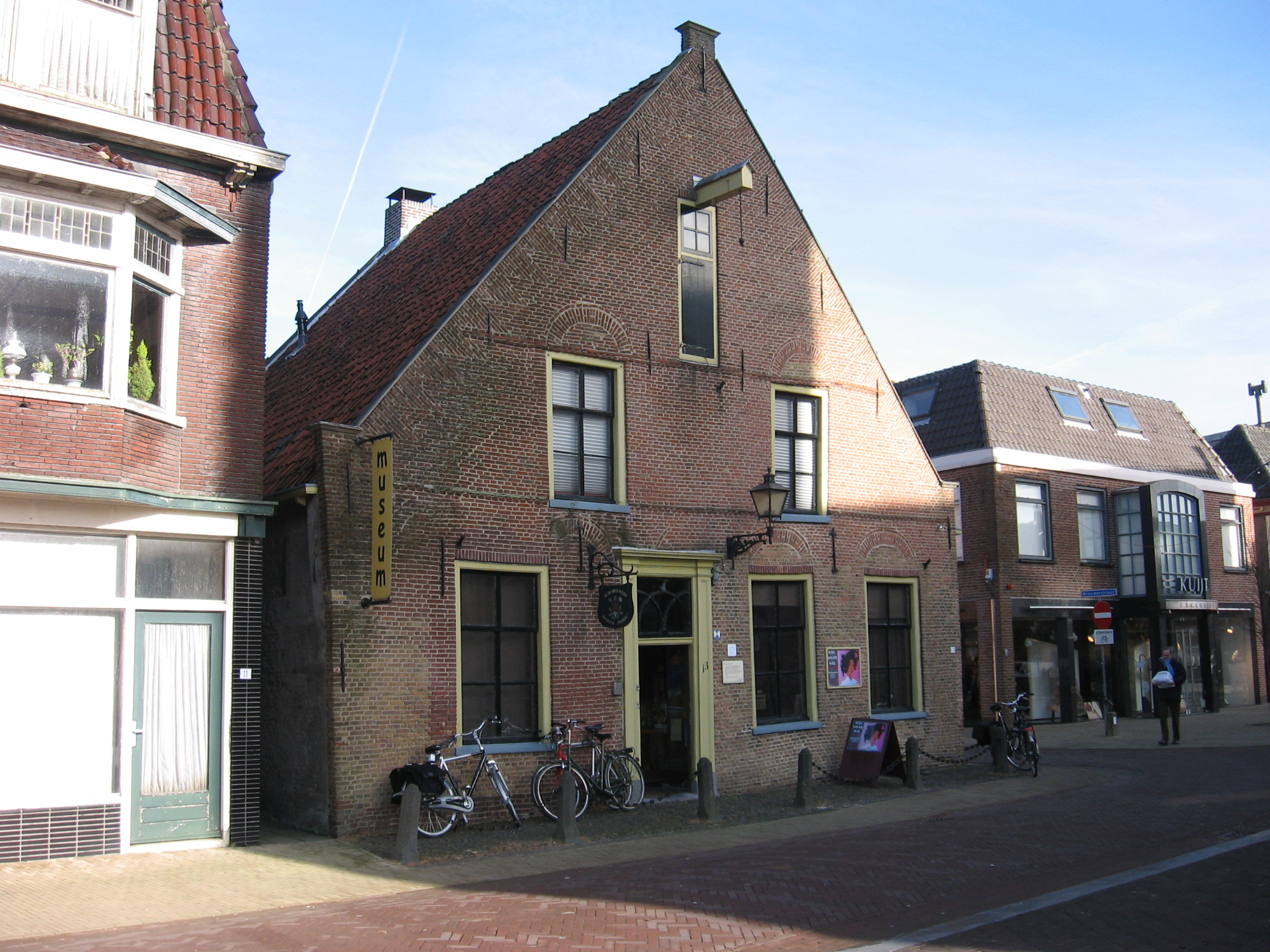
Barneveld Museum Nairac

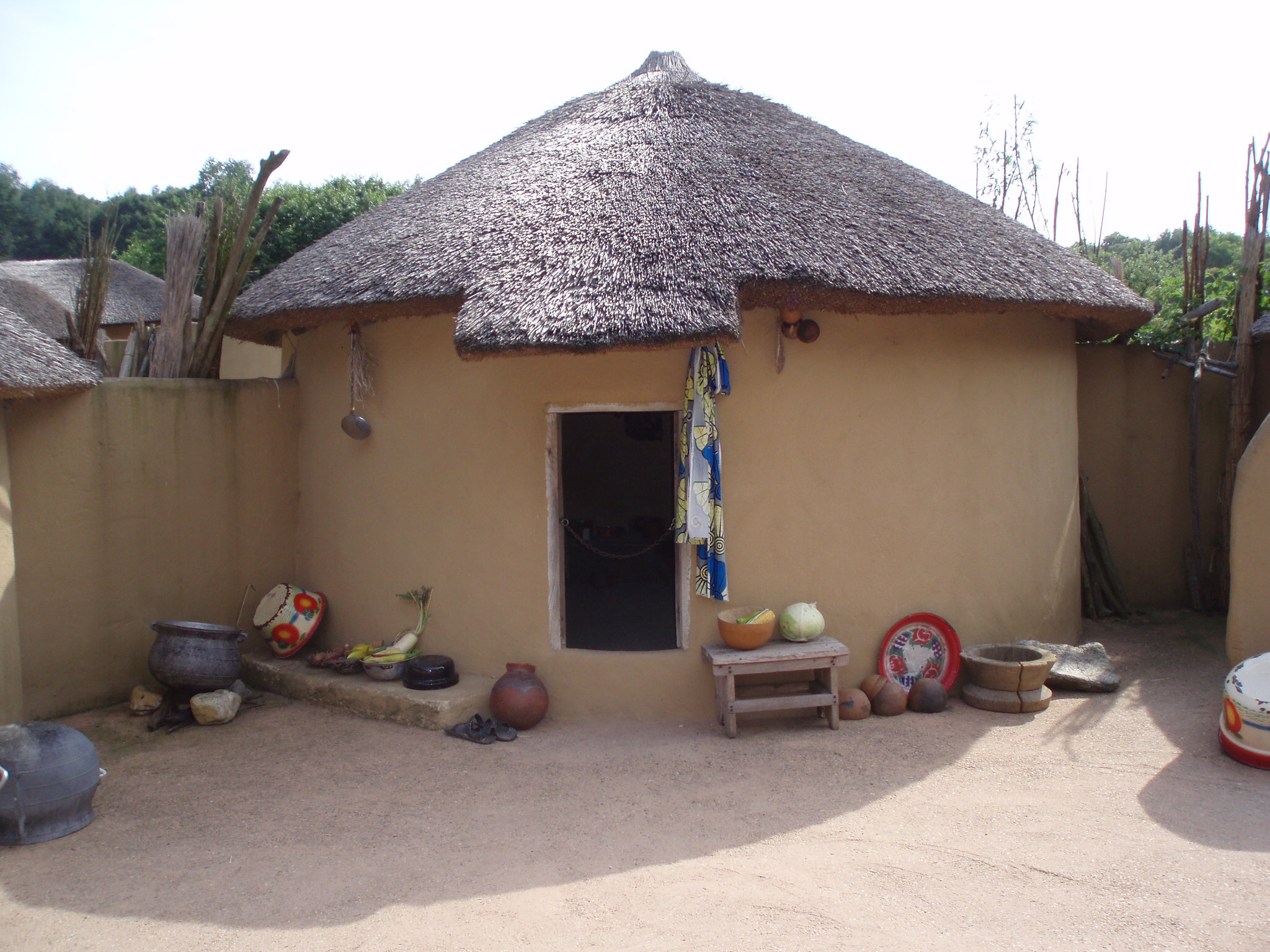
Berg en Dal Afrika Museum

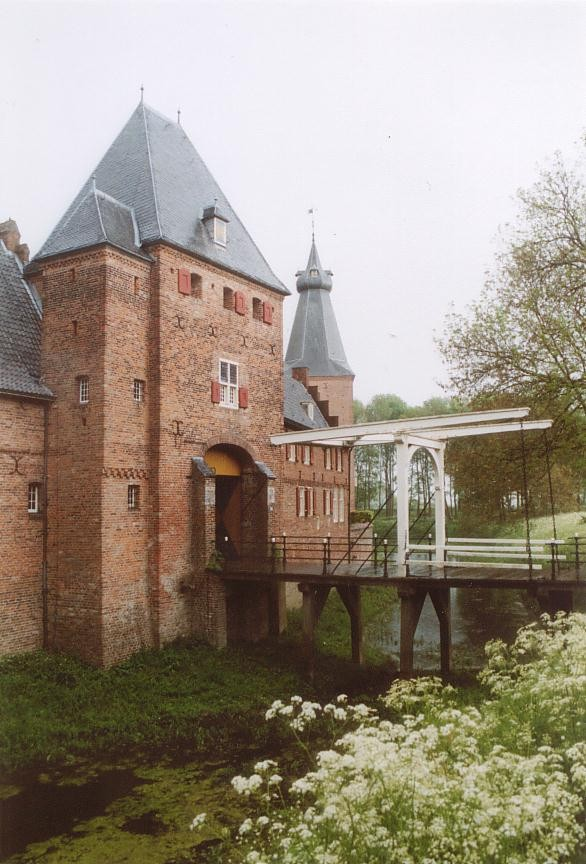
Doorwerth Museumkasteel

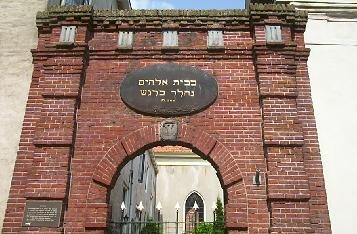
Elburg Sjoel Verhalenmuseum

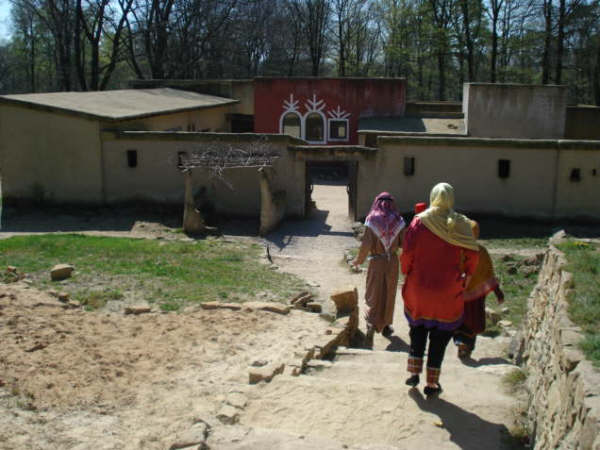
Heilig Landstichting Museumpark Oriëntalis

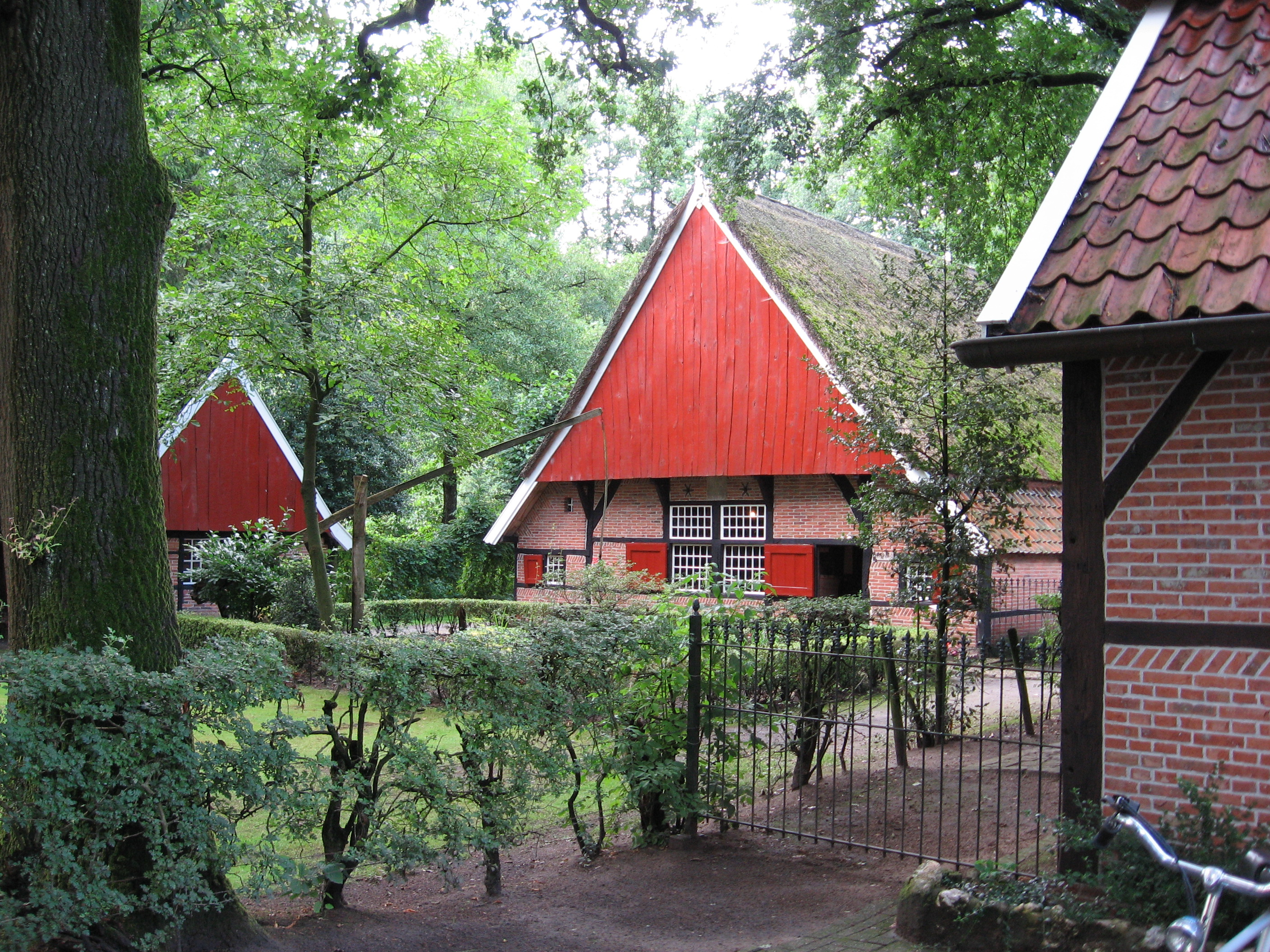
Lievelde Erve Kots Openluchtmuseum

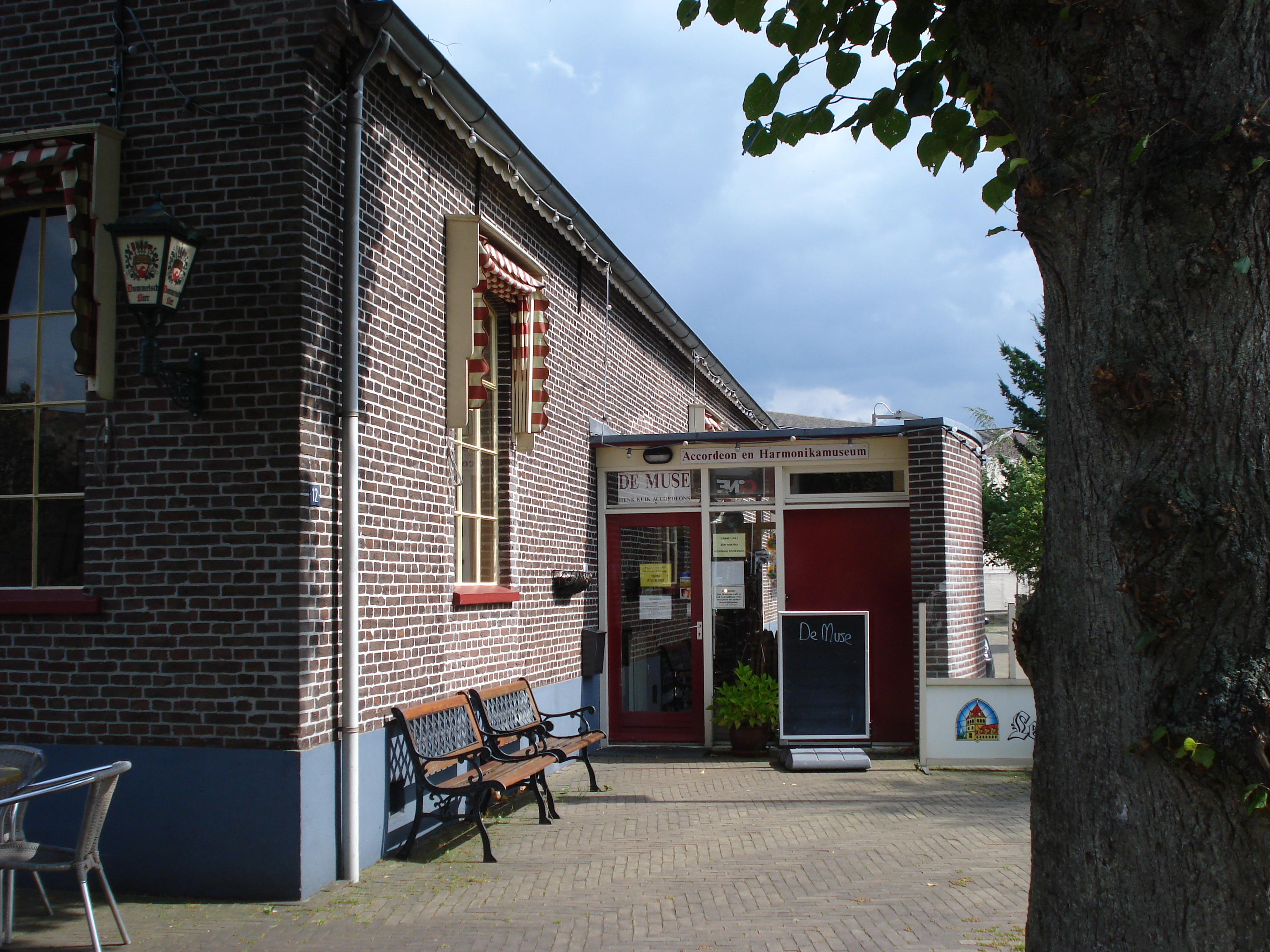
Malden De Muse Accordeon & Harmonicamuseum

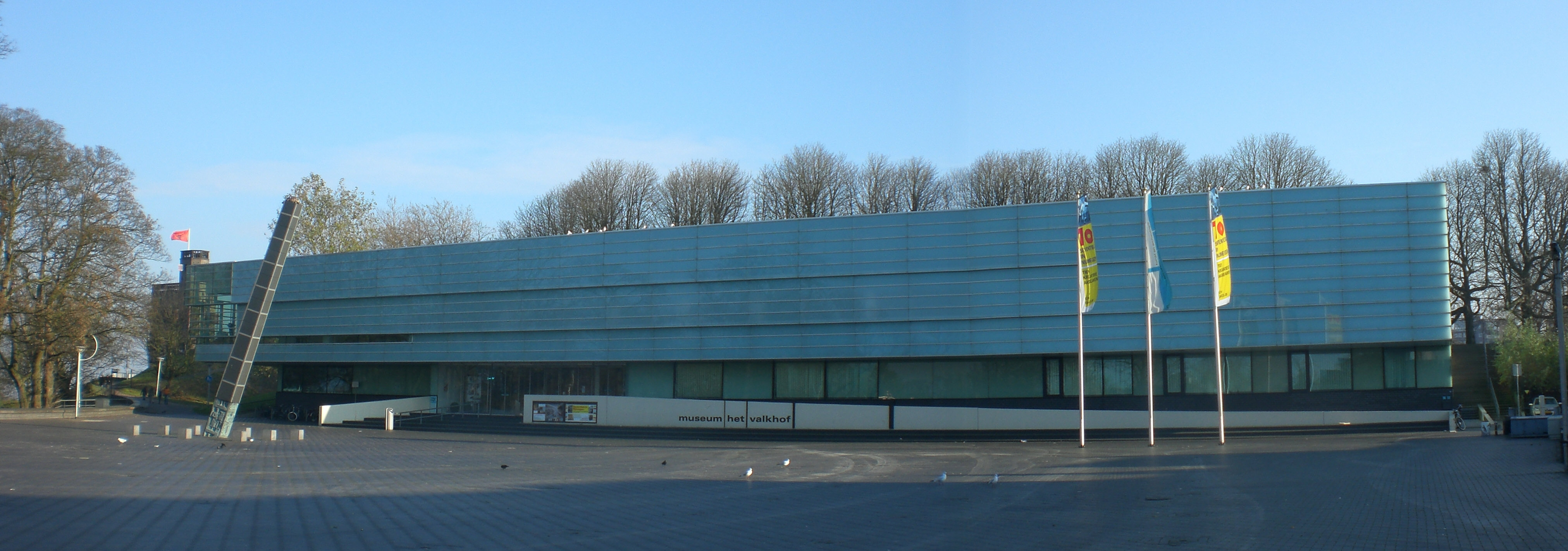
Nijmegen Museum Het Valkhof

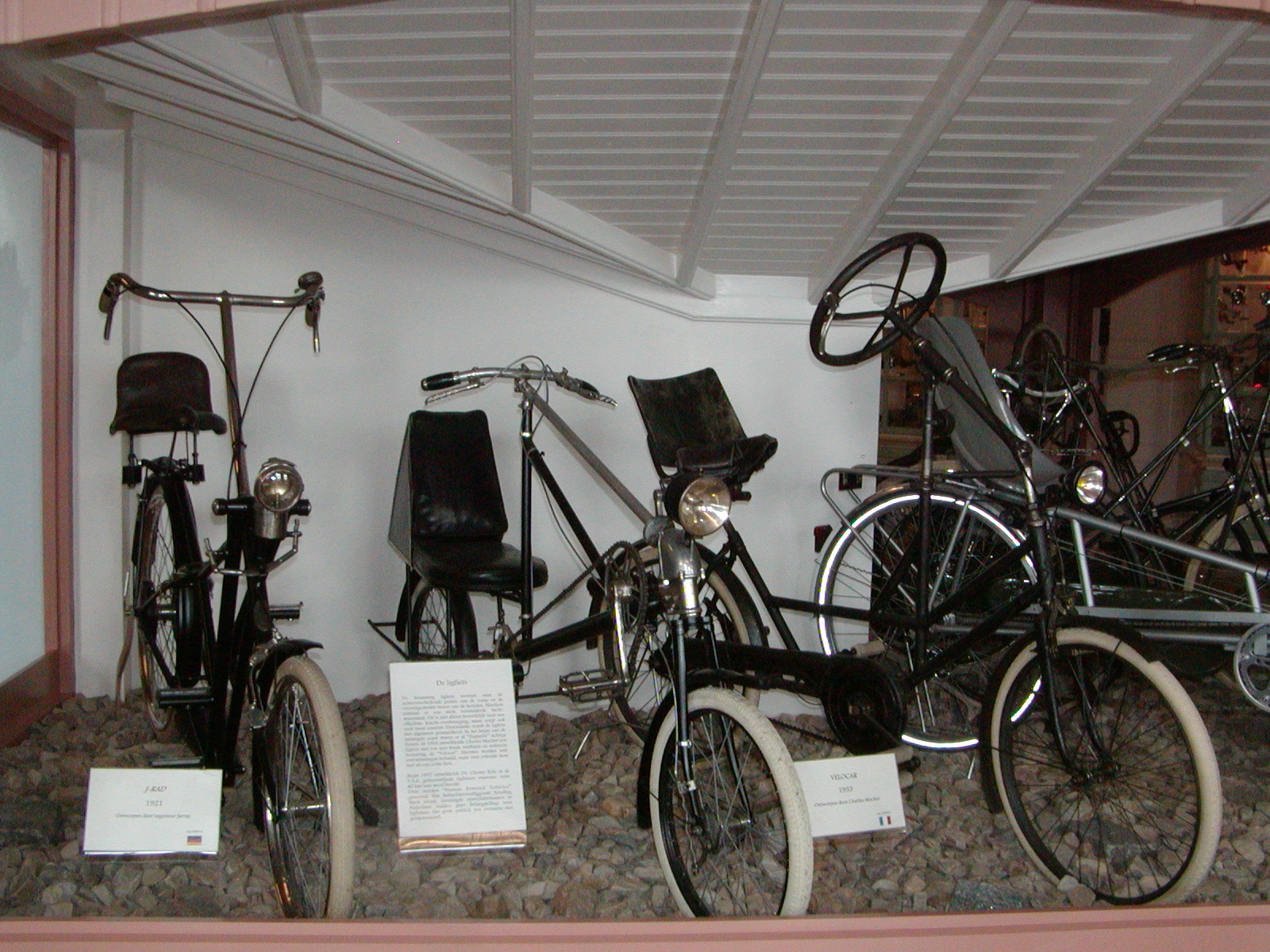
Nijmegen Fietsmuseum Velorama

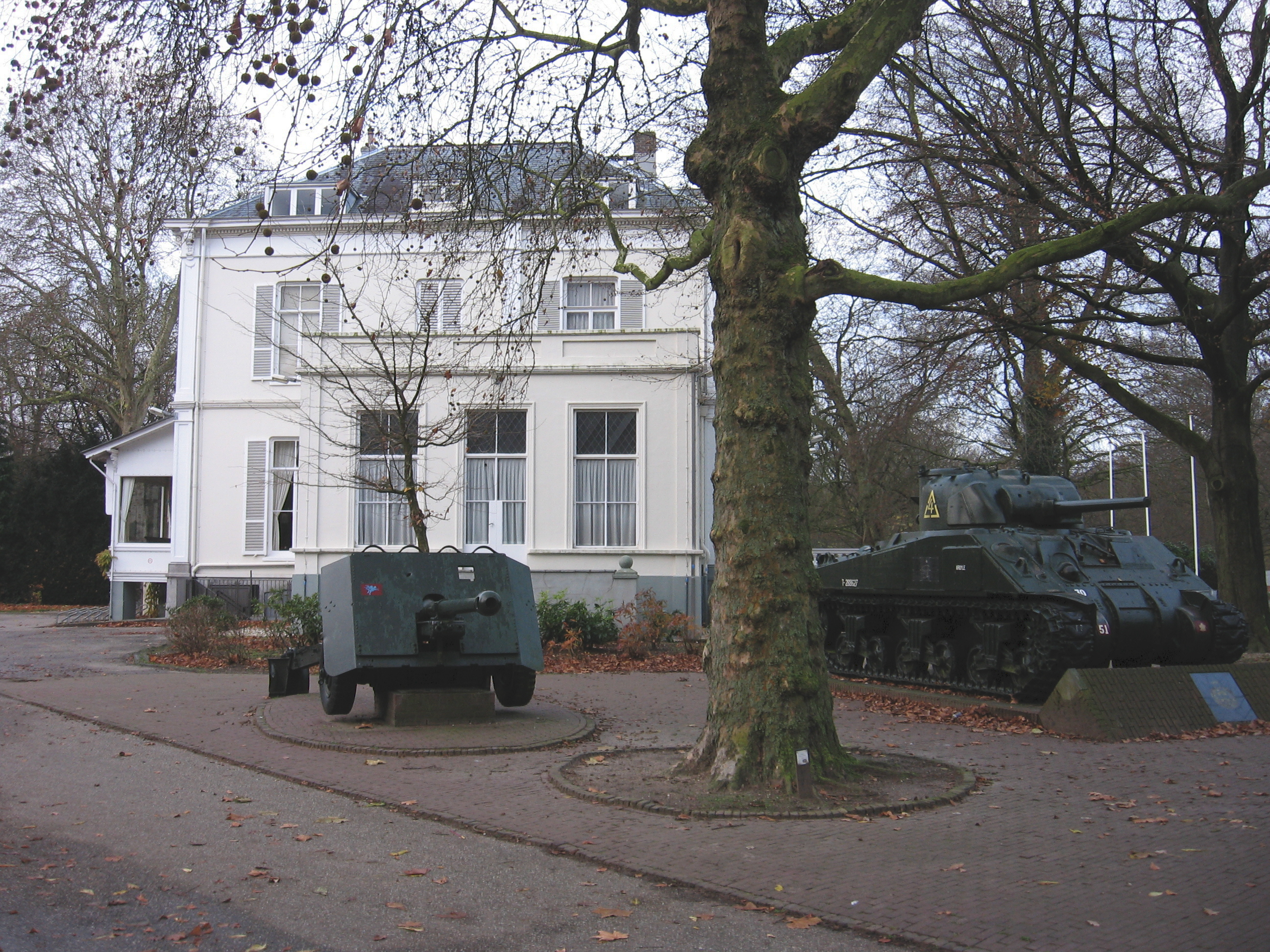
Oosterbeek Airborne Museum

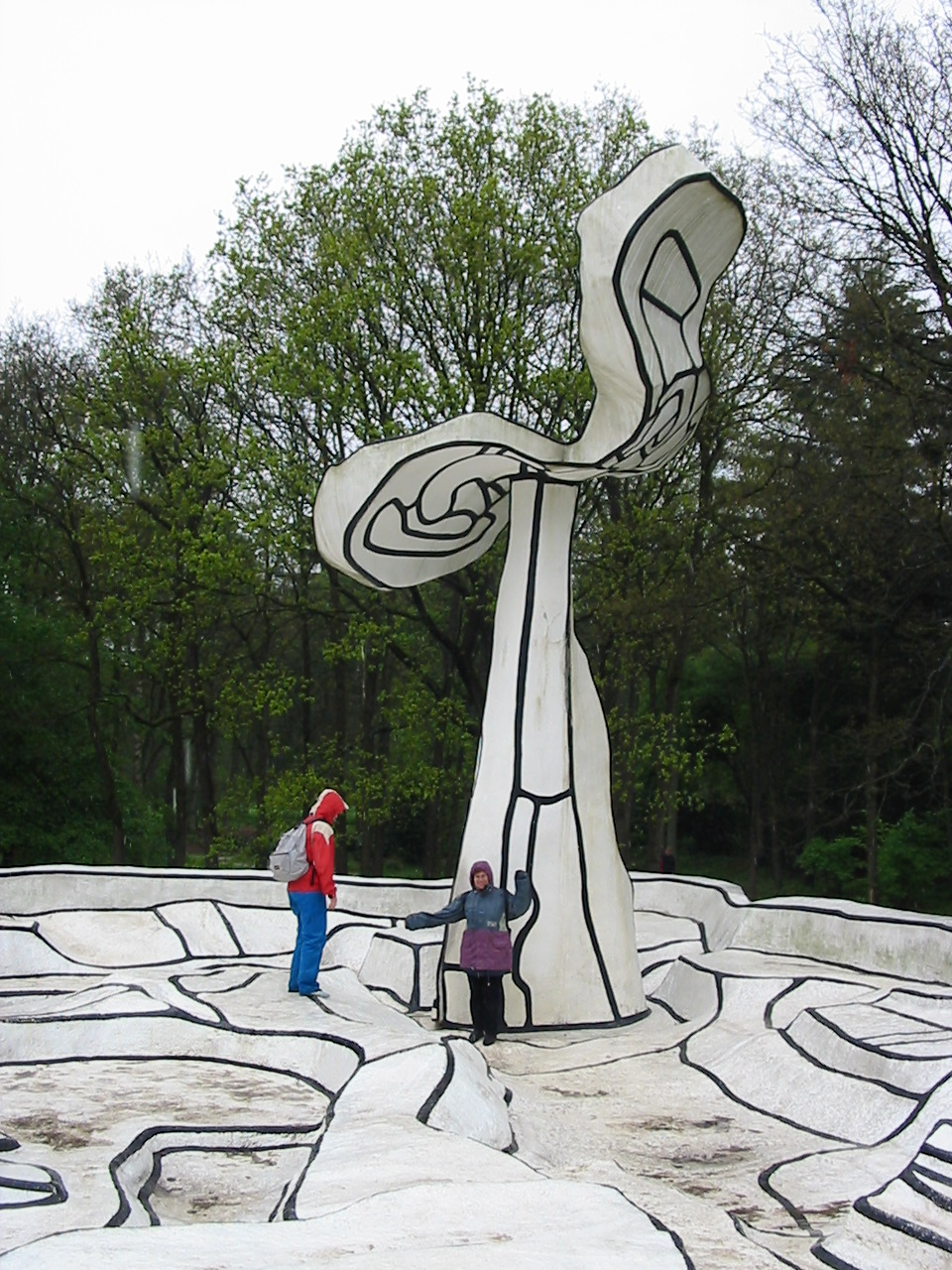
Otterlo Kröller-Müller Museum beeldentuin

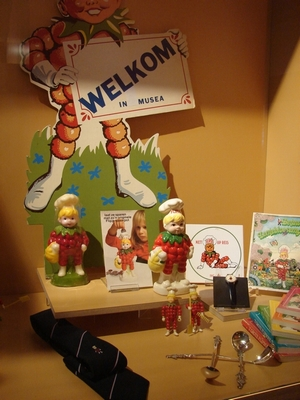
Tiel Streek&Flipje&Jam Museum

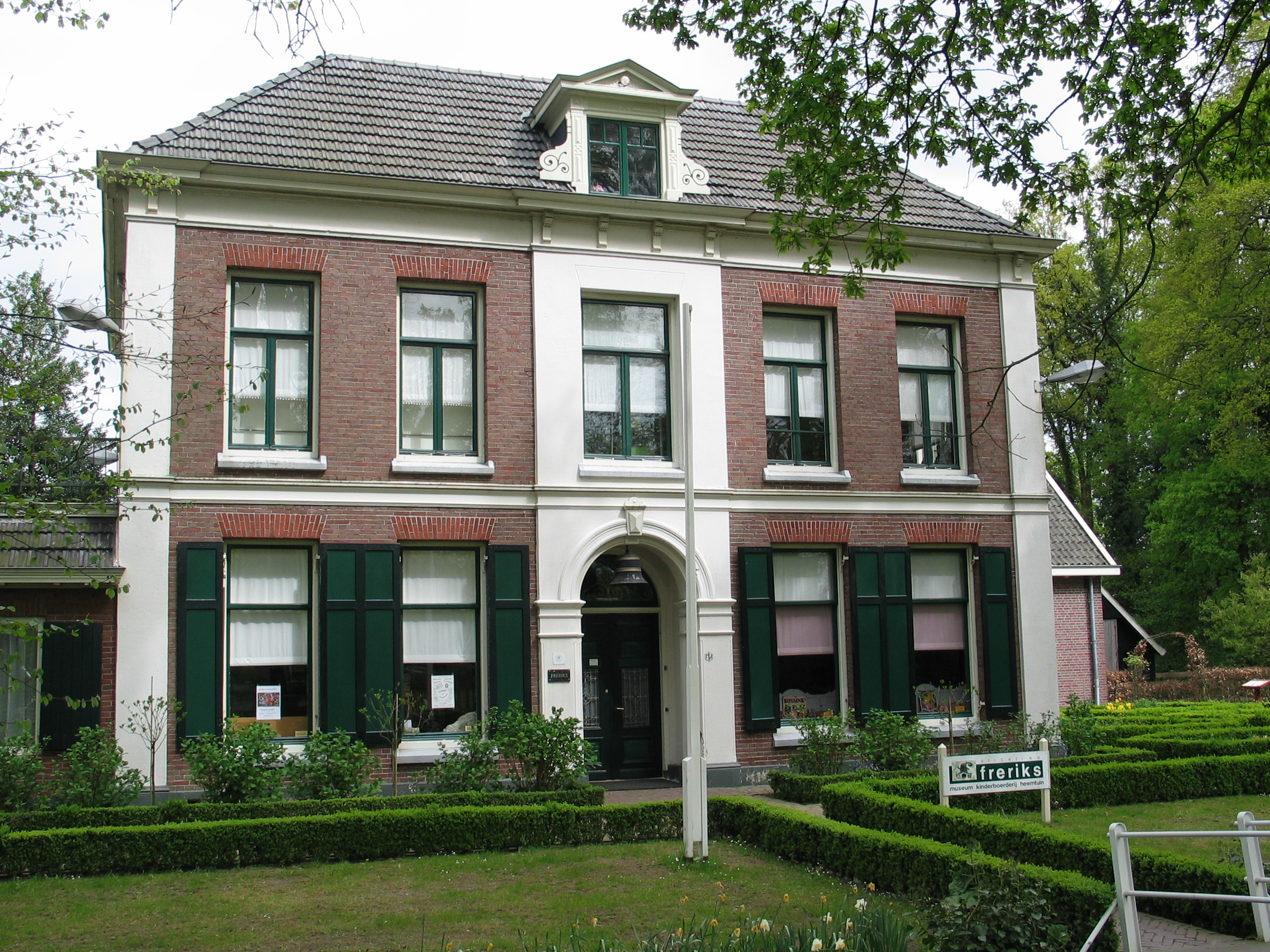
Winterswijk Museum Freriks

### 阿尔滕Aalten
- 阿尔滕博物馆群（荷兰语：Aaltense Musea）
  - 市场12号（荷兰语：Markt 12）-讲述普通人在二战时期的生活和故事的博物馆
  - 弗莱里克住宅博物馆
  - 弗莱里克谷仓（荷兰语：Freriksschure） - 农业博物馆
- 内特农场博物馆
- 边境博物馆-展示海关和边防工作

### 阿珀尔多伦Apeldoorn
- 荷兰电力博物馆 -内还有Radiotron（无线电源）
- 炉膛板博物馆
- 荷兰警察博物馆
- CODA（荷兰语：Cultuur Onder Dak Apeldoorn） - 阿珀尔多伦的文化中心
- 罗宫-展示荷兰王室历史的宫殿
- 中东磨坊造纸厂（荷兰语：Papierfabriek de Middelste Molen）
- 自然住宅野生公园（荷兰语：Wildpark Het Aardhuis）

### 阿纳姆Arnhem
- 40-45阿纳姆战争博物馆
- 阿纳姆现代艺术博物馆
- 荷兰户外博物馆
- 阿纳姆历史博物馆
- 荷兰水博物馆
- 荷兰葡萄酒博物馆

### 巴讷费尔德Barneveld
- 奈拉克费吕韦博物馆
- 荷兰家禽博物馆
- 旧工艺品和玩具博物馆

### 贝尔克兰Berkelland
- 博尔屈洛消防博物馆
- 水晶博物馆
- 1940-45年意识博物馆
- 莱本贝赫农场博物馆
- 博尔屈洛无线电博物馆

### 布龙克霍斯特Bronckhorst
- 狄更斯博物馆-纪念英国作家查尔斯·狄更斯
- 斯梅德金克博物馆

### 比伦Buren
- 贝蒂韦果园博物馆
- 王家宪兵队博物馆
- 比伦和奥兰治博物馆
- 农用车博物馆

### 屈伦博赫Culemborg
- 希斯彭（荷兰语：Gispen）-以工业设计师威廉·亨德里克·希斯彭（Willem Hendrik Gispen，1890-1981）的姓命名的博物馆
- 埃尔维斯·普雷斯利博物馆-纪念美国歌星埃尔维斯·普雷斯利
- 伊丽莎白孤儿院博物馆

### 杜斯堡Doesburg
- 杜斯堡芥末（荷兰语：Doesburgsche Mosterd） - 一个芥末厂博物馆
- 1940-1945莫里茨博物馆
- 旧拉斯博物馆花园（荷兰语：Museumtuin 't Olde Ras） - 展示本地出产的各种果子
- 红塔地区博物馆

### 杜廷赫姆Doetinchem
- 杜廷赫姆公共交通博物馆
- 杜廷赫姆市博物馆

### 埃德Ede
- 埃德历史博物馆
- 视听博物馆
- 克勒勒-米勒博物館
- Museonder - 地下地质学和生物学博物馆
- 荷兰瓦博物馆

### 埃尔堡Elburg
- 埃尔堡犹太会堂博物馆
- 埃尔堡博物馆
- 国家历史风琴博物馆

### 埃珀Epe
- 费吕韦地区博物馆-哈赫多伦高原（荷兰语：Veluws Streekmuseum）

### 埃尔默洛Ermelo
- 仓库（荷兰语：Het Pakhuis (Ermelo)）-展示遗产、自然和环境的博物馆

### 赫鲁斯贝克Groesbeek
- 非洲博物馆
- 东方公园博物馆-介绍中东历史及文化的博物馆
- 1944-1945国家解放博物馆

### 哈尔德韦克Harderwijk
- 哈尔德韦克市博物馆

### 哈特姆Hattem
- 安东·皮克博物馆
- “热地”荷兰面包店博物馆
- 哈特姆富尔曼博物馆 - 展示美术作品

### 马斯德里尔Maasdriel
- 赫德尔历史博物馆

### 海尔德Heerde
- 木偶戏博物馆

### 赫门Heumen
- 手风琴和口琴博物馆
- 马里斯住宅工作室博物馆-纪念荷兰画家和雕塑家雅克·马里斯（Jac Maris）

### 林厄瓦尔Lingewaal
- 迷你域（荷兰语：Het Minidome） - 国家迷你汽车博物馆

### 洛赫姆Lochem
- 阿尔门芥末博物馆
- 旧印刷机博物馆

### 蒙特弗兰Montferland
- 海尔德射手博物馆

### 奈梅亨Nijmegen
- 铺路者塔（荷兰语：De Stratemakerstoren）  - 一座中世纪要塞的防御塔
- 奈梅亨自然博物馆
- MuZIEum（荷兰语：MuZIEum）
- 鹰庭博物馆
- 费洛拉马国家自行车博物馆
- 解剖学与病理学博物馆
- 飞机模型革命博物馆

### 东海尔雷Oost Gelre
- 酿酒厂博物馆 - 今天高仕啤酒的源头
- 科茨遗产（荷兰语：Erve Kots） - 一所旅社、户外博物馆、酿酒作坊，展示当地乡村风貌

### 上贝蒂韦Overbetuwe
- 海尔德窄轨库（荷兰语：Gelderse Smalspoor Stichting）
- 护理和看护博物馆

### 伦克姆Renkum
- 奥斯特贝克空降兵博物馆 Oosterbeek
- 多尔韦特城堡（荷兰语：Kasteel Doorwerth）
- 自然和野生动物管理博物馆
- 大费吕韦博物馆

### 雷登Rheden
- 海尔德地质博物馆
- 电视玩具博物馆

### 蒂尔Tiel
- 蒂尔弗利皮和地区博物馆-介绍蒂尔的吉祥物弗利皮（Flipje）和地区历史与文化的博物馆

### 瓦赫宁恩Wageningen
- 城堡门博物馆
- 赫尔曼·布罗德博物馆-以荷兰音乐家、画家赫尔曼·布罗德（Herman Brood，1946-2001）的姓名命名的博物馆

### 西马斯恩瓦尔West Maas en Waal
- 两河流域地区历史博物馆-展示地方历史的博物馆
- 蒂特蒸汽泵站（荷兰语：Stoomgemaal De Tuut）

### 韦亨Wijchen
- 韦亨城堡博物馆

### 温特斯韦克Winterswijk
- 弗雷里克斯博物馆

### 扎尔特博默尔Zaltbommel
- 马尔滕·范·罗叙姆博物馆
- 扎尔特博默尔城堡（荷兰语：Slot Zaltbommel）

### 泽弗纳尔Zevenaar
- 砖/瓦博物馆nl:Baksteen/dakpanmuseum
- 利默斯博物馆

### 聚特芬Zutphen
- 瓦伦斯费尔德文化史博物馆
- 聚特芬图形博物馆
- 亨里克·波拉克博物馆
- 聚特芬市立博物馆

## 格罗宁根省

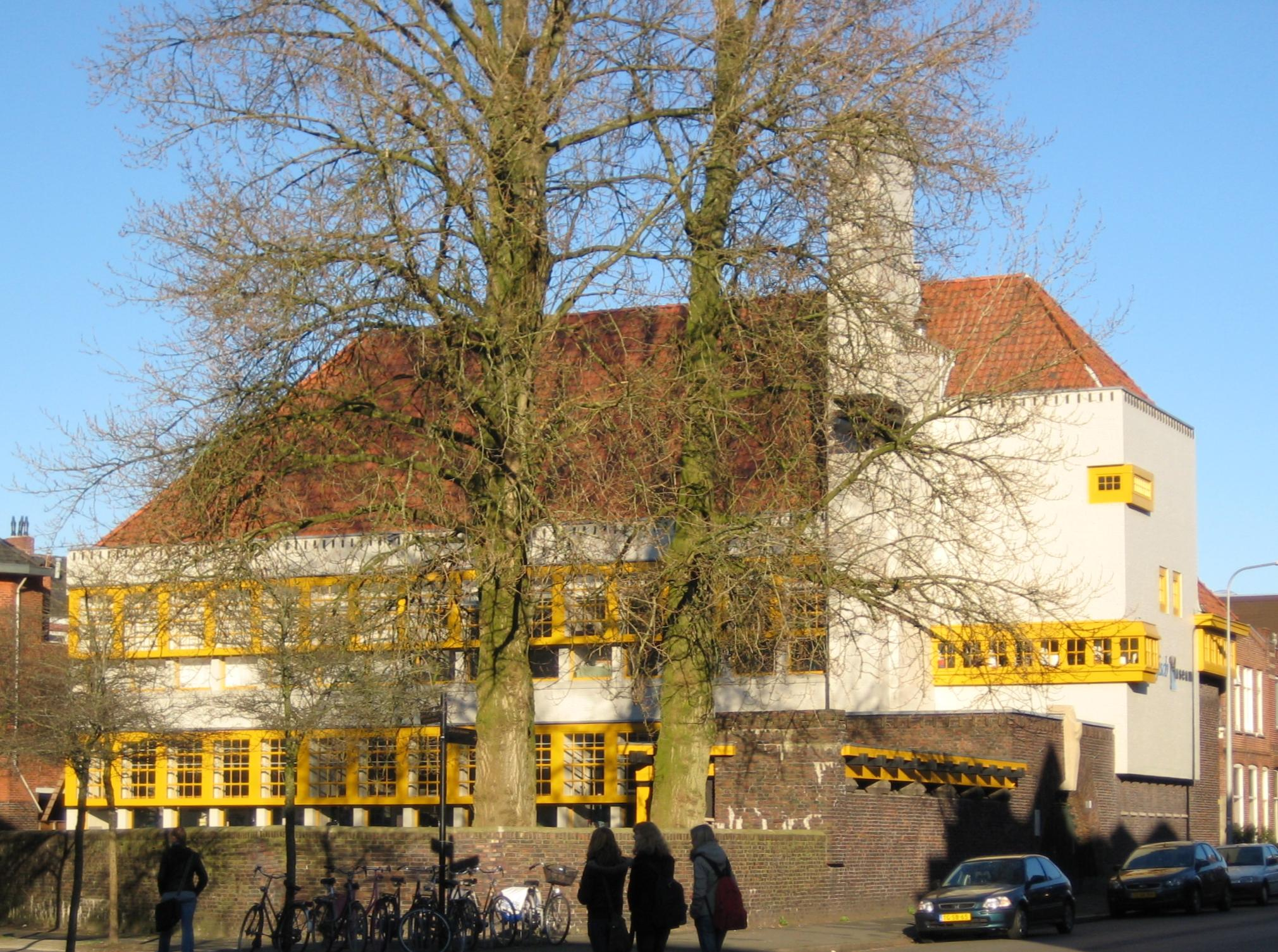
Groningen Grafisch Museum

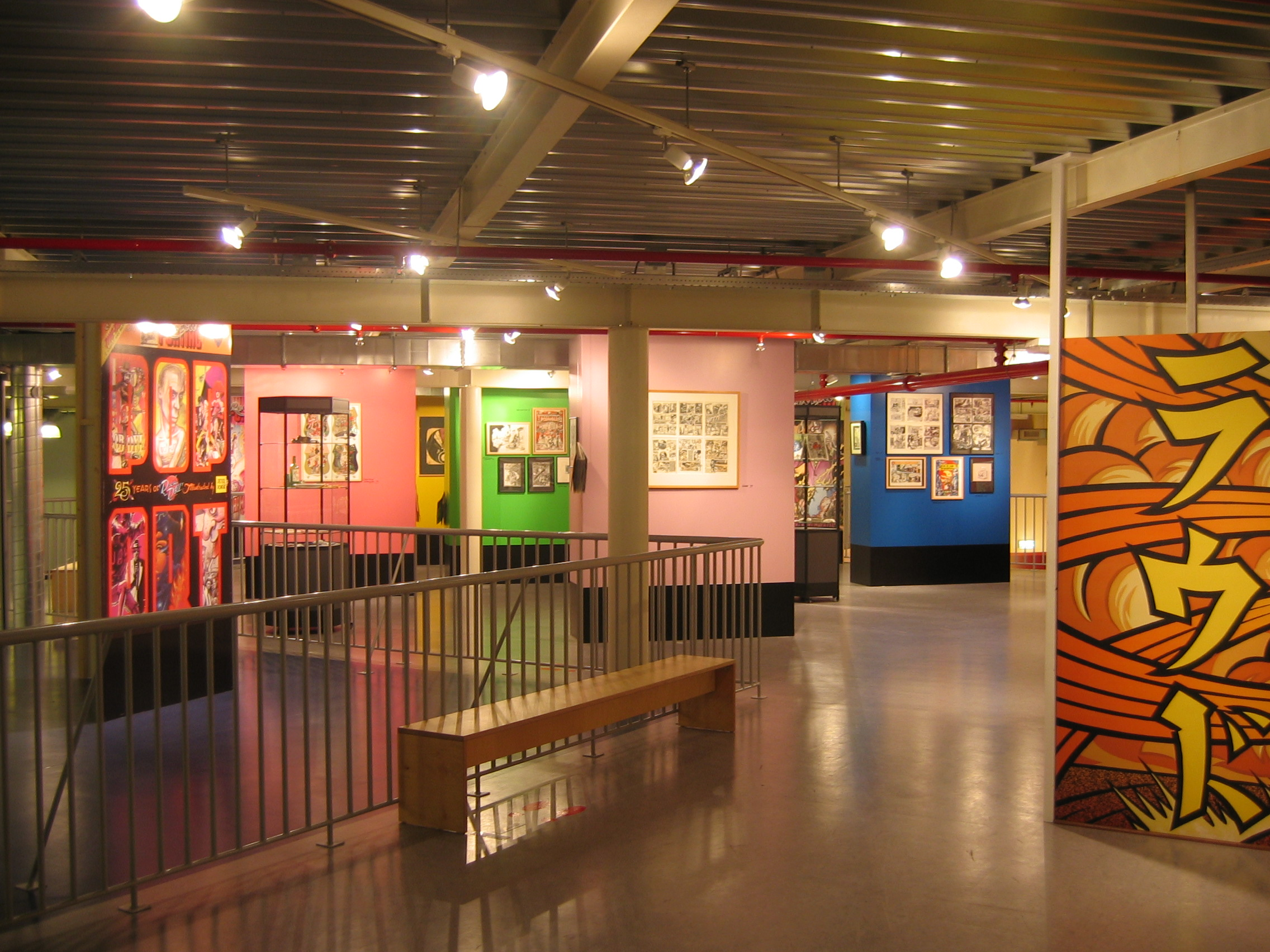
Groningen Nederlands Stripmuseum

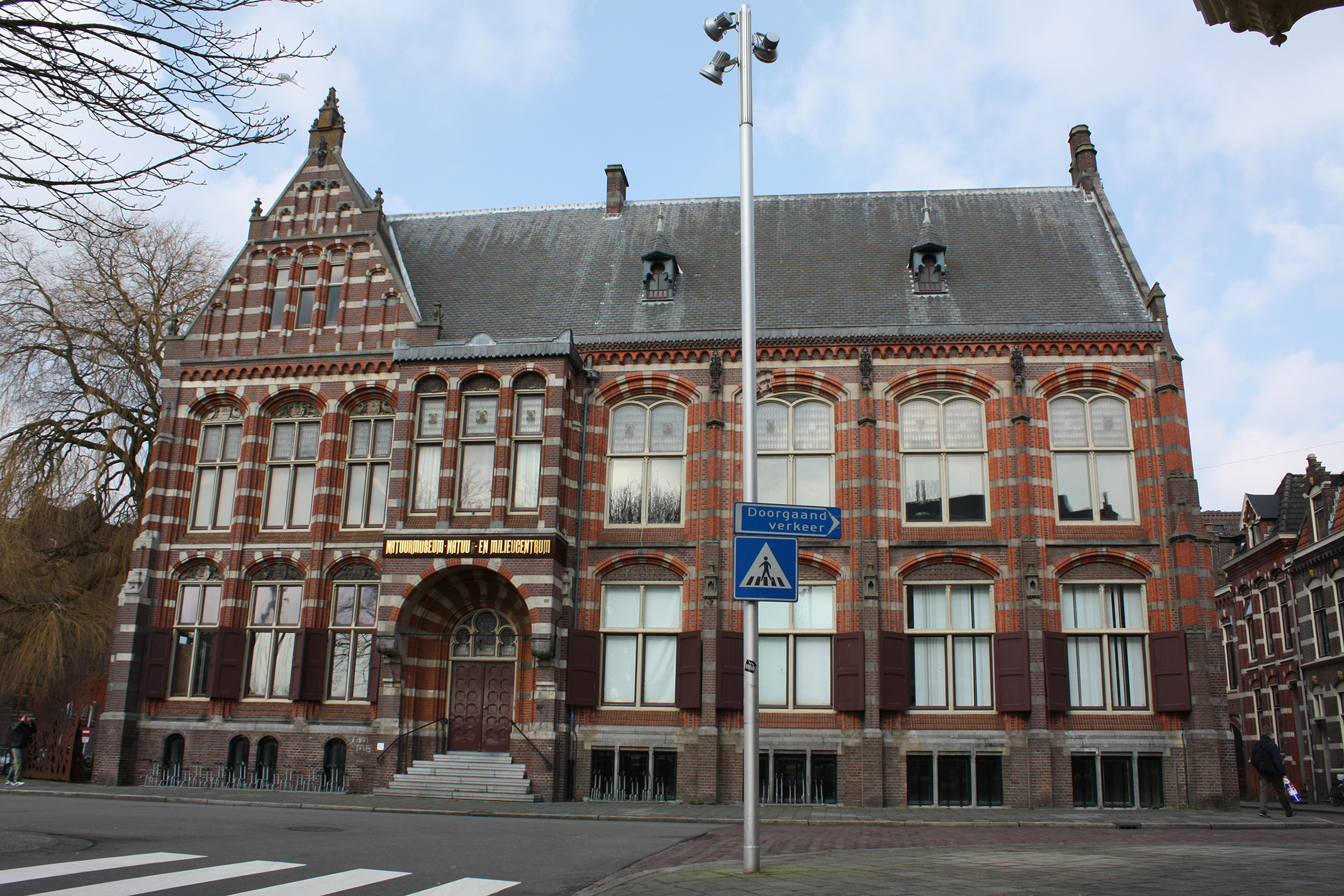
Groningen Natuurmuseum

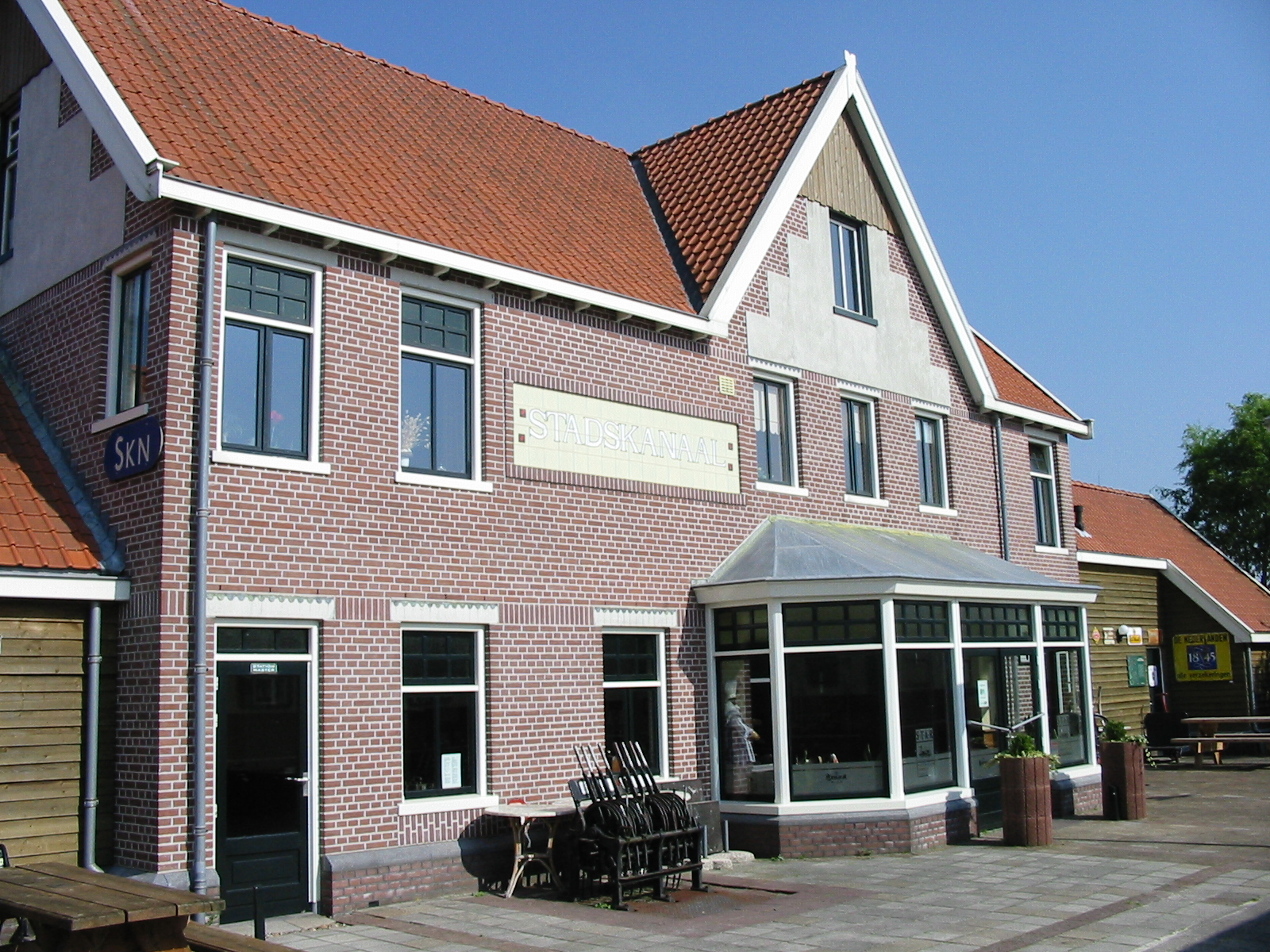
Stadskanaal Museumspoorlijn

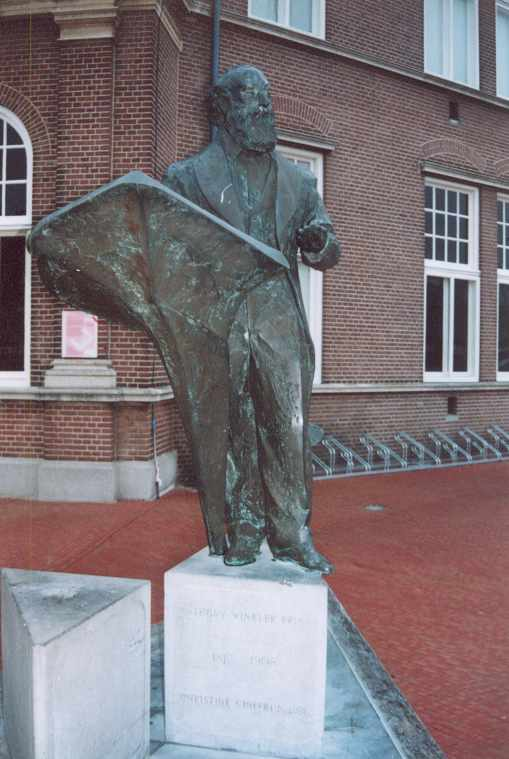
Veendam Veenkoloniaal Museum met standbeeld van A. Winkler Prins

### 阿平厄丹Appingedam
- 默尔曼博物馆 - 一家现实主义艺术博物馆
- 阿平厄丹市博物馆

### 贝迪姆Bedum
- 范·德韦尔夫的韦奇伍德博物馆

### 贝灵韦德Bellingwolde
- 手工马鞍博物馆
- 老韦登博物馆
- 针织艺术博物馆
- 木偶剧院-博物馆
- 奥德斯汉斯要塞博物馆

### 代尔夫宰尔Delfzijl
- 砖厂博物馆
- 克雷默泵站博物馆
- 代尔夫宰尔水族博物馆

### 德马尔讷De Marne
- 亚伯拉罕芥末制作者（荷兰语：Abraham's Mosterdmakerij）
- 茶厂（荷兰语：De Theefabriek）
- 咖啡和商店博物馆
- 费尔希尔德瑟姆房地（荷兰语：Verhildersum）
- 韦尔赫勒亨农场博物馆 (Museum voor Landbouw en Ambacht)
- 昆虫世界自然行为中心（荷兰语：NatuurDoeCentrum Insektenwereld）
- 德龙克尔老前辈博物馆
- 自行车和轻型摩托车博物馆
- 藻特坎普渔业博物馆

### 埃姆斯蒙德Eemsmond
- 手工艺博物馆
- 存品大观（荷兰语：Het Behouden Blik）-藏有许多老瓶瓶罐罐、旧物和旧书的博物馆
- 花边博物馆-展出各种花边
- 门克马堡（荷兰语：Menkemaborg）-一座城堡博物馆
- 灯笼锻冶博物馆
- 高地户外博物馆
- 艾特豪泽梅登古室（荷兰语：Oudheidkamer Uithuizermeeden）

### 格罗宁根Groningen
- 格罗宁根图形博物馆
- 格罗宁根博物馆
- 加拿大盟军博物馆
- 荷兰漫画博物馆
- 尼梅耶烟草博物馆 （2011年1月1日关闭）
- 北方海事博物馆
- 大学博物馆
- 格罗宁根自然博物馆 （2008年关闭，藏品转至大学博物馆）

### 赫罗特哈斯特Grootegast
- 阿贝尔·塔斯曼秘藏（荷兰语：Abel Tasman Kabinet）

### 霍赫赞德－萨佩梅尔Hoogezand-Sappemeer
- 瓦特豪曾闭塞守望者之家-有关铁路闭塞的博物馆
- 格罗宁根滑冰博物馆
- 拉默特·布尔马博物馆 - 以艺术家拉默特·布尔马名字命名的博物馆
- 克罗普斯沃尔德站手工工具博物馆

### 雷克Leek
- 国家马车博物馆
- 犹太学校博物馆

### 洛珀瑟姆Loppersum
- 门德尔面包店博物馆

### 马吕姆Marum
- 里乌农业博物馆 （原库恩德斯堡（荷兰语：Coendersborg (borg)））
- 斯特恩住宅画家和面包店博物馆

### 门特尔沃尔德Menterwolde
- 陶器博物馆
- 爱好阁楼工具博物馆-在一个阁楼上的陈列木工和其他工具的博物馆
- 奥特和西恩农场博物馆-奥特和西恩是故事书里的两个人物，博物馆内有许多玩具和游戏
- 荷兰铁博物馆

### 奥尔丹特Oldambt
- 维采马制风车匠历史作坊（荷兰语：Historische Werkplaats Molenmaker Wiertsema）
- 婴儿车博物馆
- 海利赫莱铸钟厂博物馆
- 赫尔曼斯·代克斯特拉农场博物馆
- 高度泵站博物馆
- 海利赫莱战役博物馆 - 纪念1568年海利赫莱战役，这是八十年战争中荷兰方面对西班牙首次获得胜利
- 温斯霍滕蒸汽泵站博物馆
- 战争史博物馆
- 诺德莱克巴士博物馆
- 尼沃斯汉斯要塞博物馆

### 佩克拉Pekela
- 佩克拉船长楼（荷兰语：Kapiteinshuis Pekela）
- 洗衣房博物馆

### 斯洛赫特伦Slochteren
- 迪尔斯沃尔德农场博物馆
- 弗赖莱马城堡（荷兰语：Fraeylemaborg）
- 国际警帽收藏（荷兰语：Internationale Politiepetten Collectie）
- '40-'45博物馆

### 斯塔茨卡纳尔Stadskanaal
- 音乐博物馆
- 收音机和玩具博物馆
- Slaait'nhoes（荷兰语：Slaait'nhoes）（博物馆/客栈）
- S.T.A.R.铁道博物馆
- 地区历史中心（荷兰语：Streekhistorisch Centrum）
- 斯塔茨卡纳尔水塔（荷兰语：Watertoren Stadskanaal）

### 滕布尔Ten Boer
- 斯米茨豪克锻冶博物馆

### 芬丹Veendam
- 瓷动物公园（荷兰语：Porseleinen Dierenpark）
- 芬殖民地博物馆

### 弗拉赫特韦德Vlagtwedde
- 布尔坦赫要塞
- 巴拉昆（荷兰语：De Baracquen）
- 特阿佩尔隐修院（荷兰语：Klooster Ter Apel）
- 玩偶博物馆

### 温瑟姆Winsum
- 维登兰博物馆
- 儿童文化资产库（荷兰语：Stichting Kinderboek-Cultuurbezit）

### 南霍伦Zuidhorn
- 铁皮鼓和古物博物馆
- 金狮服装博物馆
- 圣伯尔纳铎庭院博物馆
- 收藏家博物馆

## 林堡省

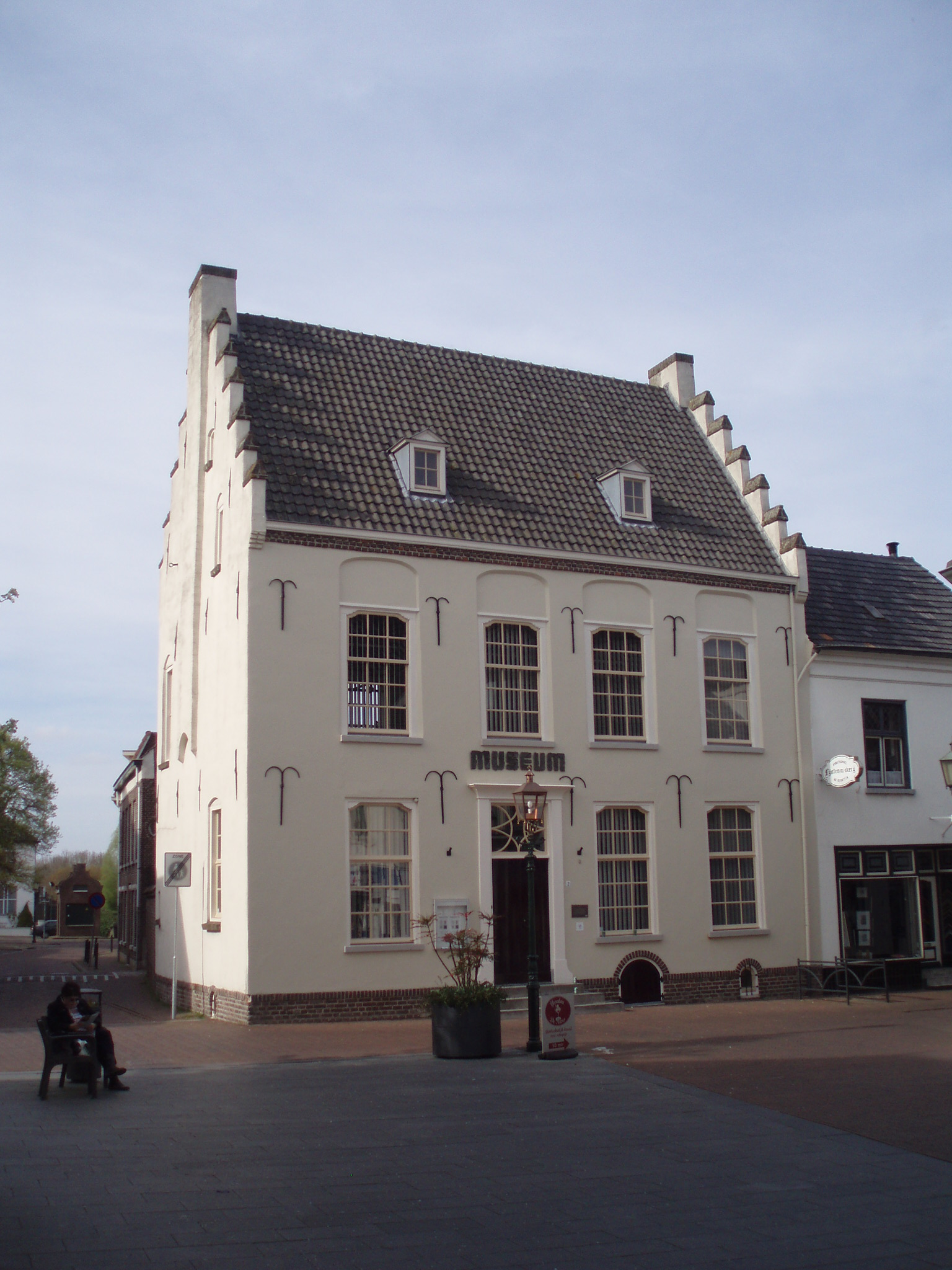
Gennep Museum Het Petershuis

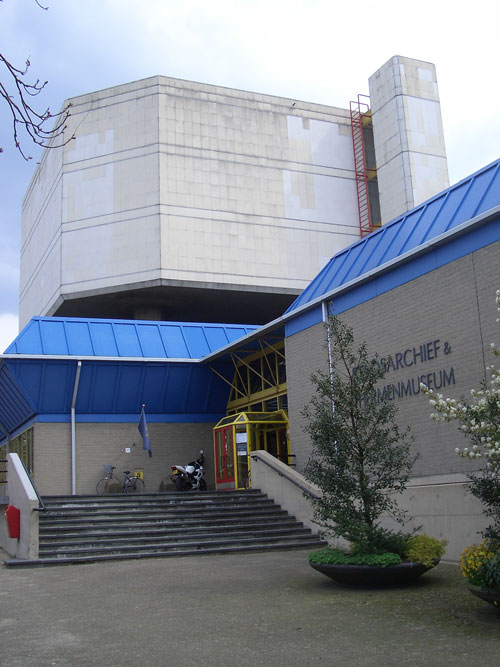
Heerlen Thermenmuseum

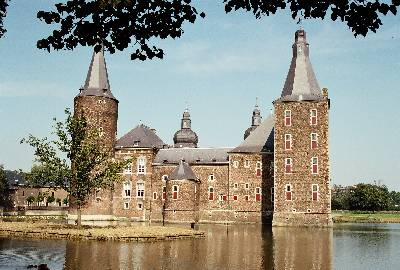
Museum Kasteel Hoensbroek

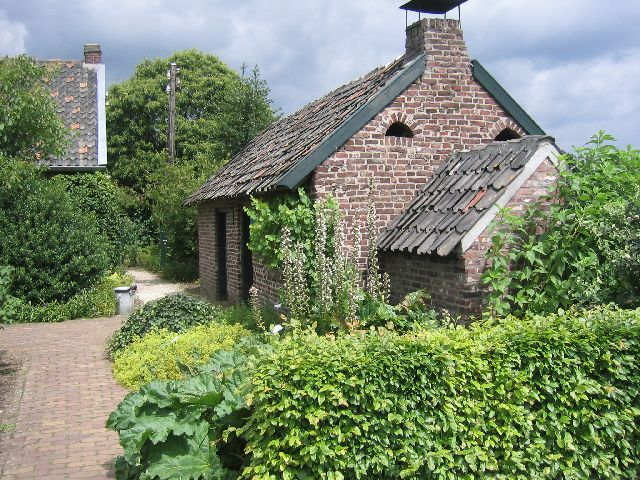
Horst-Melderslo bakkershuisje Museum De Locht

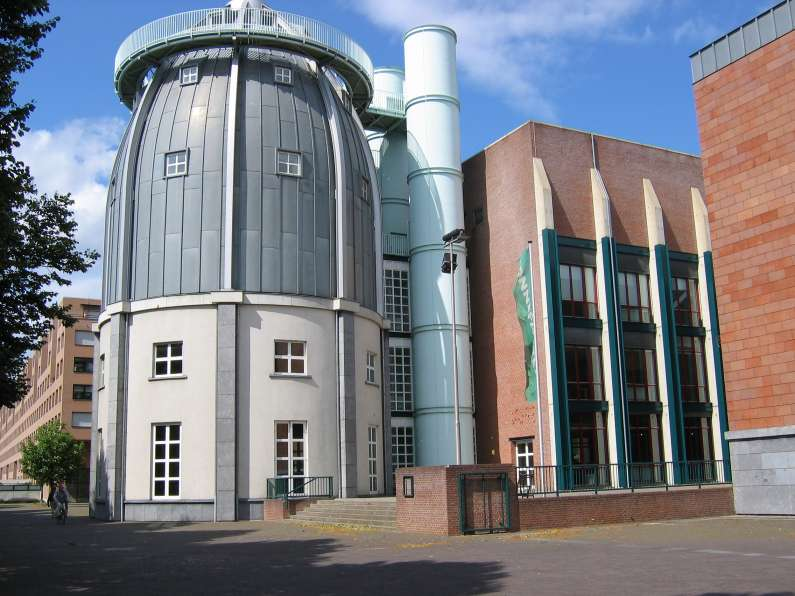
Maastricht Bonnefantenmuseum

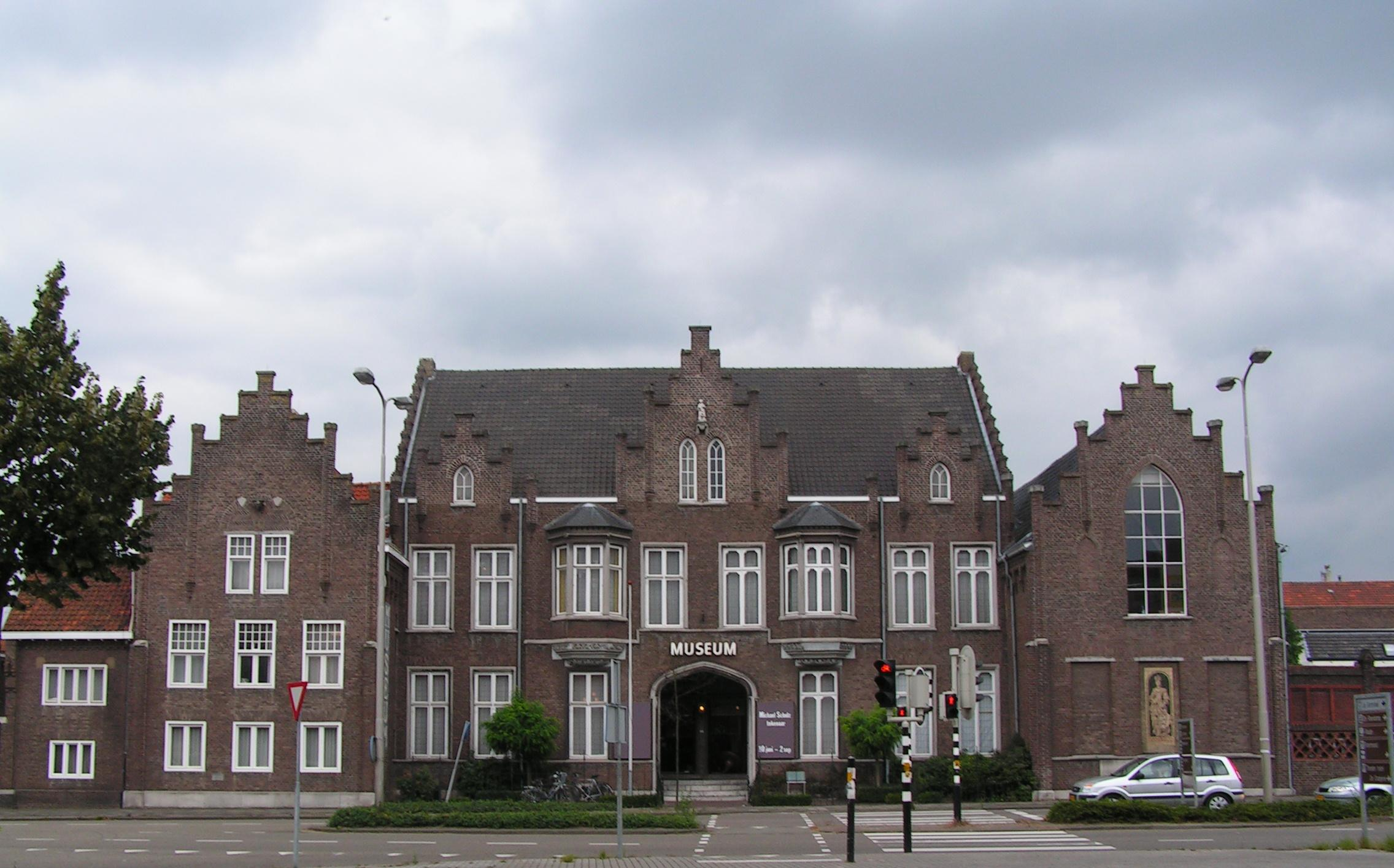
Roermond Stedelijk Museum

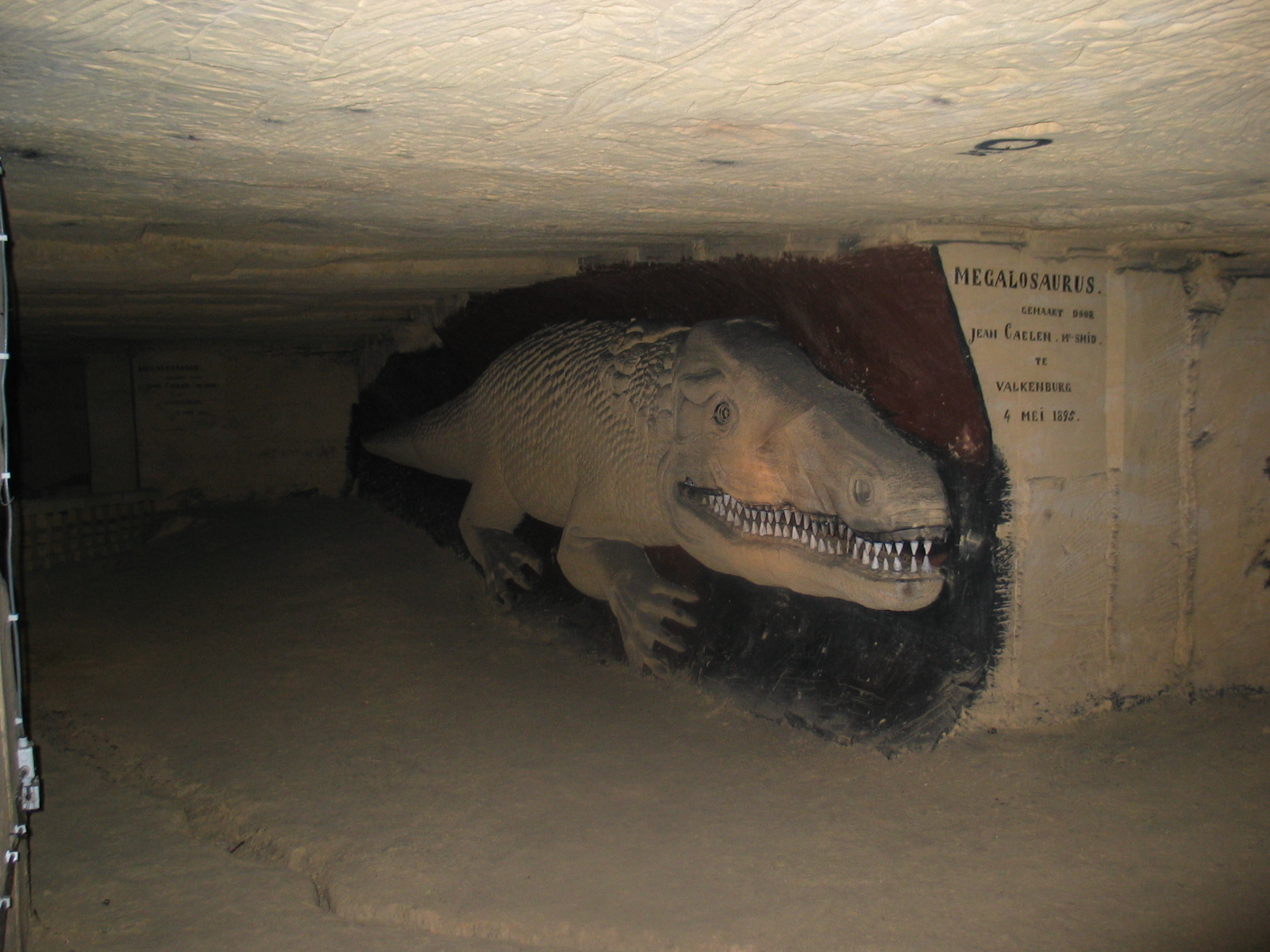
Valkenburg Gemeente Grot

### 贝克Beek
- 埃尔斯博物馆 - 波士王家酿酒厂（Bols Royal Distilleries）的旧址

### 埃赫特－苏斯特伦Echt-Susteren
- 女性M/V博物馆 - 展示林堡省的妇女史

### 艾斯登 - 马赫拉滕Eijsden-Margraten
- 非洲中心（荷兰语：Afrikacentrum） - 介绍西非社会和文化

### 亨讷普Gennep
- 地下墓室（荷兰语：De Crypte） - 圣玛尔定教堂（Sint-Martinuskerk）的地下墓室，作为宗教博物馆开放。
- 彼得住宅博物馆 - 展示考古发掘的文物

### 许尔彭 - 维特姆Gulpen-Wittem
- 树篱住宅（荷兰语：Hedge House） - 位于韦尔勒城堡（Kasteel Wijlre）内的一个私人现代和当代艺术博物馆

### 海尔伦Heerlen
- 洪斯布鲁克城堡
- 荷兰采矿博物馆
- Explorion（荷兰语：Explorion） - 宇宙探索
- SCHUNCK（荷兰语：SCHUNCK） - 其玻璃宫（荷兰语：Glaspaleis）极为著名，现为文化中心
- 古罗马浴场博物馆 - 一座大型古罗马浴场考古遗址博物馆

### 马斯河畔霍尔斯特Horst aan de Maas
- 铜匠博物馆
- 德洛赫特博物馆 - 地区博物馆、国家芦笋和蘑菇博物馆（Nationaal Asperge- en Champignonmuseum）

### 凯尔克拉德Kerkrade
- 连续发现中心（荷兰语：Discovery Center Continium）（原名Industrion）

### 勒达尔Leudal
- 勒达尔博物馆
- 时光倒流博物馆 - 回顾过去几十年生活的博物馆

### 马斯豪Maasgouw
- 托伦土地博物馆
- 马斯河和航运博物馆
- 斯特芬斯韦尔特和奥赫和拉克地区博物馆 - 斯特芬斯韦尔特过去有一个漂亮的星形要塞，奥赫和拉克有多座城堡

### 马斯特里赫特Maastricht
- 博内凡滕博物馆-一家展示当代艺术的博物馆
- 马雷斯（荷兰语：Marres）-一家展示当代艺术的博物馆
- 印刷史博物馆
- 憩庭博物馆（原名西班牙政府博物馆Museum Spaans Gouvernement）
- 马斯特里赫特自然史博物馆
- 马斯特里赫特荷兰建筑研究所/欧洲局（荷兰语：Nederlands Architectuurinstituut） - 总部设在鹿特丹的荷兰建筑研究所在马斯特里赫特的分支机构
- 圣瑟法斯圣殿珍宝室 - 位于圣瑟法斯圣殿内
- 圣彼得博物馆 - 位于圣彼得山上的地方史博物馆

### 下韦尔特Nederweert
- 艾因德霍夫林堡户外博物馆

### 皮尔恩马斯Peel en Maas
- 德蒙尼克（荷兰语：De Moennik） - 赫尔登地方史学会（Heemkundevereniging Helden）的博物馆

### 鲁尔达伦Roerdalen
- 鲁尔地区博物馆

### 鲁尔蒙德Roermond
- 皮埃尔·库贝故居
- 阿瑟尔特博物馆
- 鲁尔蒙德市立博物馆

### 锡塔德 - 赫伦Sittard-Geleen
- 域博物馆 - 展示锡塔德现代艺术、地方历史与考古的博物馆

### 斯泰恩Stein
- 斯泰恩考古博物馆
- 斯基珀博览会地区博物馆

### 法尔斯Vaals
- 铜风车博物馆 - 艺术和文化中心

### 赫尔河畔法尔肯堡Valkenburg aan de Geul
- 法尔肯堡石煤矿（荷兰语：Steenkolenmijn Valkenburg）
- 基层政权洞（荷兰语：Gemeentegrot） - 从古罗马时期起便开始挖掘的地下洞窟，洞壁上有许多壁画和雕刻
- 法尔肯堡土地博物馆
- 城堡废墟和丝绒洞（荷兰语：Kasteelruine en Fluwelengrot）

### 芬洛Venlo
- 伊萨卡科学中心（荷兰语：Ithaka Science Center）
- 什一税农产品储存仓库地方政权博物馆
- 林堡博物馆
- 林堡射手博物馆 - 展示射手历史的博物馆
- 斯泰尔传教博物馆
- 博梅尔·范·丹博物馆 - 展示现代艺术的博物馆，以艺术家赖娜·范·博梅尔-范·丹（荷兰语：Reina van Bommel-van Dam）的名字命名

### 芬拉伊Venray
- 芬拉伊博物馆 - 位于't Freulekeshuus内
- 高射炮博物館 - 位于德佩尔空军基地（Vliegbasis De Peel）内
- 奥达公园（荷兰语：Odapark）

### 韦尔特Weert
- 雅各布·范·霍恩宗教艺术博物馆
- 韦尔特博物馆

## 北布拉班特省

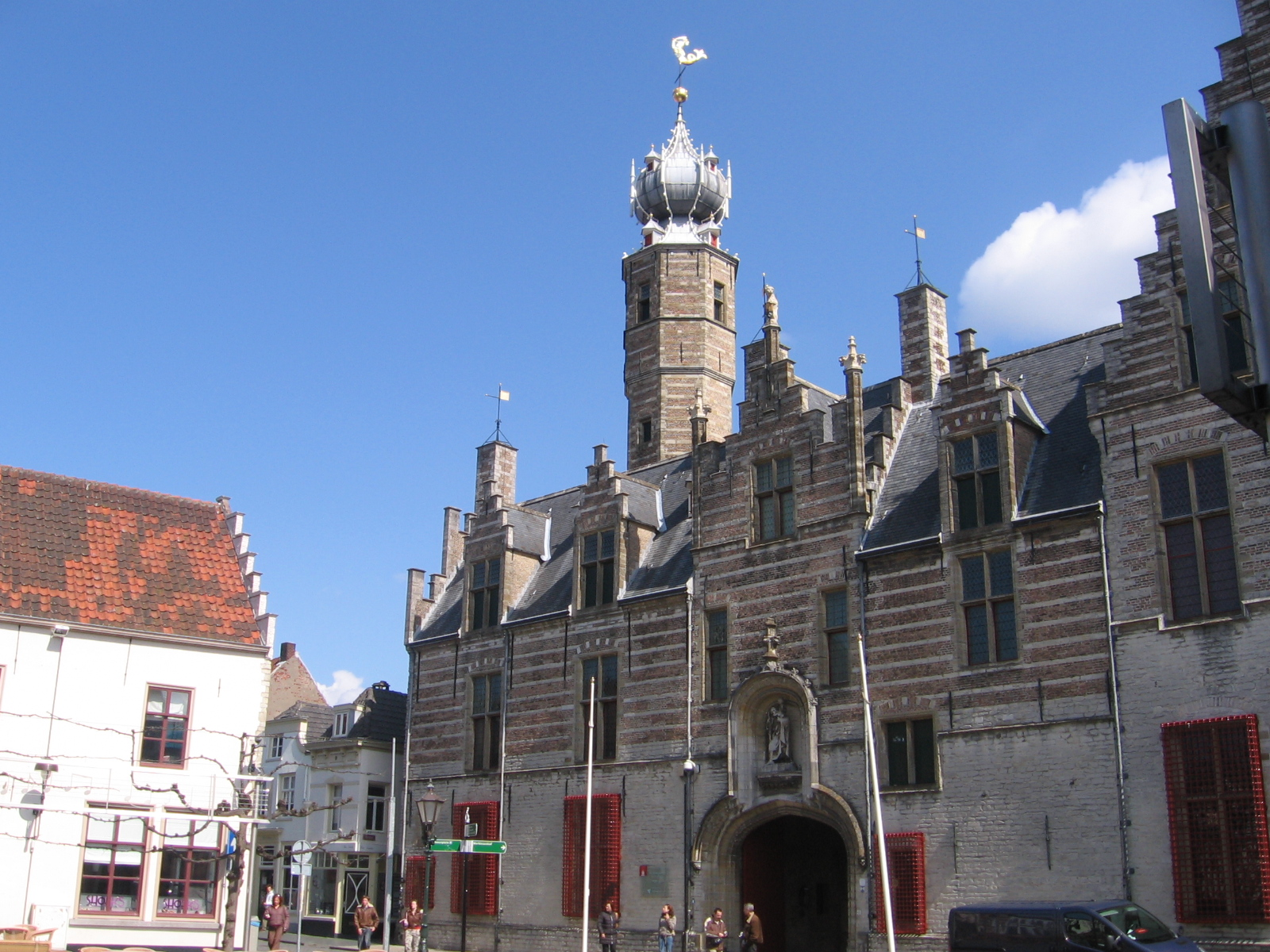
Markiezenhof

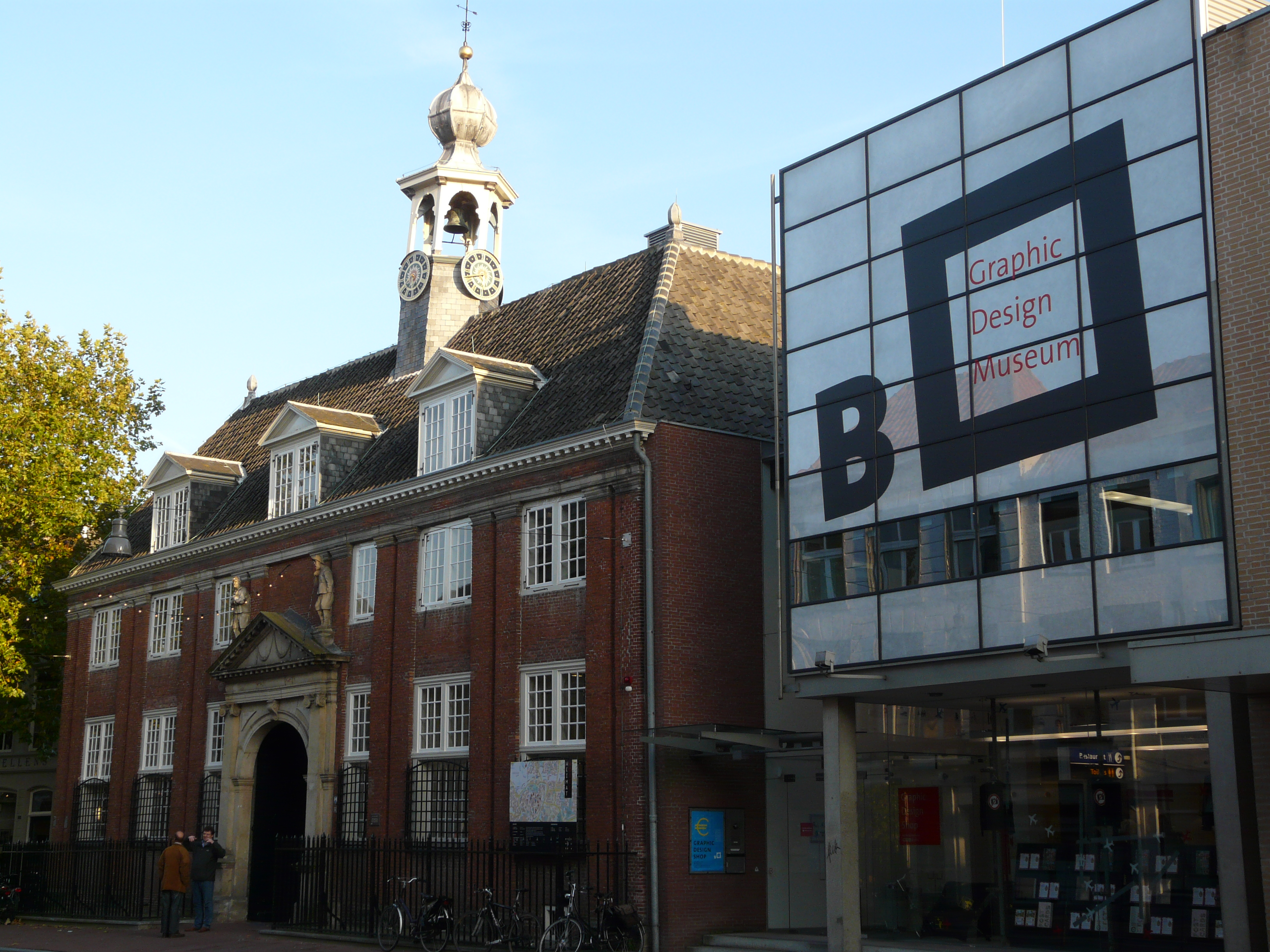
Breda Graphic Design Museum

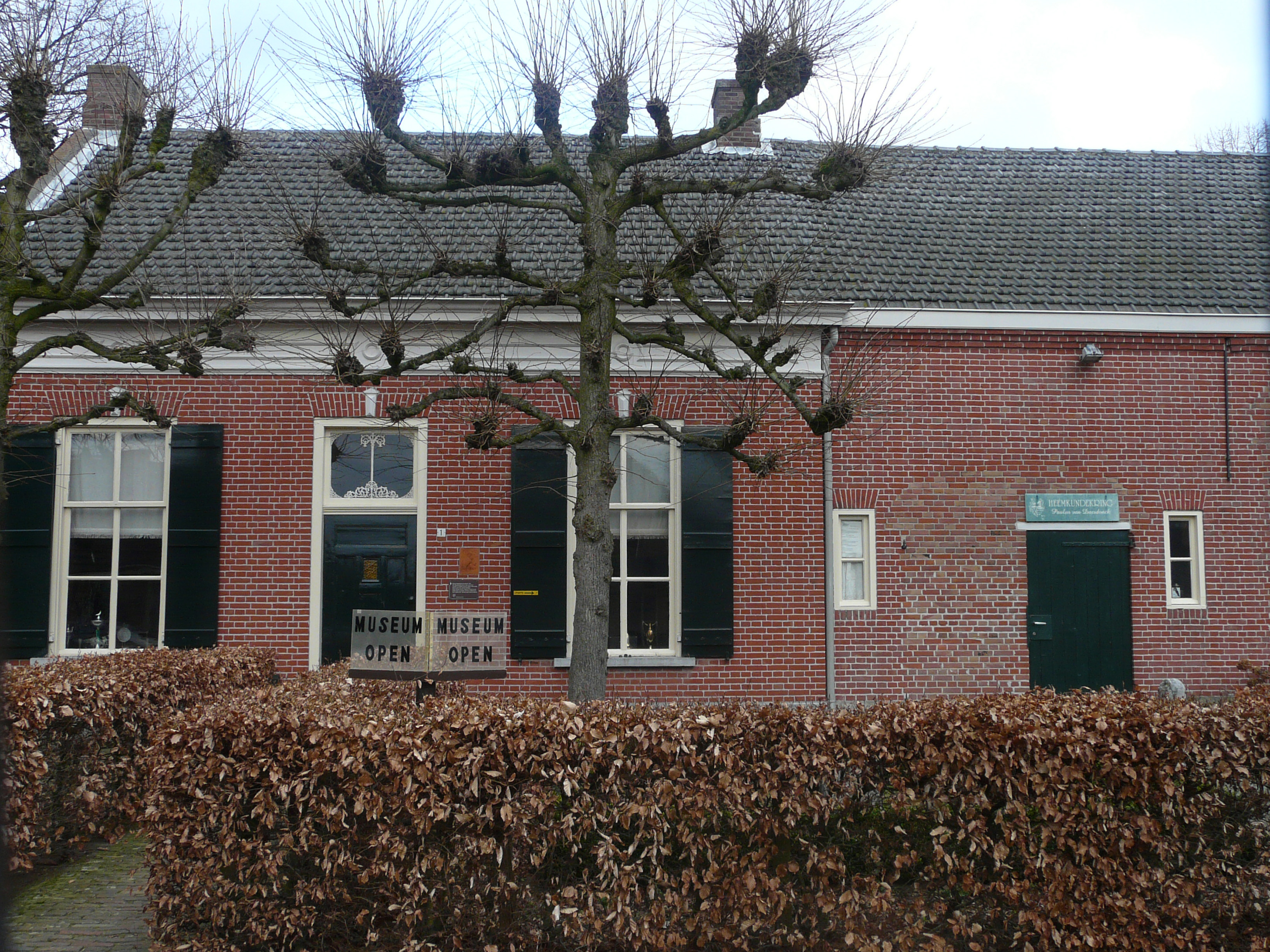
Breda Heemkundig Museum Paulus van Daesdonck

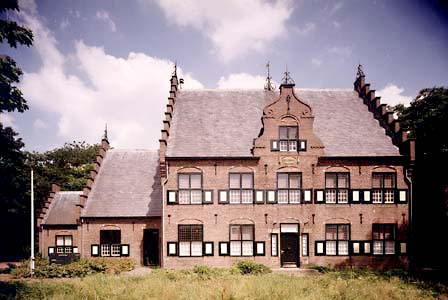
Deurne Museum De Wieger

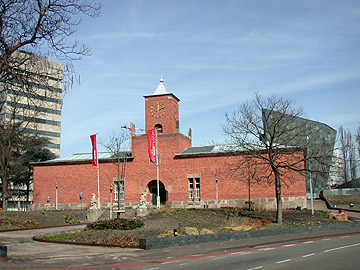
Eindhoven Van Abbemuseum

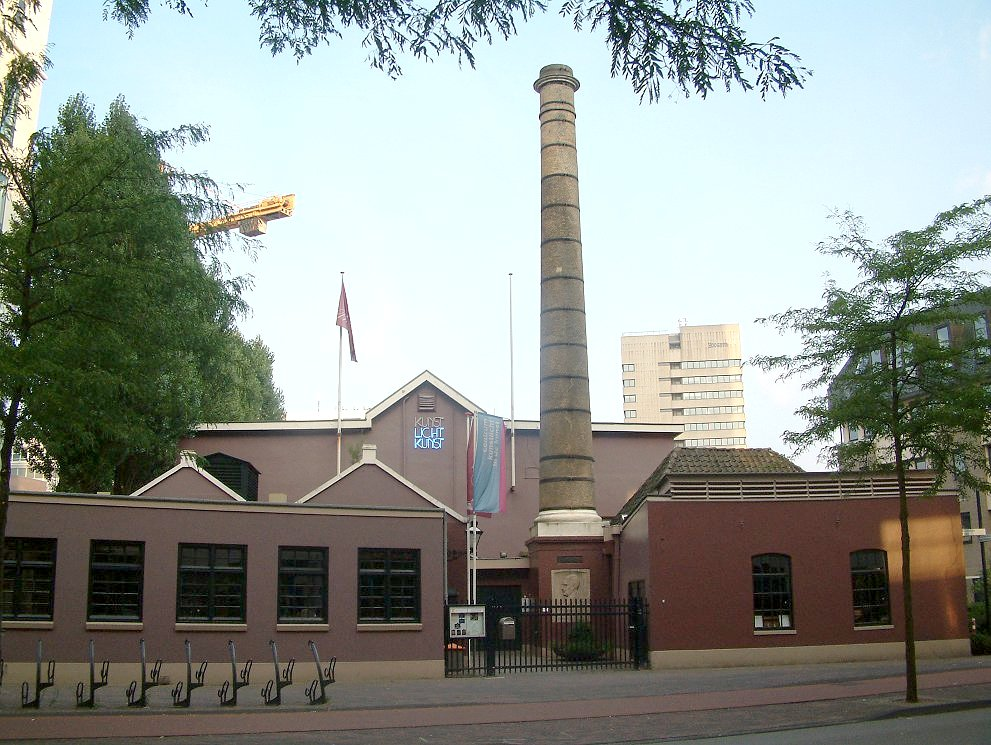
Eindhoven Museum Kunstlicht en Philipsfabriekje

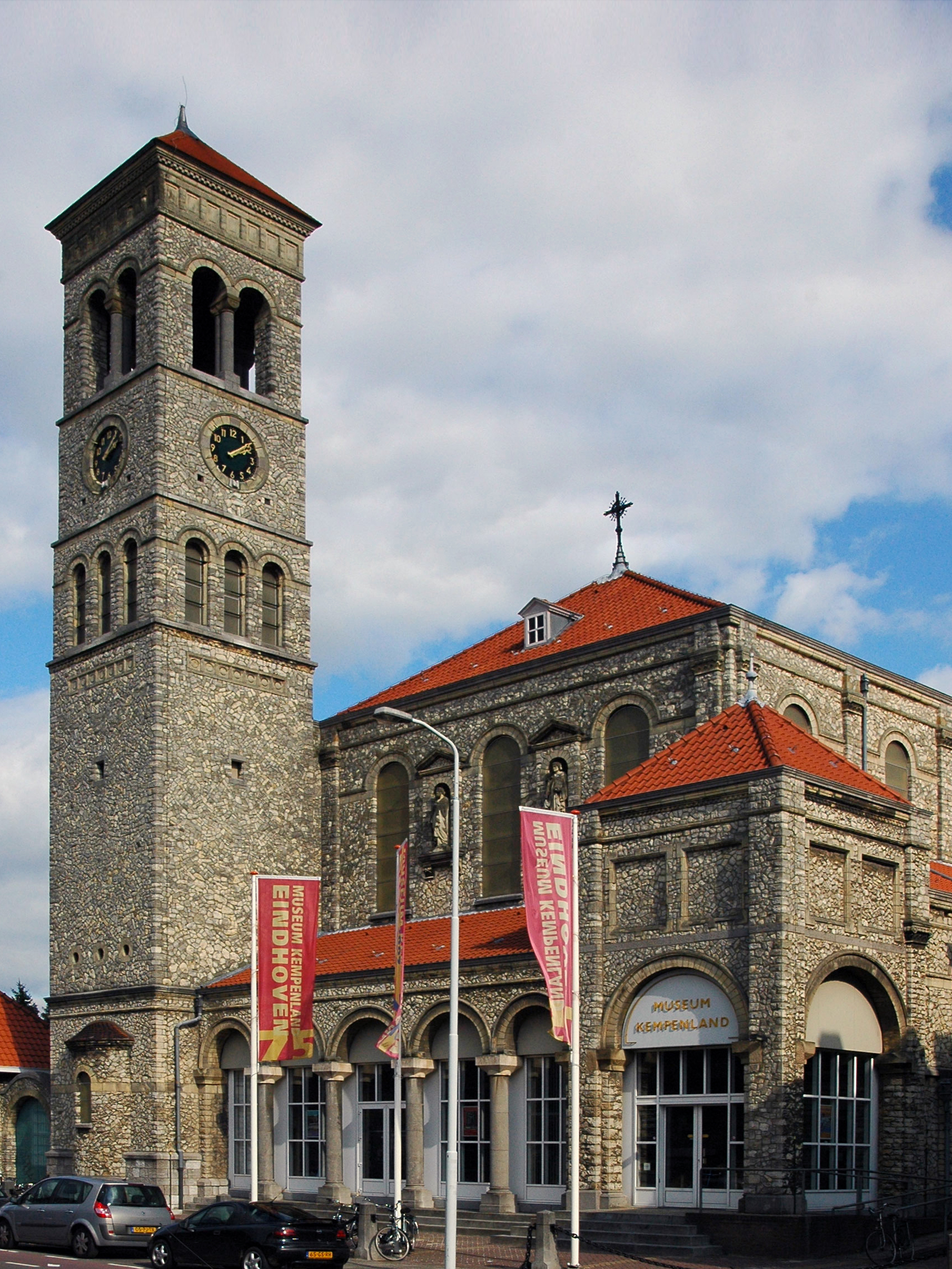
Eindhoven Museum Kempenland

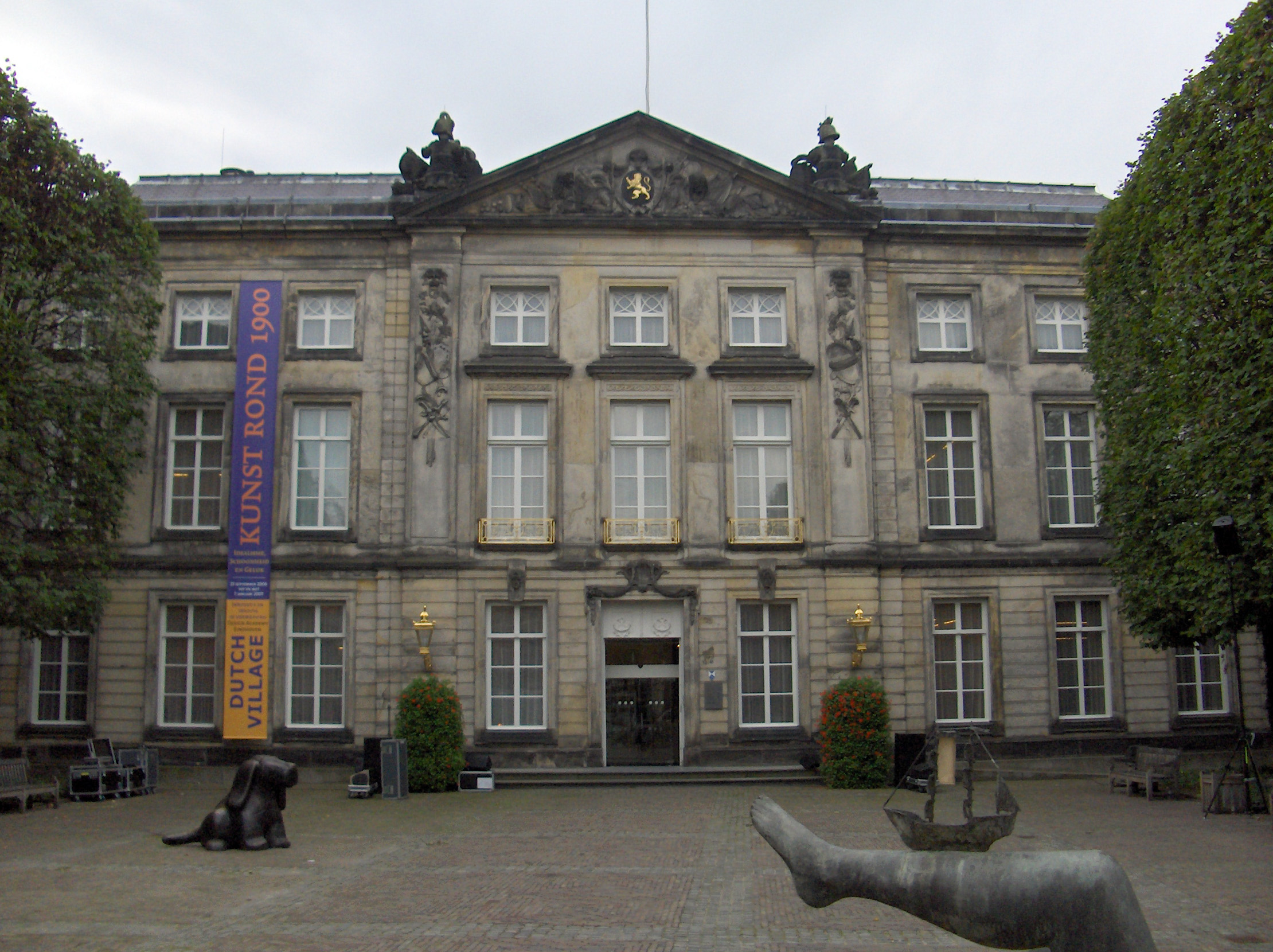
Den Bosch Noordbrabants Museum

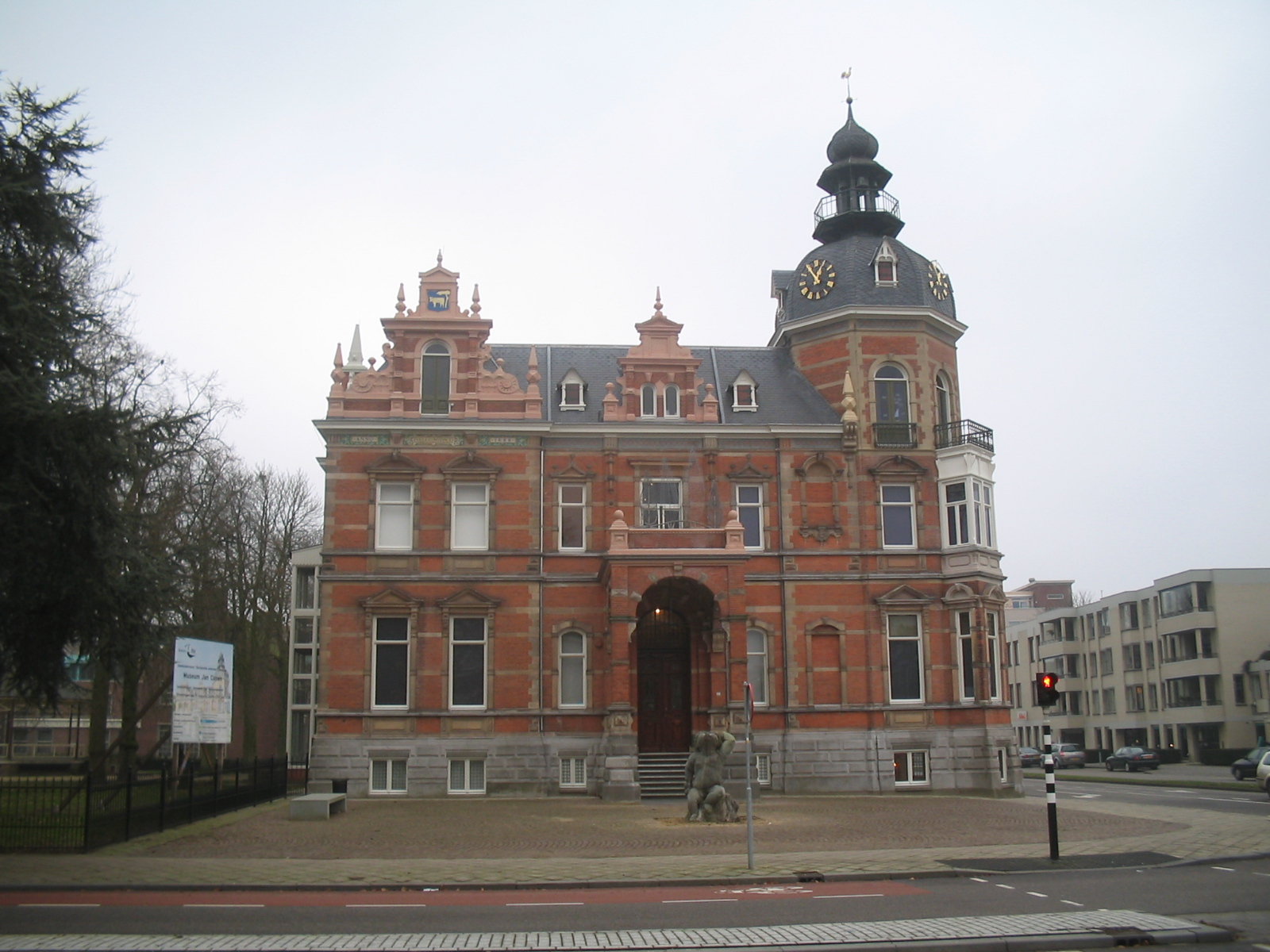
Oss Museum Jan Kunen

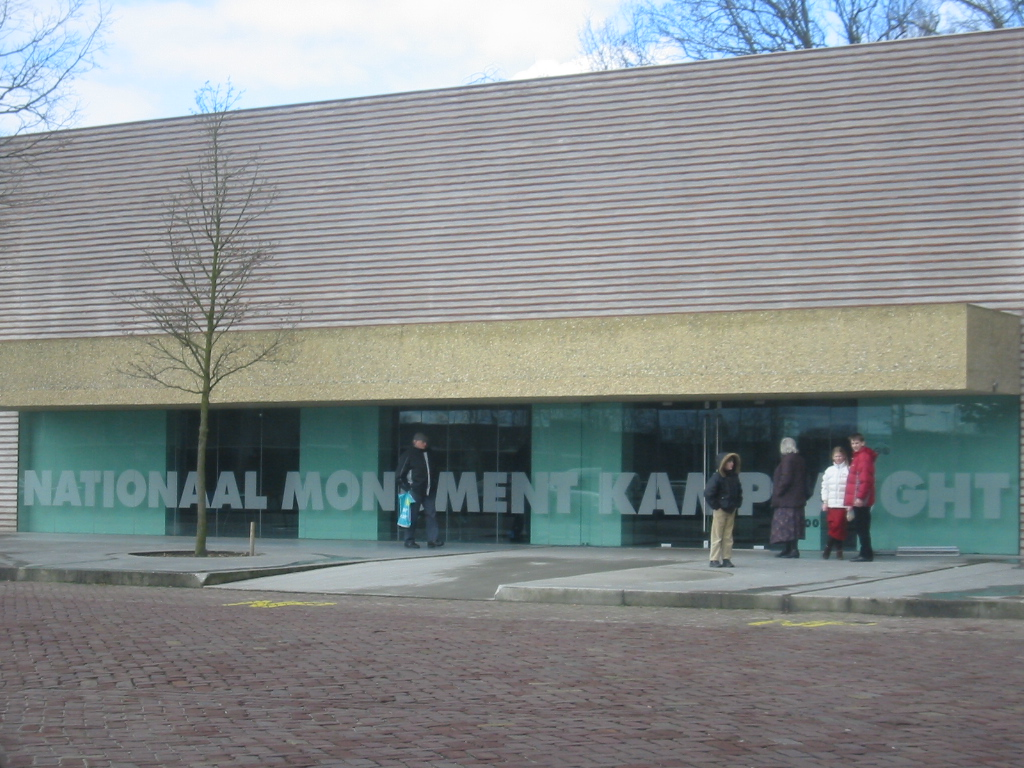
Nationaal Monument Kamp Vught

### 阿斯滕Asten
- 阿斯滕国家钟琴和自然博物馆

### 贝赫艾克Bergeijk
- AutomusA（荷兰语：AutomusA）-汽车博物馆，已暂时关闭

### 贝亨奥普佐姆Bergen op Zoom
- 女侯爵庭院Het Markiezenhof

### 贝恩赫泽Bernheze
- 赫斯韦克城堡（荷兰语：Kasteel Heeswijk）
- 玩偶之家博物馆

### 贝斯特Best
- 普拉泰因木鞋博物馆
- 解放之翼博物馆-有关第二次世界大战市场花园行动的博物馆

### 博克斯梅尔Boxmeer
- 自由公园（荷兰语：Liberty Park）-有关第二次世界大战的公园和博物馆

### 博克斯特尔Boxtel
- 绿门史前史博物馆-展示包括户外巨型恐龙仿真模型的史前世界的博物馆
- 洗涤和熨烫博物馆

### 布雷达Breda
- 布雷达博物馆
- 布雷达贝居安会院博物馆
- 平面设计博物馆
- 毛采克将军博物馆-以波兰将军斯坦尼斯瓦夫·毛采克（Stanisław Maczek）的姓命名的博物馆，纪念在第二次世界大战中解放了布雷达的第一波兰装甲师
- 啤酒广告博物馆
- 保卢斯·范·达斯东克地方史博物馆
- 潜伏路西法博物馆
- 战争与和平博物馆
- NAC博物馆-NAC布雷達足球俱樂部的博物館
- 荷兰工艺品中心 - HCH（荷兰语：Nederlands Centrum voor Handwerken - HCH）
- 普林森哈赫库博物馆
- 拿骚的尤斯蒂努斯民俗博物馆 -以拿骚的尤斯蒂努斯（Justinus van Nassau）的名字命名的博物馆（已关闭）

### 克拉嫩东克Cranendonck
- 扬·科弗博物馆-是WS-19库（Stichting De WS-19）的一部分

### 克伊克Cuijk
- 美洲博物馆

### 德尔讷Deurne
- 德维赫博物馆-纪念画家亨德里克·维赫斯玛（Hendrik Wiegersma）的博物馆

### 栋恩Dongen
- 制革厂（荷兰语：DE LOOIERIJ）-原名“栋恩博物馆”Dongha museum

### 埃尔瑟尔Eersel
- 八趣（荷兰语：De Acht Zaligheden）-八趣（Acht zaligheden）地区的文化史博物馆

### 埃因霍温Eindhoven
- 范·阿贝博物馆-展示现代艺术及当代艺术的老牌博物馆
- 艺术中的人造光中心（荷兰语：Centrum Kunstlicht in de Kunst）（已闭馆）
- DAF博物馆
- 埃因霍温历史户外博物馆
- 肯彭兰博物馆
- 1891年飞利浦白炽灯厂（荷兰语：Philips Gloeilampenfabriekje anno 1891）

### 埃滕 - 勒尔Etten-Leur
- 印刷厂博物馆
- 扬·于滕·豪特地区博物馆

### 赫尔特雷登贝赫Geertruidenberg
- 国家汽车博物馆

### 海尔德罗普 - 米尔洛Geldrop-Mierlo
- 织布厂博物馆-一座现代织布厂改建成的博物馆

### 海默特 - 巴克尔Gemert-Bakel
- 't Museumke（荷兰语：'t Museumke）

### 哈尔德贝赫Halderberge
- 荷兰祖阿夫博物馆-展示祖阿夫（Zoeaaf，法国轻步兵中的一种头衔）的历史

### 海尔蒙德Helmond
- 海尔蒙德地方政权博物馆

### 斯海尔托亨博斯's-Hertogenbosch
- 海尔托亨泵站考古及古生物博物馆
- Autotron（荷兰语：Autotron）-展示汽车的博物馆
- 工棚博物馆-圣若望主教座堂的一部分
- 耶罗尼米斯·博斯艺术中心（荷兰语：Jheronimus Bosch Art Center）-以耶罗尼米斯·博斯的姓名命名
- 北布拉班特博物馆
- 乌特尔东克基层政权博物馆-展出狂欢用的各种物品
- 斯海尔托亨博斯市立博物馆
- 屠夫博物馆-展示博斯家族的画作

### 奥斯霍特Oirschot
- 四季博物馆-展示农业生活的博物馆

### 奥斯特豪特Oosterhout
- 老奥斯特豪特布拉班特博物馆-带有户外迷你城镇模型的展示布拉班特风情的博物馆

### 奥斯Oss
- 扬·屈嫩博物馆-一座艺术博物馆
- 玻璃和搪瓷艺术博物馆

### 罗森达尔Roosendaal
- 通厄洛住宅博物馆

### 斯海因德尔Schijndel
- 扬·赫斯特住宅博物馆

### 圣乌登罗德Sint-Oedenrode
- 点唱机博物馆
- 多梅尔罗德城堡-市政务会厅（荷兰语：Kasteel-Raadhuis Dommelrode）
- 亨肯斯哈赫城堡（荷兰语：Kasteel Henkenshage）
- 斯特罗博尔农场博物馆
- 老自由博物馆-即波弗和帽子博物馆。波弗（Poffer）是布拉班特特有的一种帽子
- 玩偶和刺绣博物馆
- 利基的罐博物馆
- H.J.范·德坎普锻冶博物馆

### 蒂尔堡Tilburg
- 奥达克斯纺织博物馆
- 德蓬特（荷兰语：De Pont）-一座以律师兼企业家扬·德蓬特（Jan de Pont）的姓命名的现代及当代艺术博物馆
- 书写博物馆（已于2011年1月10日关闭）
- 布拉班特自然博物馆
- 当代艺术库（荷兰语：Stichting voor Hedendaagse Kunst）
- 纺织博物馆

### 于登Uden
- 宗教艺术博物馆
- 帽子博物馆

### 法尔肯斯瓦德Valkenswaard
- 荷兰平版印刷博物馆

### 费尔德霍芬Veldhoven
- 老城堡地方政权立博物馆

### 菲赫特Vught
- 工兵博物馆
- 菲赫特营国家纪念地（荷兰语：Kamp Vught）- 二战中的纳粹集中营旧址
- 菲赫特历史博物馆

### 瓦尔韦克Waalwijk
- 荷兰皮革和鞋博物馆

### 韦尔肯丹Werkendam
- 电木和塑料博物馆-展示电木和塑料的博物馆
- 韦尔肯丹莎草森林博物馆

### 津德尔特Zundert
- 凡高之家

## 北荷兰省

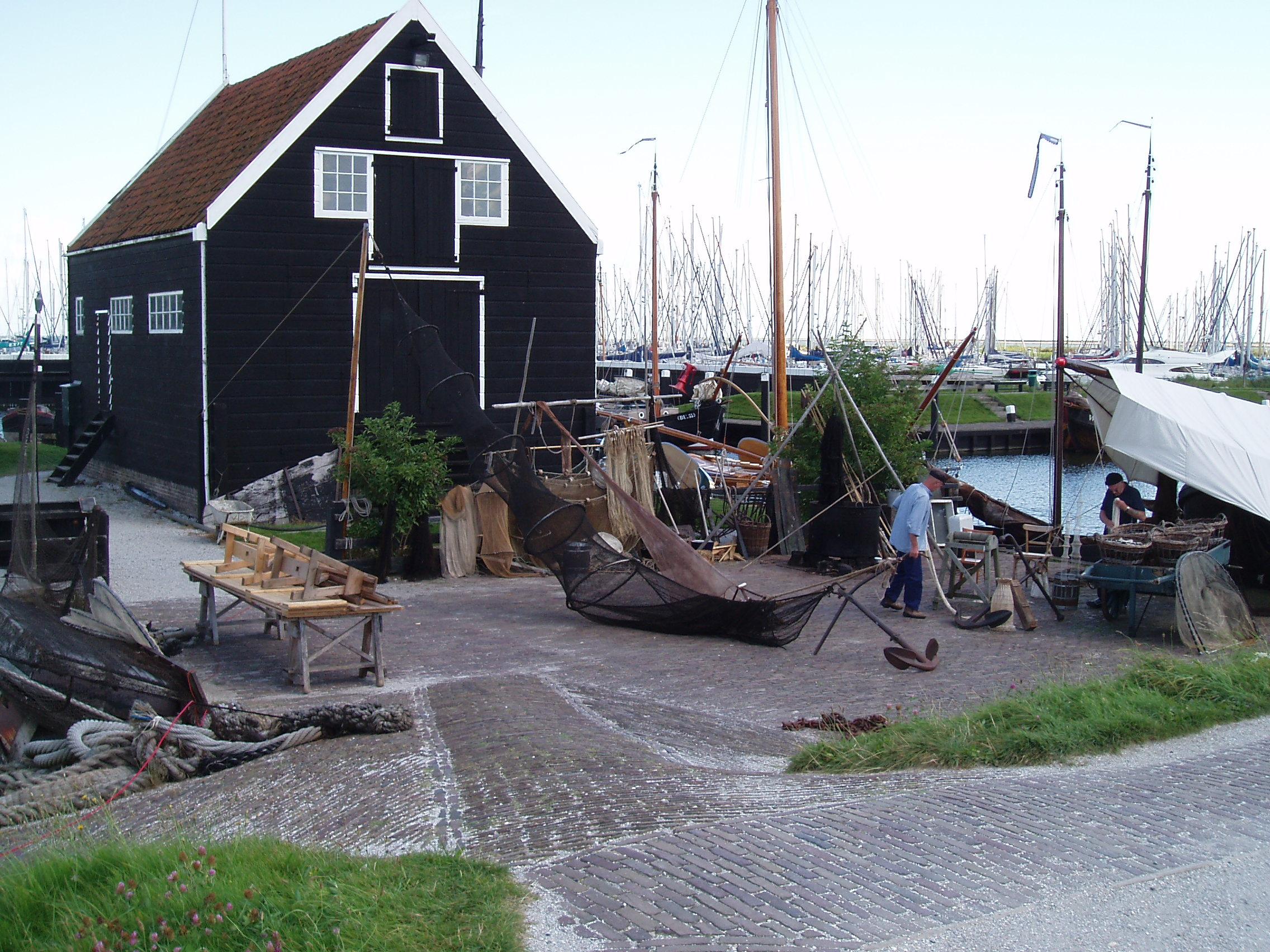
Zuiderzeemuseum Enkhuizen

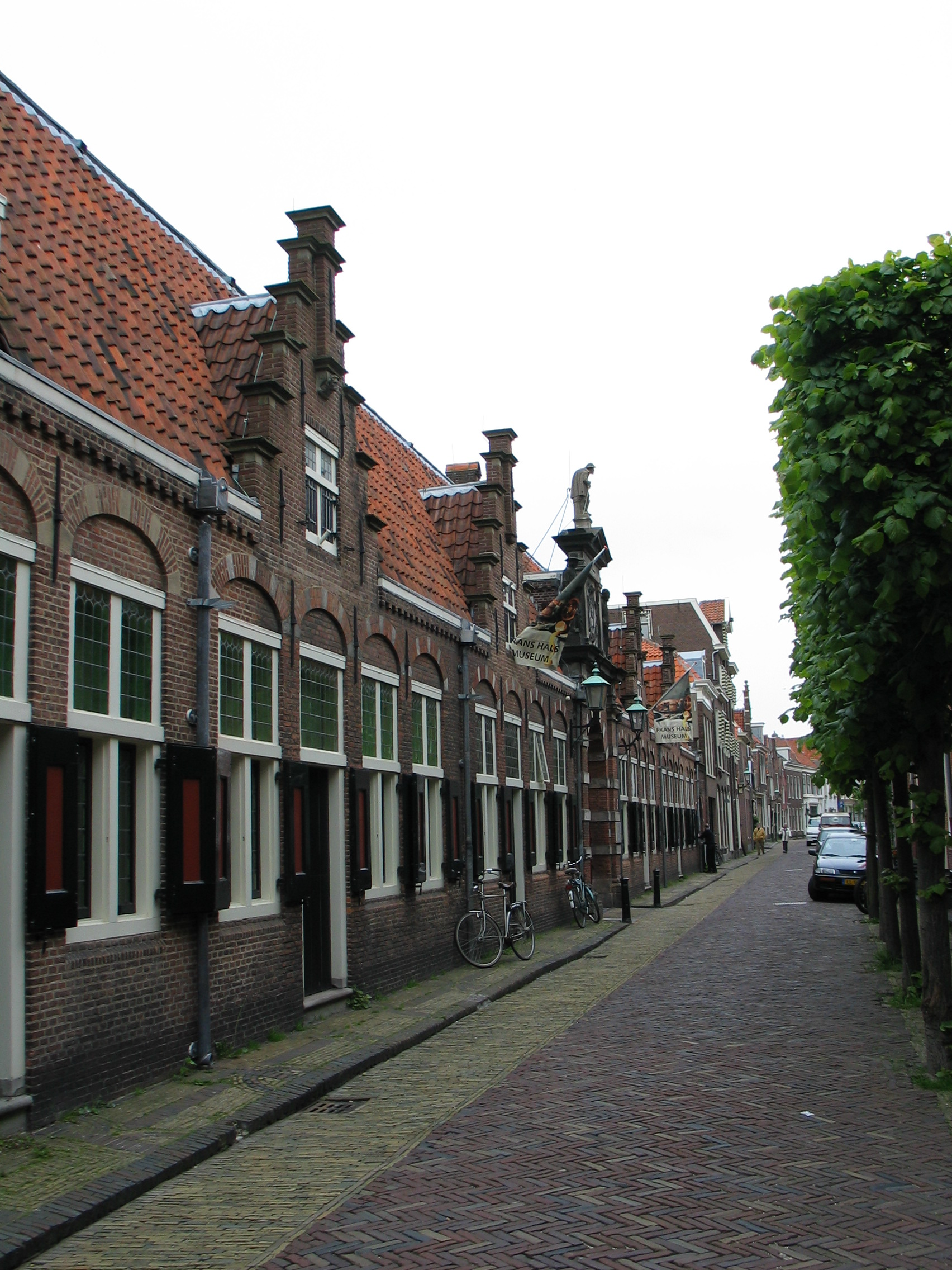
Frans Hals Museum Haarlem

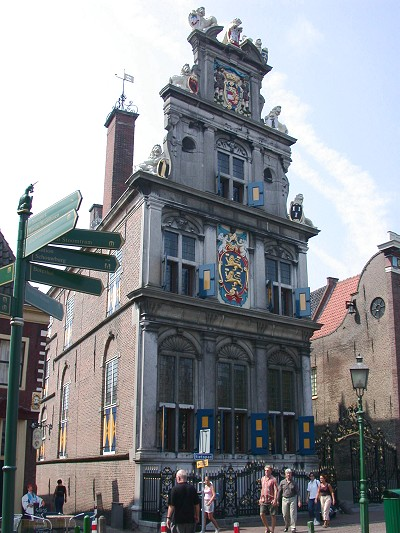
Westfries Museum Hoorn

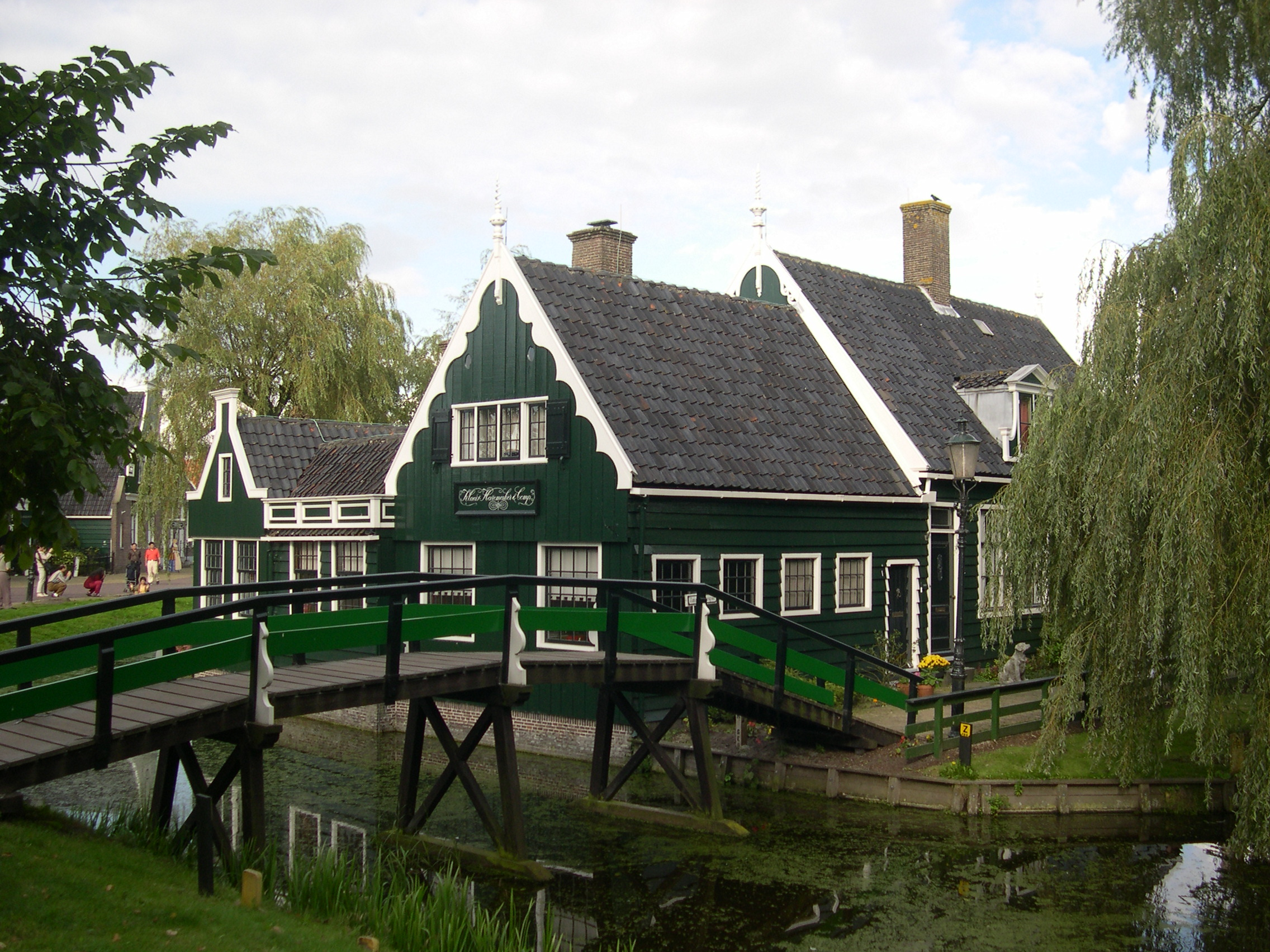
Zaanse Schans Zaandijk

### 阿尔斯梅尔Aalsmeer
- 阿尔斯梅尔历史花园（荷兰语：Historische Tuin Aalsmeer）

### 阿尔克马尔Alkmaar
- 大圣老楞佐教堂（荷兰语：Grote Sint Laurenskerk）
- 荷兰奶酪博物馆
- 德博姆国家啤酒博物馆
- 荷兰壁炉博物馆
- 阿尔克马尔市立博物馆
- 披头士博物馆

### 阿姆斯特尔芬Amstelveen
- 阿姆斯特尔芬科布拉现代艺术博物馆-展出和科布拉（COBRA）有关的艺术作品

### 贝姆斯特尔Beemster
- 韦斯特赫姆农业博物馆
- 贝蒂·沃尔夫博物馆

### 贝亨Bergen
- 埃赫蒙德博物馆
- 斯特尔肯住宅基层政权博物馆
- 克拉嫩比赫博物馆

### 贝弗韦克Beverwijk
- 中肯内默兰博物馆

### 登海尔德Den Helder
- 克特·克吕瑟玩偶和玩具博物馆
- 海事博物馆
- 多吕斯·赖克斯国家救援船博物馆 - 以多吕斯·赖克斯（Dorus Rijkers）命名
- 德诺伦项目（荷兰语：Project De Nollen） - 一个展示沙丘艺术的博物馆

### 埃丹－福伦丹Edam-Volendam
- 埃丹博物馆
- 近埃丹堡垒（荷兰语：Fort bij Edam） -阿姆斯特丹防线的组成部分

### 恩克豪曾Enkhuizen
- 船瓶博物馆 - 展示船瓶即放在瓶中的船的博物馆
- 须德海博物馆

### 赫拉夫特－德赖普Graft-De Rijp
- 豪滕住宅博物馆

### 哈勒默梅尔Haarlemmermeer
- 哈勒默梅尔历史博物馆, 哈勒默梅尔的地方博物馆

### 哈勒姆Haarlem
- ABC建筑中心（荷兰语：ABC Architectuurcentrum）
- 哈勒姆考古博物馆
- 疯人院（荷兰语：Het Dolhuys）, 全国精神病学博物馆
- 弗兰斯·哈尔斯博物馆-以画家弗兰斯·哈尔斯的姓名命名的博物馆
- 哈勒姆历史博物馆 （南肯内默兰的文化史）
- 亚德里安风车（荷兰语：Molen De Adriaan）
- 大厅博物馆-展示现代和当代艺术的博物馆
- NZH交通运输博物馆, （蓝电车（荷兰语：Blauwe Tram）)
- 韦尔赫莱亨别墅（荷兰语：Paviljoen Welgelegen）-原为博物馆，现已改为北荷兰省行政办公用房
- 斯帕尔讷城照片（荷兰语：Spaarnestad Photo）-Spaarnestad（斯帕尔讷城，斯帕尔讷是一条河的名字）是哈勒姆的别名
- 泰勒博物馆（荷兰最古老的公共博物馆）
- 特奥·斯瓦赫马克斯博物馆-以荷兰画家特奥·斯瓦赫马克斯（Theo Swagemakers）姓名命名的博物馆

### 哈勒默梅尔Haarlemmermeer
- 哈勒默梅尔历史博物馆
- 克吕屈于斯博物馆
- 费夫豪曾堡垒 -阿姆斯特丹防线的组成部分

### 希尔弗瑟姆Hilversum
- 希尔弗瑟姆博物馆
- 荷兰声音和视觉研究所（荷兰语：Nederlands Instituut voor Beeld en Geluid）

### 霍伦Hoorn
- 海报博物馆
- 土耳其-荷兰历史博物馆
- 二十世纪博物馆
- 霍伦-梅登布利克蒸汽机车博物馆
- 德凯克多斯玩具博物馆
- 西弗里斯博物馆

### 豪曾Huizen
- 斯豪滕住宅豪曾博物馆

### 朗厄代克Langedijk
- 布鲁克拍卖博物馆

### 拉伦Laren
- 霍夫兰地质博物馆
- 拉伦辛厄尔（荷兰语：Singer Laren） - 以威廉·亨利·辛厄尔（William Henry Singer）的姓命名的博物馆

### 梅登Muiden
- 梅登城堡 - 一座中世纪的著名城堡
- 沿帕姆皮斯堡垒 -阿姆斯特丹防线的组成部分

### 梅登布利克Medemblik
- 荷兰蒸汽泵站博物馆
- “老面包店”面包店博物馆
- 拉德鲍德城堡（荷兰语：Kasteel Radboud）

### 纳尔登Naarden
- 夸美纽斯博物馆- 纪念捷克教育家约翰·阿摩司·夸美纽斯（Johann Amos Comenius）的博物馆，夸美纽斯墓即在此处
- 荷兰要塞博物馆

### 奥普梅尔Opmeer
- 斯赫林哈现实主义艺术博物馆（原弗里西亚博物馆Frisia Museum）

### 皮尔默伦德Purmerend
- 皮尔默伦德博物馆

### 斯赫尔默Schermer
- 风车博物馆

### 特塞尔Texel
- 特塞尔文化史博物馆
- 埃科马勒（荷兰语：Ecomare）
- 特塞尔航空和军事博物馆
- 航海和海滩拾荒者博物馆
- 特塞尔古室（荷兰语：Oudheidkamer Texel）
- 弗洛拉沉船和海滩拾荒者博物馆
- 特塞尔灯塔（荷兰语：Vuurtoren Texel）

### 费尔森Velsen
- 艾梅登海和港口博物馆
- 艾梅登掩体博物馆

### 瓦特兰Waterland
- 莫尼肯丹钟楼博物馆
- 马尔肯博物馆

### 赞斯塔德Zaanstad
- 霍尼赫·布雷特住宅（荷兰语：Honig Breethuis）
- 风车博物馆
- 荷兰钟表博物馆
- 赞斯博物馆
- 赞瑟斯汉斯

### 赞德福特Zandvoort
- 赞德福特博物馆

## 上艾瑟尔省

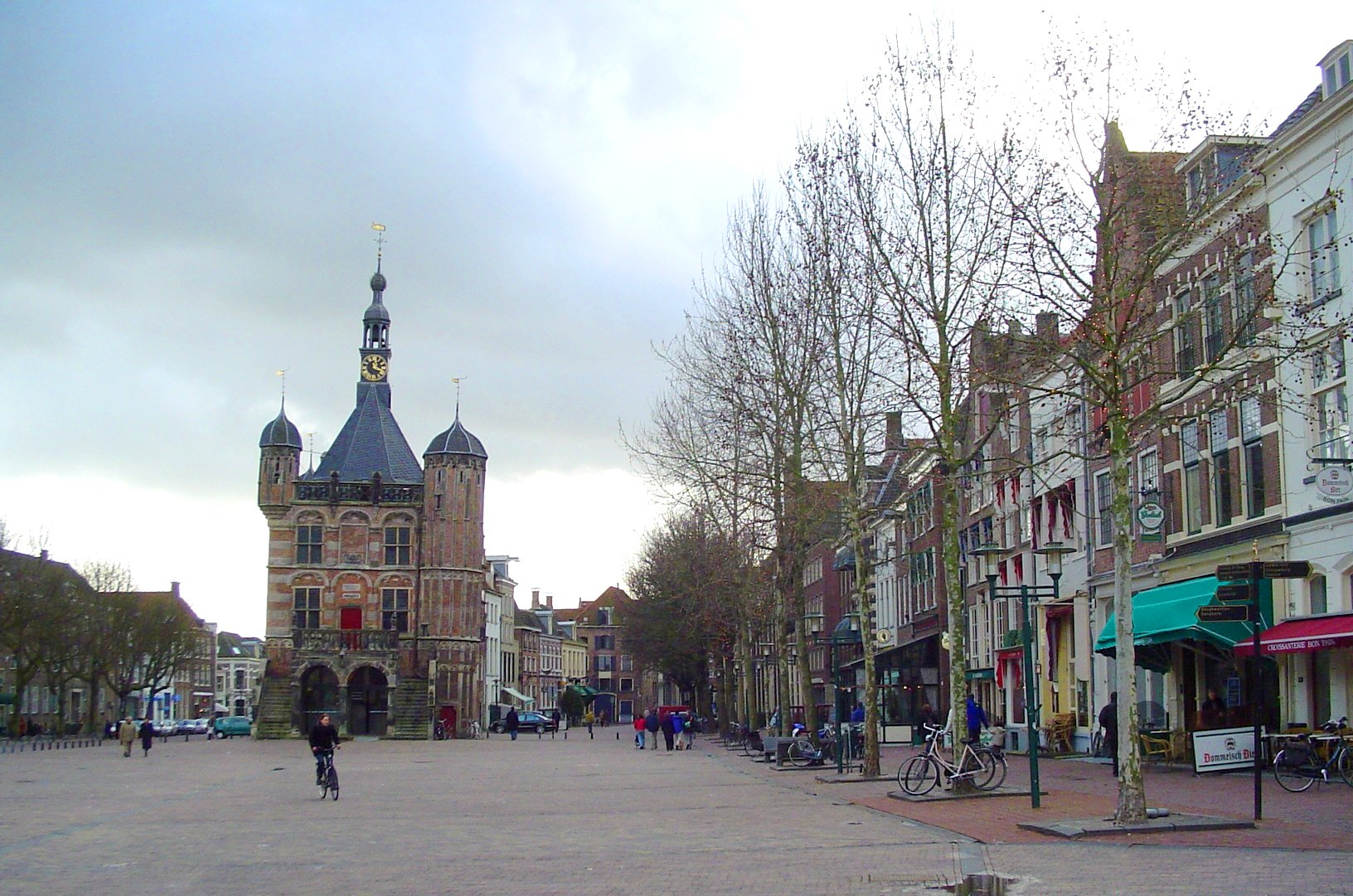
Deventer Museum De Waag

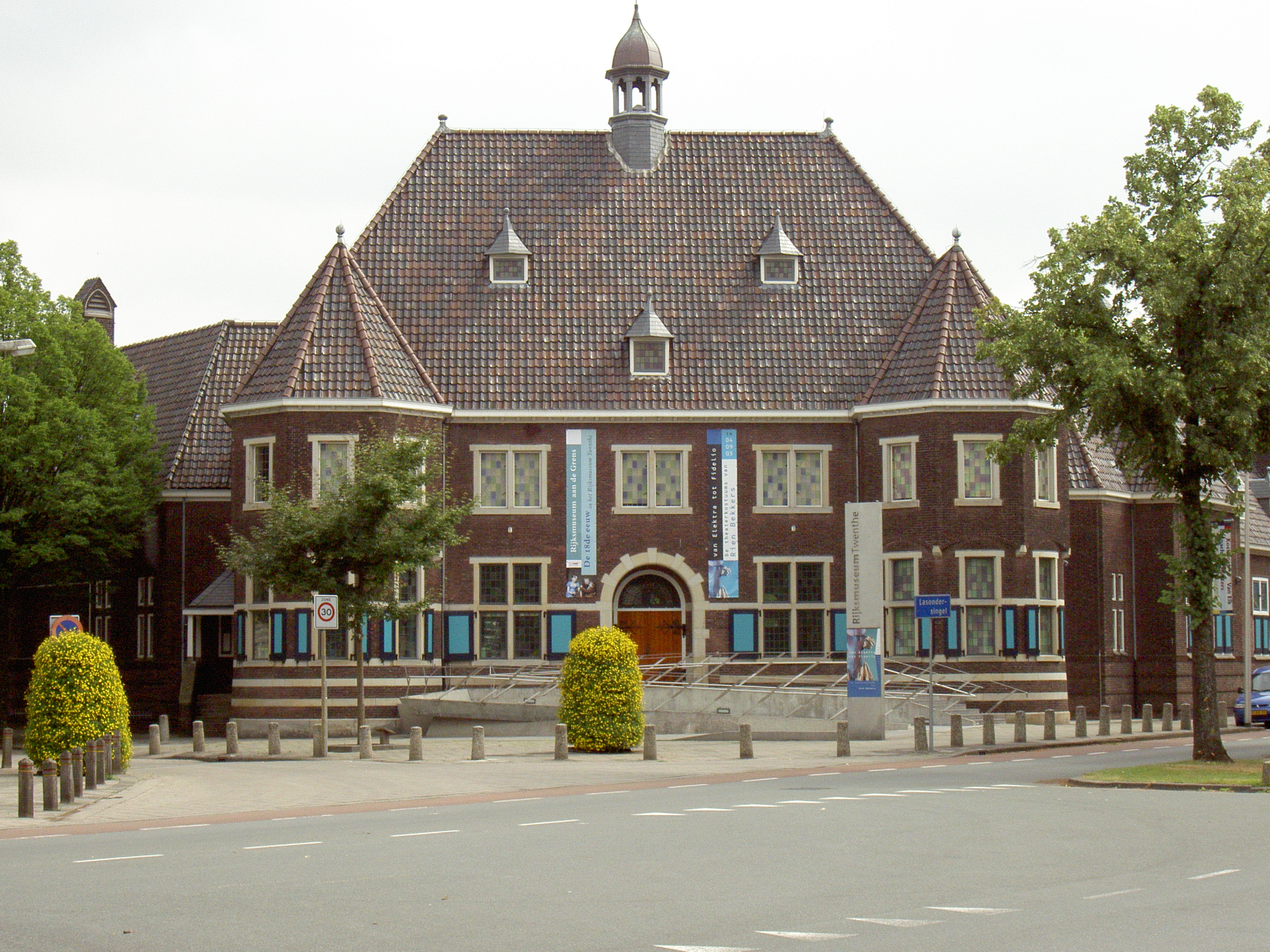
Enschede Rijksmuseum Twente

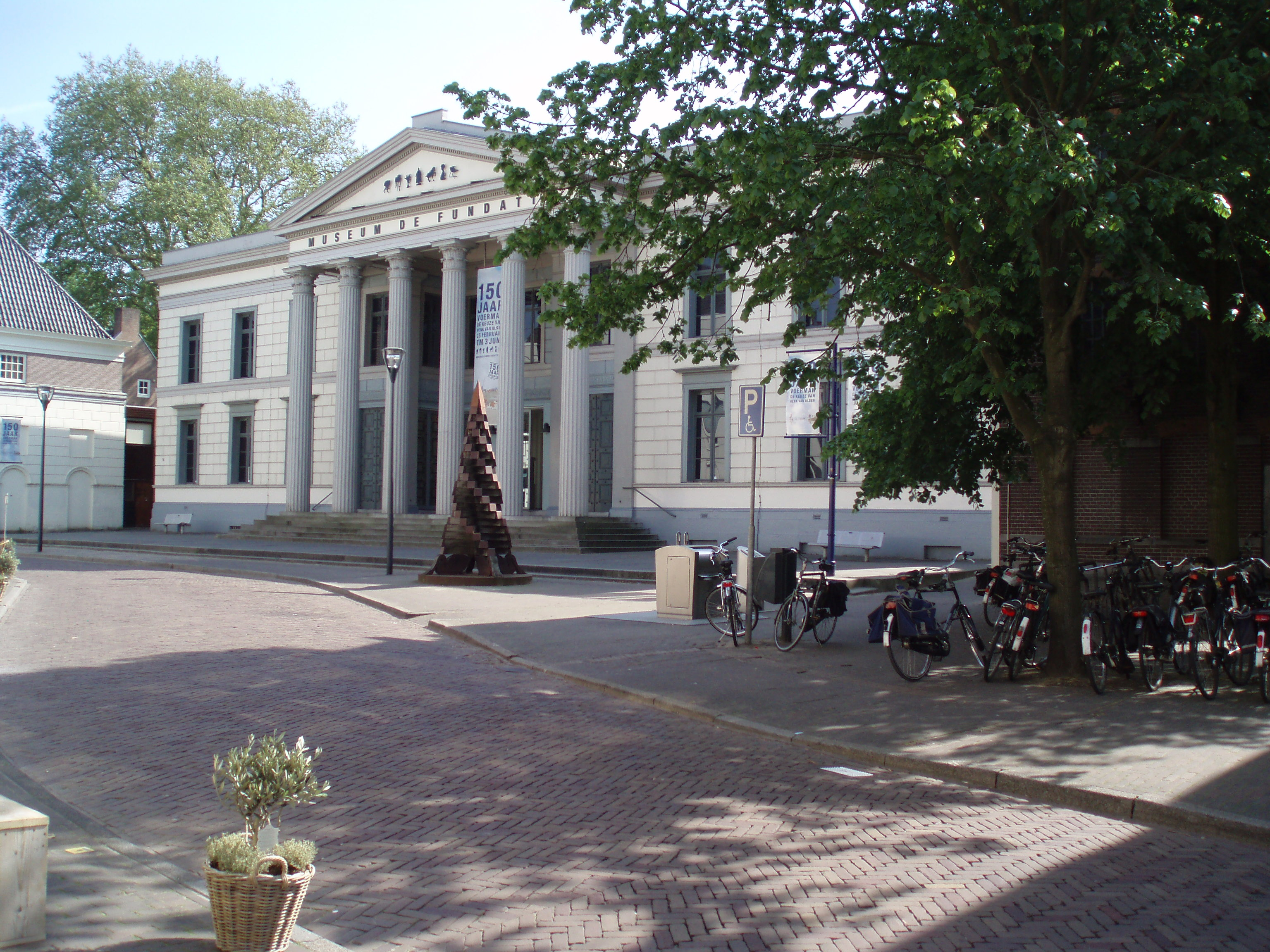
Zwolle Museum De Fundatie

### 阿尔默洛Almelo
- 阿尔默洛市博物馆

### 达尔夫森Dalfsen
- 帕尔特庭院博物馆

### 代芬特尔Deventer
- 代芬特尔历史博物馆
- 代芬特尔玩具博物馆

### 丁克兰Dinkelland
- Educatorium（荷兰语：Educatorium）
- Natura Docet-省立自然史博物馆（Natura Docet为拉丁文，Natura为“自然”，Docet为动词“教育”）
- 奥特马尔叙姆户外博物馆

### 恩斯赫德Enschede
- 特文特国立博物馆
- 特文特波（荷兰语：TwentseWelle）-展示自然史和文化史

### 哈克斯贝亨Haaksbergen
- 地区铁路博物馆

### 哈登贝赫Hardenberg
- 哈登贝赫历史室（荷兰语：HistorieKamer Hardenberg）

### 海伦多伦Hellendoorn
- 赫里特·法尔克的面包店和冰淇淋博物馆
- 锻冶博物馆

### 亨厄洛Hengelo
- 1940-1945阿赫特胡克斯博物馆
- 亨厄洛历史博物馆
- 特文特HEIM技术博物馆

### 霍夫范特文特Hof van Twente
- 文德·祖莱农场博物馆
- 盐博物馆

### 坎彭Kampen
- 坎彭圣像画博物馆
- 坎彭市立博物馆

### 奥尔登扎尔Oldenzaal
- 帕尔特住宅博物馆

### 奥尔斯特 - 韦耶Olst-Wijhe
- 艾塞尔河谷地质地区博物馆

### 奥门Ommen
- 国家锡人博物馆

### 拉尔特Raalte
- 宁黑斯城堡（荷兰语：Kasteel Het Nijenhuis），连同位于{{tsl|nl|Museum De Fundatie|兹沃勒]]的布莱市场畔宫Paleis aan de Blijmarkt 组成[[基础博物馆}}；位于基层政权奥尔斯特 - 韦耶的边上。

### 赖森 - 霍尔滕Rijssen-Holten
- 赖森博物馆
- 霍尔特山自然情境展示

### 斯滕韦克兰Steenwijkerland
- 赫洛里斯·马里斯（荷兰语：Gloris Maris）-展示贝壳，位于羊角村
- 公会楼（荷兰语：Het Gildenhuys）
- 德瓦斯赫拉赫特历史汽车（荷兰语：Histomobil Dwarsgracht）-展示老爷车，位于羊角村
- 斯滕韦克游艺和马戏博物馆
- 奥尔德·马特·于斯农场博物馆-展示历史上的农家生活，位于羊角村
- 老地球博物馆-展示矿物及化石等的博物馆，位于羊角村
- 斯滕韦克市博物馆

### 特温特兰Twenterand
- 弗里曾芬历史博物馆

### 维尔登Wierden
- 木鞋和佐姆普博物馆-展示木鞋和佐姆普（Zomp，一种历史上在艾瑟尔河东部流行的船）的博物馆
- 贝斯扬古室（荷兰语：Oudheidkamer Buisjan）

### 兹瓦尔特瓦特兰Zwartewaterland
- 斯霍讷韦勒自然及工艺中心（荷兰语：Schoonewelle Centrum Natuur en Ambacht）
- 地毯博物馆

### 兹沃勒Zwolle
- 生态群（荷兰语：Ecodrome）-一家自然博物馆和公园
- 布莱市场畔宫（荷兰语：Paleis aan de Blijmarkt），连同位于海诺（Heino）宁黑斯城堡Kasteel Het Nijenhuis一起组成基础博物馆Museum De Fundatie
- 兹沃勒市立博物馆

## 乌得勒支省

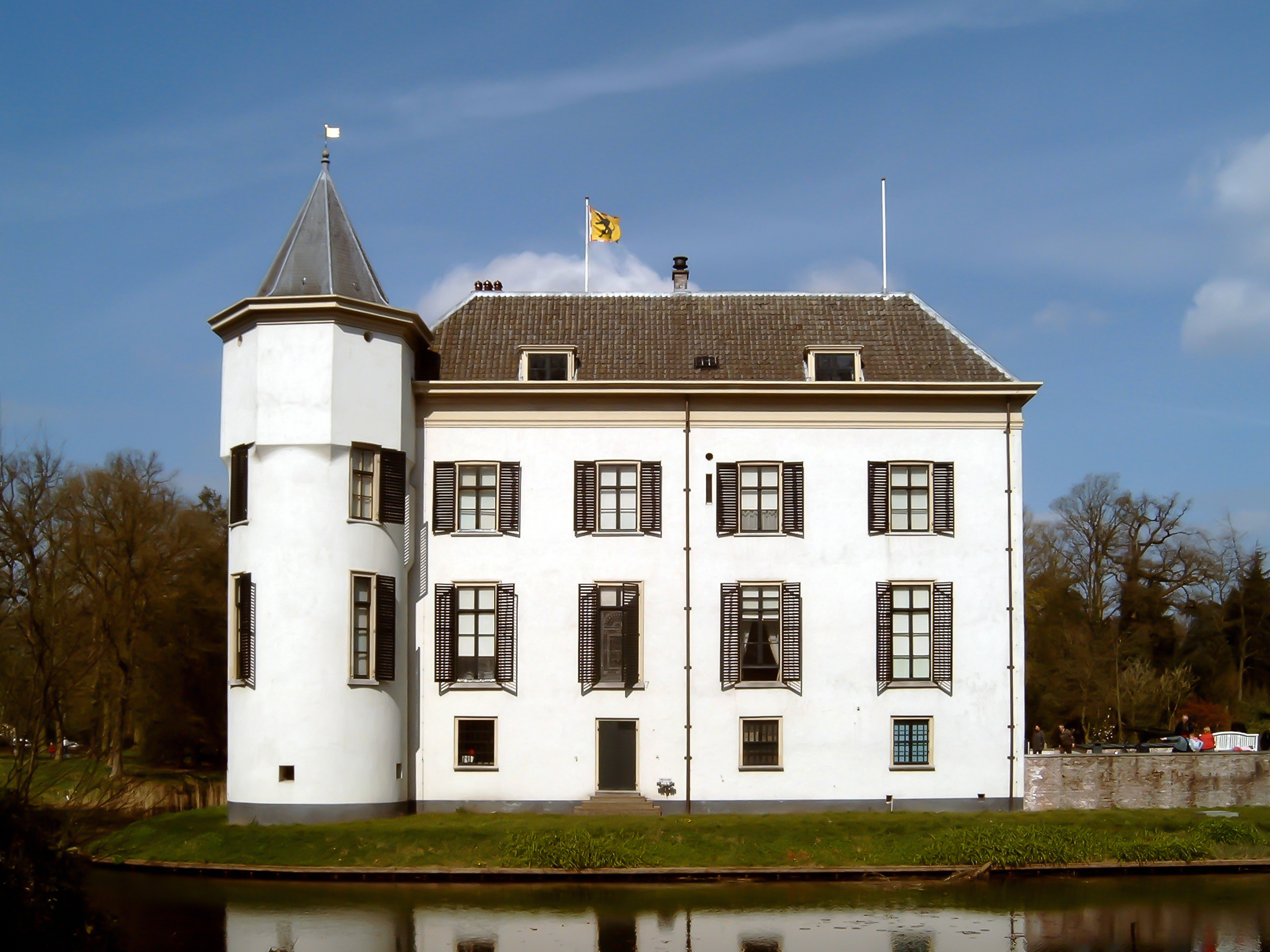
Huize Doorn

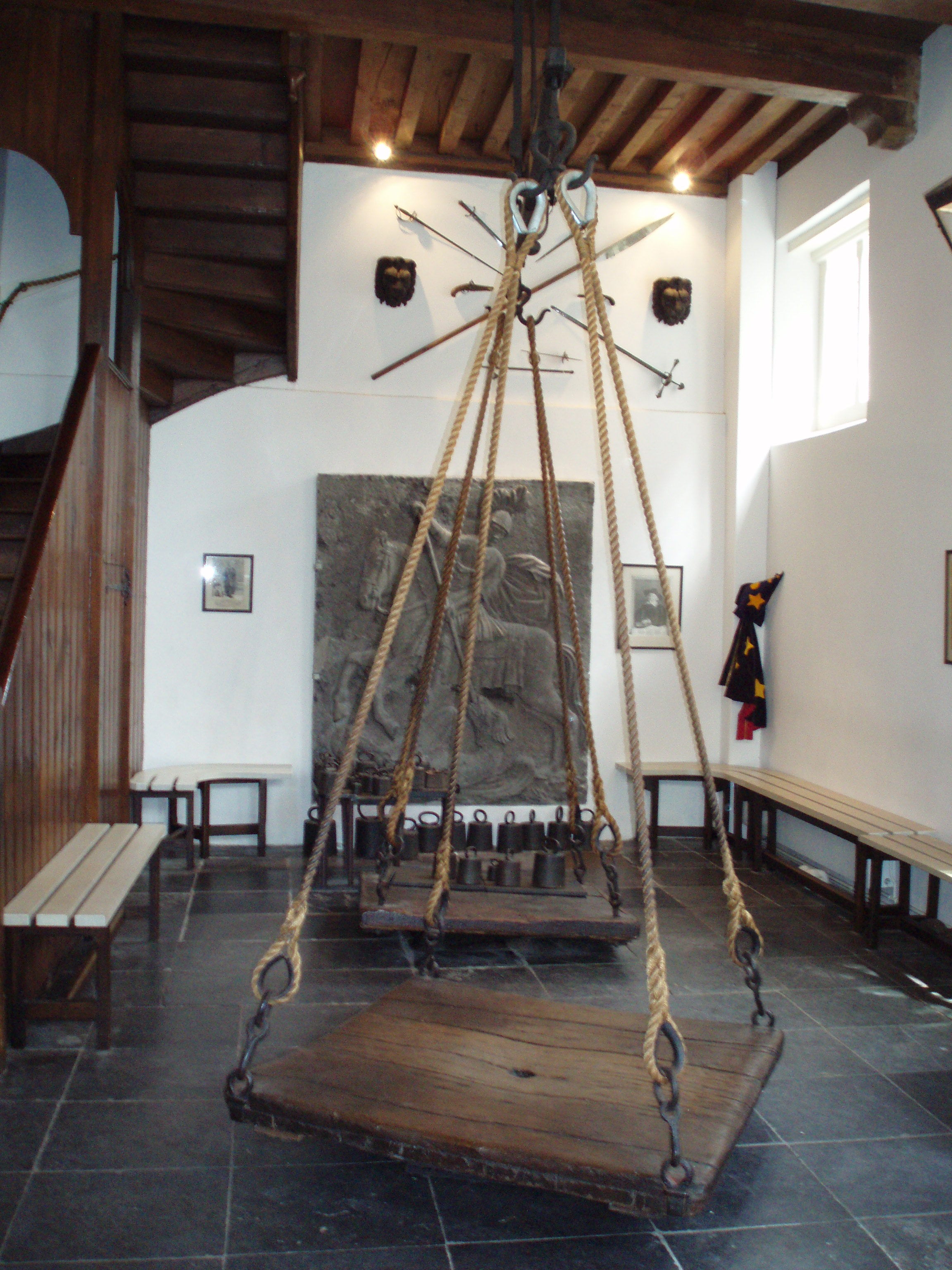
Heksenwaag Oudewater

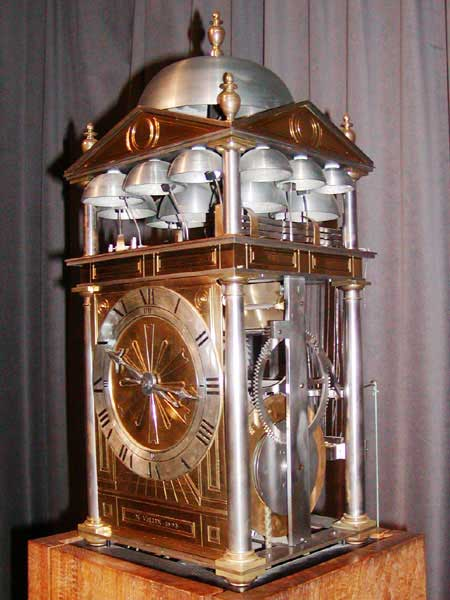
Van speelklok tot Pierement Utrecht

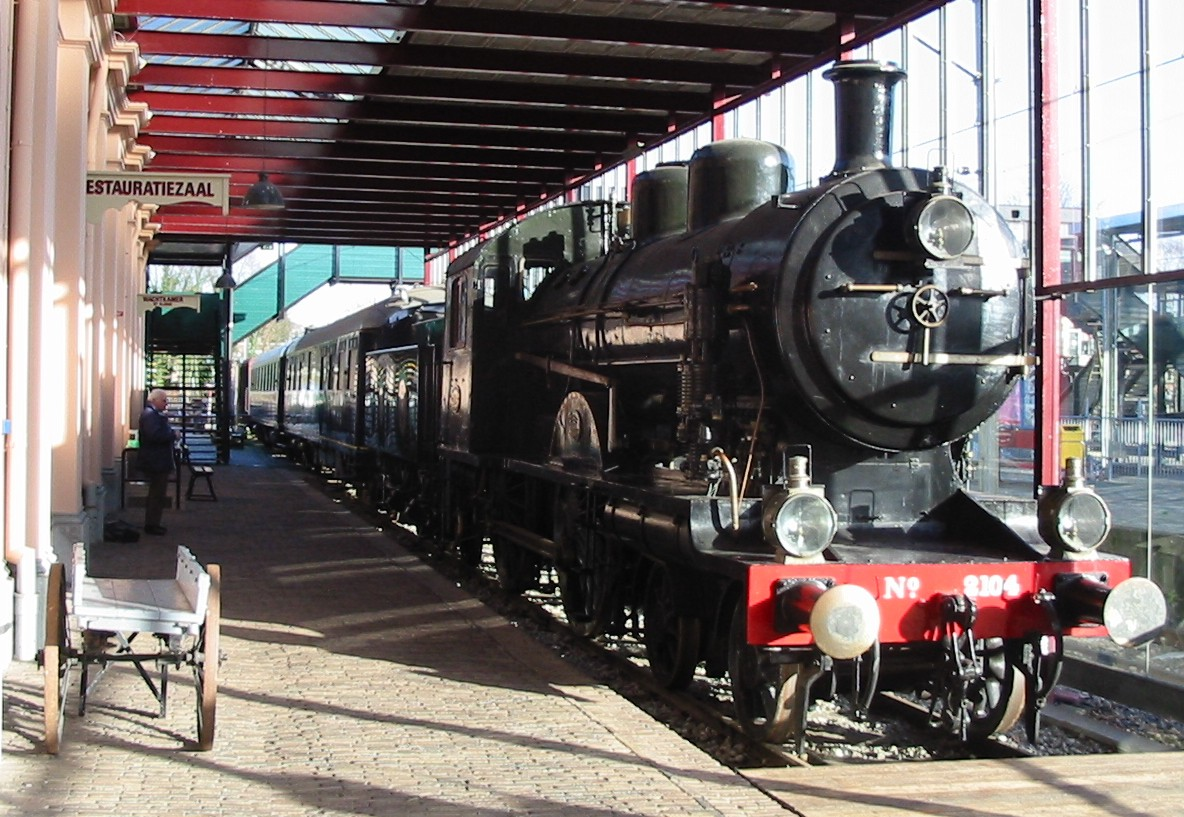
Spoorwegmuseum Utrecht

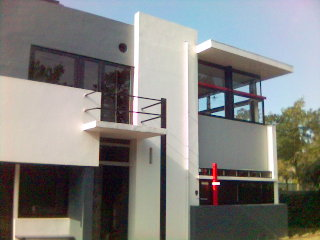
Rietveld Schröderhuis Utrecht

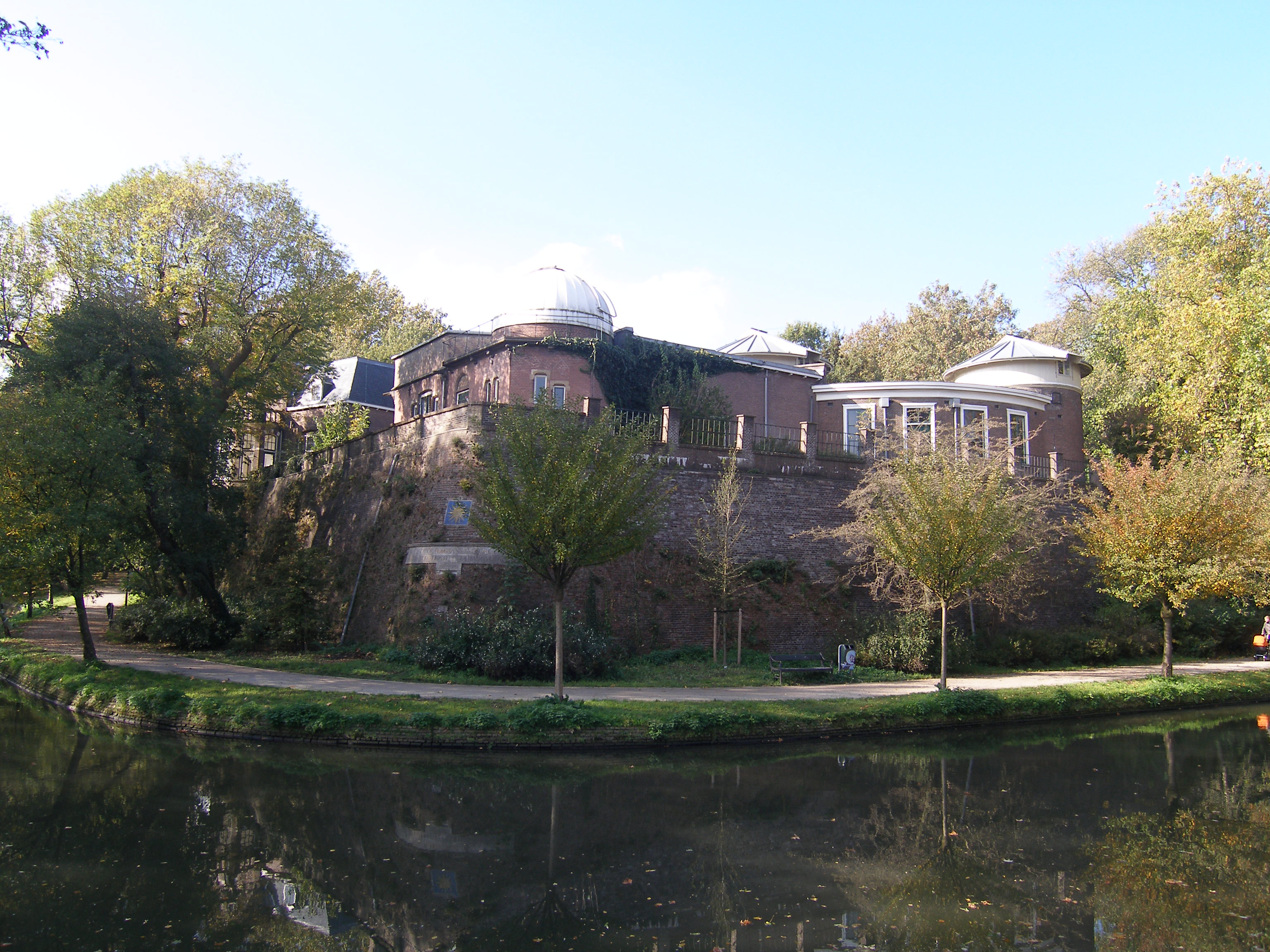
Sonnenborgh-museum & sterrenwacht Utrecht

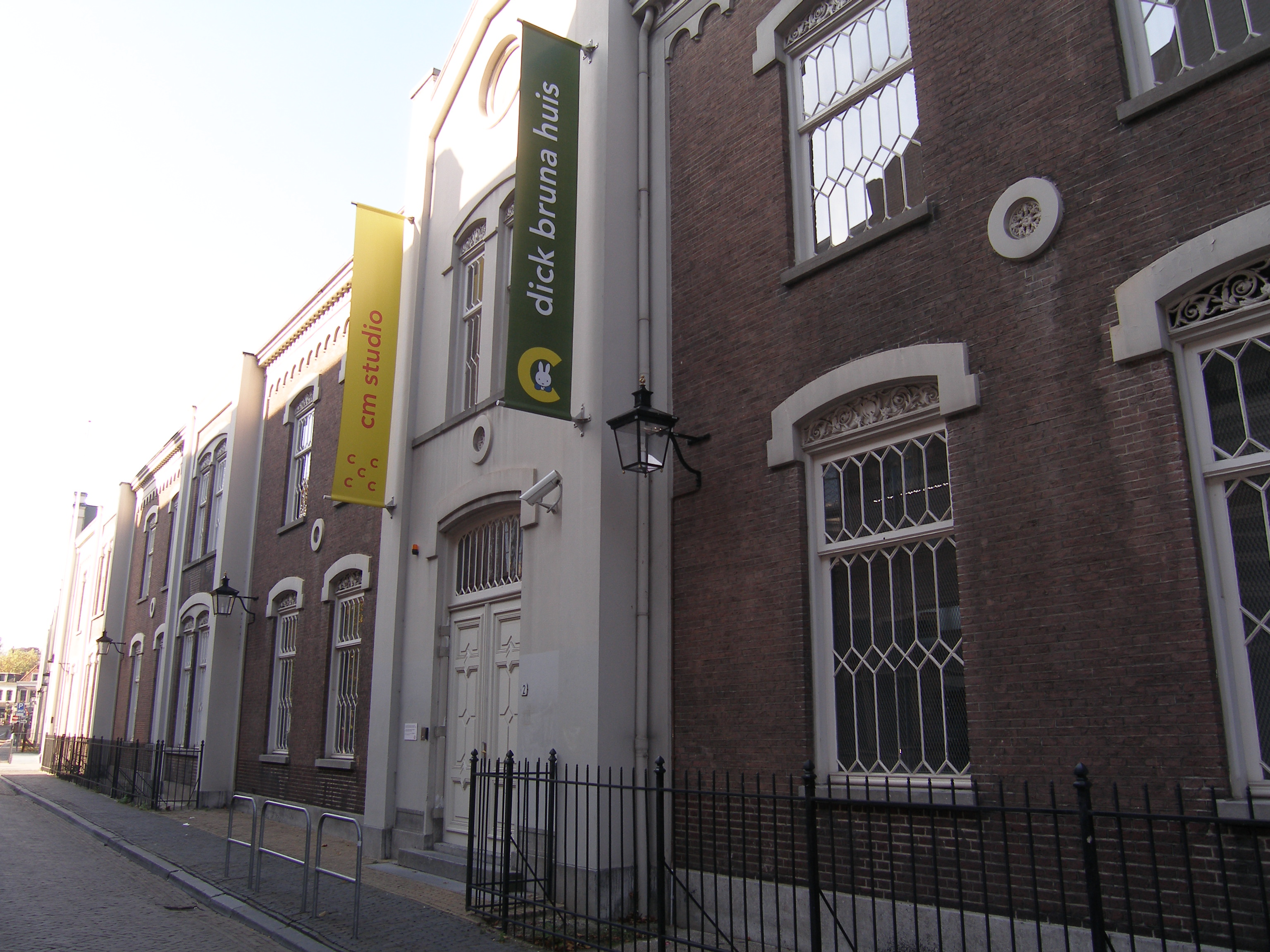
dick bruna huis Utrecht

### 阿默斯福特Amersfoort
- 阿曼多博物馆 - 纪念艺术家阿曼多
- 骑兵博物馆
- 烹饪博物馆
- 太阳庭院（荷兰语：De Zonnehof）
- 蒙德里安住宅（荷兰语：Mondriaanhuis）
- 弗莱希特博物馆
- 雅各布斯·范·登霍夫博物馆 - 以雅各布斯·范·登霍夫名字命名
- 阿默斯福特营国家纪念地（荷兰语：Kamp Amersfoort） - 二战中的纳粹集中营旧址
- “在自然中”标本博物馆 - 自然标本博物馆

### 宾斯霍滕Bunschoten
- 服装和渔业博物馆
- 斯帕肯堡博物馆（原Museum 't Vurhuus）

### 德比尔特De Bilt
- 贝尔斯霍滕图片博物馆

### 德龙德费嫩De Ronde Venen
- 德龙德费嫩博物馆

### 埃姆讷斯Eemnes
- 埃姆讷斯古室（荷兰语：Oudheidkamer Eemnes）

### 艾瑟尔斯泰恩IJsselstein
- 艾瑟尔斯泰恩市博物馆

### 马尔森Maarssen
- 马尔森历史博物馆
- 荷兰药店博物馆
- 皮格马利翁视觉艺术（荷兰语：Pygmalion Beeldende Kunst）

### 尼沃海恩Nieuwegein
- 瓦森胡克历史博物馆

### 奥德瓦特Oudewater
- 女巫称量房（荷兰语：Heksenwaag）
- 德班斯许尔绳博物馆

### 雷嫩Rhenen
- 龙德尔地方政权博物馆

### 苏斯特Soest
- 老苏斯特博物馆
- 军用航空博物馆

### 乌得勒支
- 原始艺术博物馆
- 乌得勒支大学植物园（荷兰语：Botanische Tuinen Universiteit Utrecht）
- 中心博物馆
- 迪克·布鲁纳故居（荷兰语：dick bruna huis）-纪念迪克·布鲁纳
- 黄金博物馆
- 马鲁古博物馆
- 龙目咖啡馆博物馆
- 加大肋纳会院博物馆
- 音乐钟博物馆
- 杂货商贝特耶·布尔哈夫博物馆
- 荷兰铁路博物馆
- 里特费尔德的施罗德住宅 - 世界遗产
- 索嫩博赫（荷兰语：Sonnenborgh (Utrecht)）
- 乌得勒支大学博物馆
- C区人居博物馆

### 乌得勒支岭Utrechtse Heuvelrug
- 阿梅龙斯历史和烟草博物馆
- 多伦住宅（荷兰语：Huis Doorn）-威廉二世流亡后的住所
- 德韦斯塔尔奶酪博物馆和聚会中心（荷兰语：Kaasmuseum en Partyboerderij De Weistaar）
- 斯希尔德住宅博物馆

### 费嫩达尔Veenendaal
- 小芬洛历史博物馆
- 顶针博物馆

### 菲亚嫩Vianen
- 菲亚嫩市立博物馆

### 韦克拜杜尔斯泰德Wijk bij Duurstede
- 多勒斯塔德博物馆

### 武尔登Woerden
- 免下车博物馆
- 武尔登市博物馆

## 泽兰省

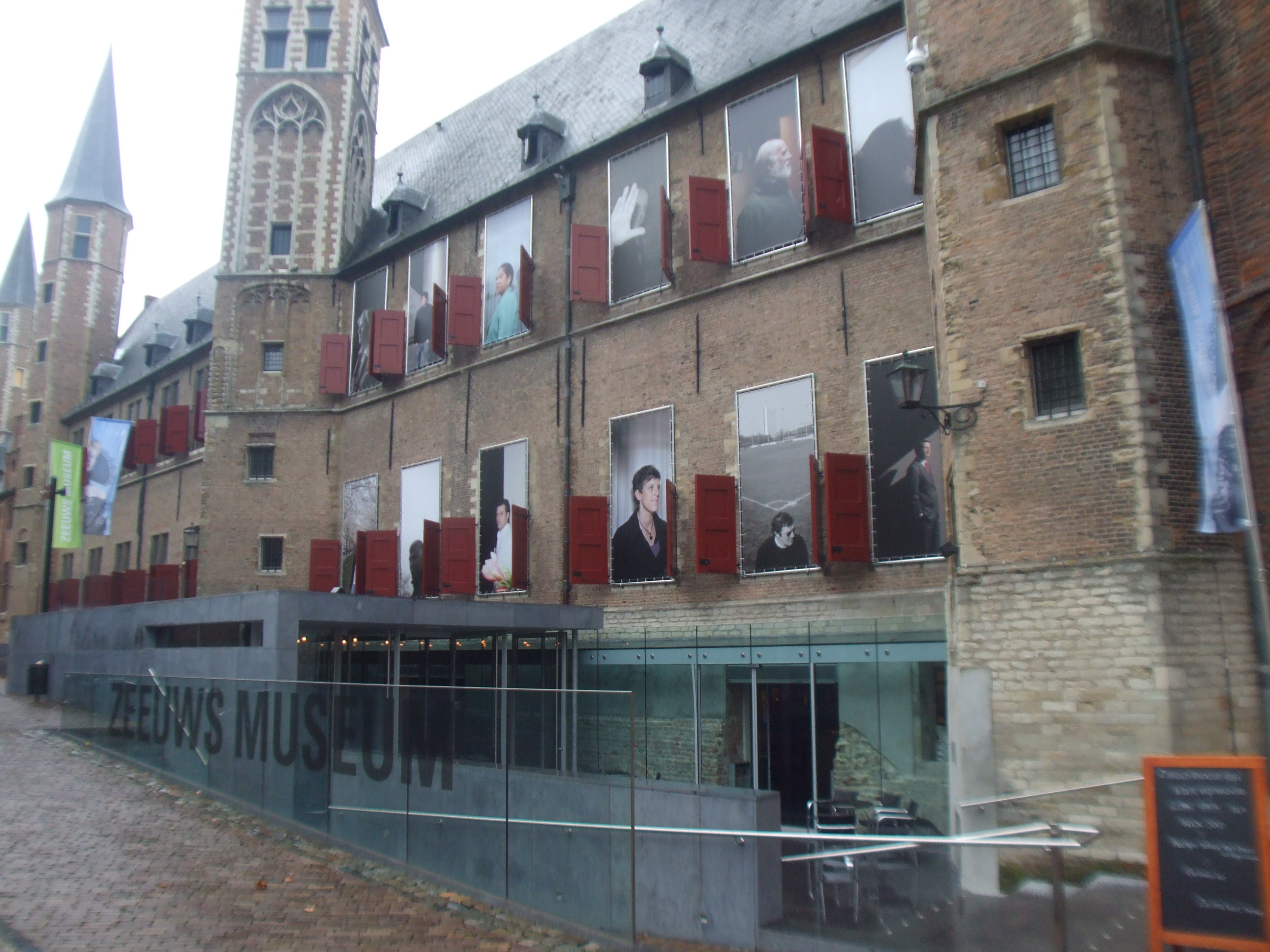
Zeeuws Museum Middelburg

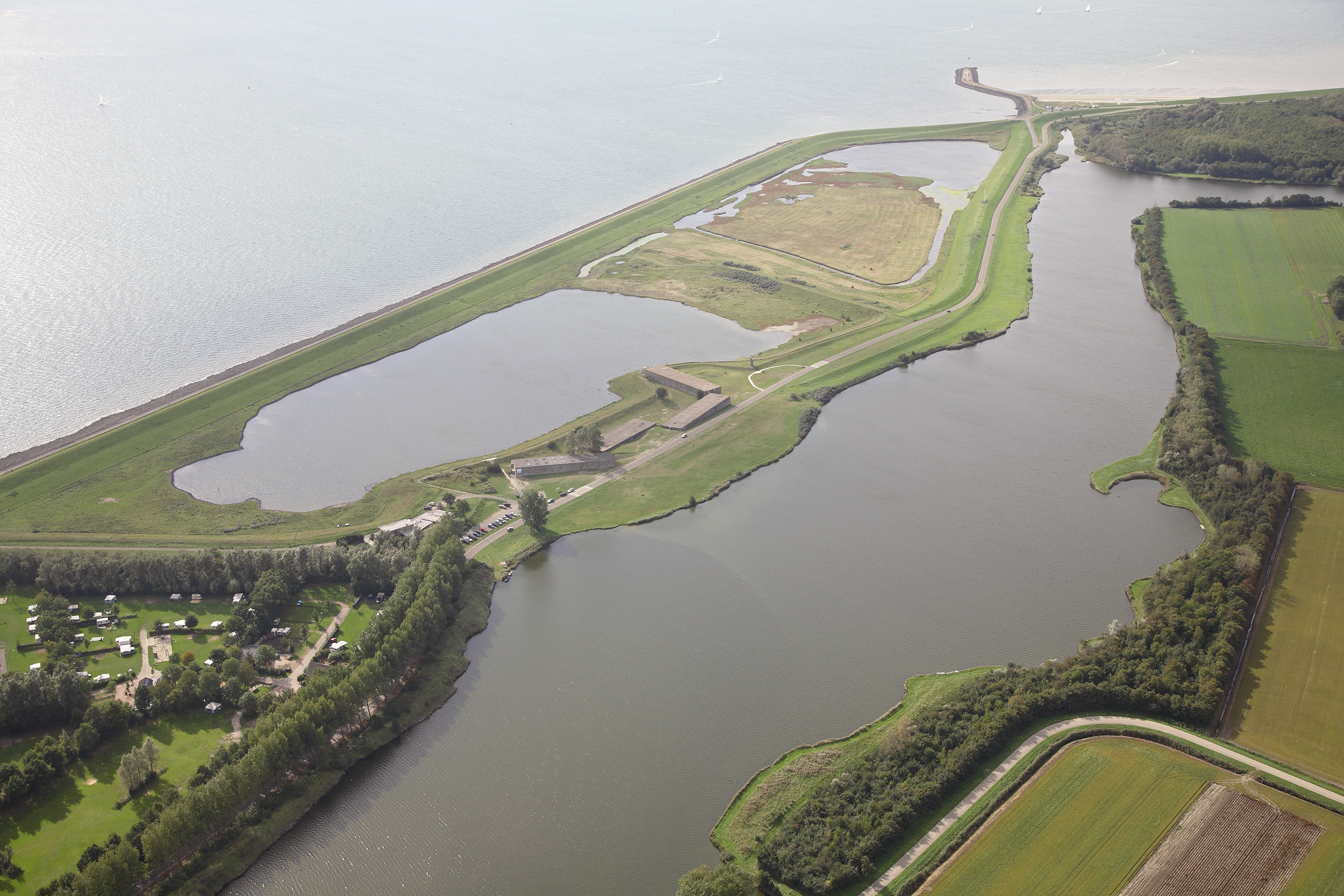
Watersnood Museum Ouwerkerk

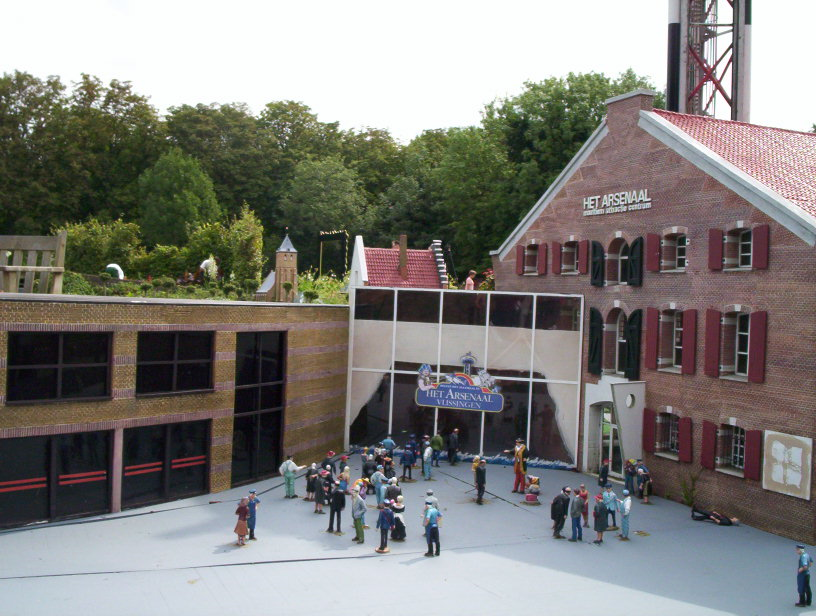
Het Arsenaal vlissingen

### 博尔瑟勒Borsele
- 泽兰解放博物馆

### 胡斯Goes
- 贝弗兰登历史博物馆

### 卡佩勒Kapelle
- 卡佩勒果园博物馆

### 米德尔堡Middelburg
- 迷你明迪（荷兰语：Mini Mundi）
- 足球体验（荷兰语：Voetbal Experience）
- 泽兰博物馆

### 斯豪文－德伊弗兰Schouwen-Duiveland
- 布劳威尔博物馆 - 展示布劳威尔港（Brouwershaven）风貌的博物馆
- 布吕塞亚（荷兰语：Brusea） （原布雷尼瑟渔业博物馆Visserijmuseum Bruinisse和原布雷尼瑟古室Oudheidkamer Bruinisse） - 一个展示传统渔民生活的博物馆
- 比赫学校（荷兰语：Burghse Schoole）
- 胡曼斯佐赫（荷兰语：Goemanszorg） - 一个农业博物馆
- 齐里克泽海事博物馆
- 泽兰港口博物馆
- 齐里克泽市政厅博物馆
- 洪水博物馆

### 斯劳斯Sluis
- 基层政权立考古博物馆nl:Gemeentelijk Archeologisch Museum
- 之字形路线战争博物馆nl:Oorlogsmuseum Switchback - 根据加拿大军队在二战中的之字形路线行动命名，该行动旨在解放西泽兰-弗兰德（Western-Zeeuws-Flemish）。

### 泰尔讷曾Terneuzen
- “阿塞尔的土地”地区博物馆

### 费勒Veere
- 内尔蒂扬斯三角洲公园（荷兰语：Deltapark Neeltje Jans） - 位于人工岛内尔蒂扬斯（Neeltje Jans）上的戏水主题公园
- 玛丽·塔克·范·波特弗利特博物馆 - 以玛丽·塔克·范·波特弗利特命名的艺术博物馆
- 苏格兰住宅博物馆 - 一家历史博物馆
- 法庭市政厅博物馆
- 来自大海的土地（荷兰语：Terra Maris）
- 丝绸博物馆

### 弗利辛恩Vlissingen
- 兵工厂（荷兰语：Het Arsenaal） - 海盗主题公园
- 泽兰海事博物馆
- 鬣蜥爬行动物园（荷兰语：Reptielenzoo Iguana）

## 南荷兰省

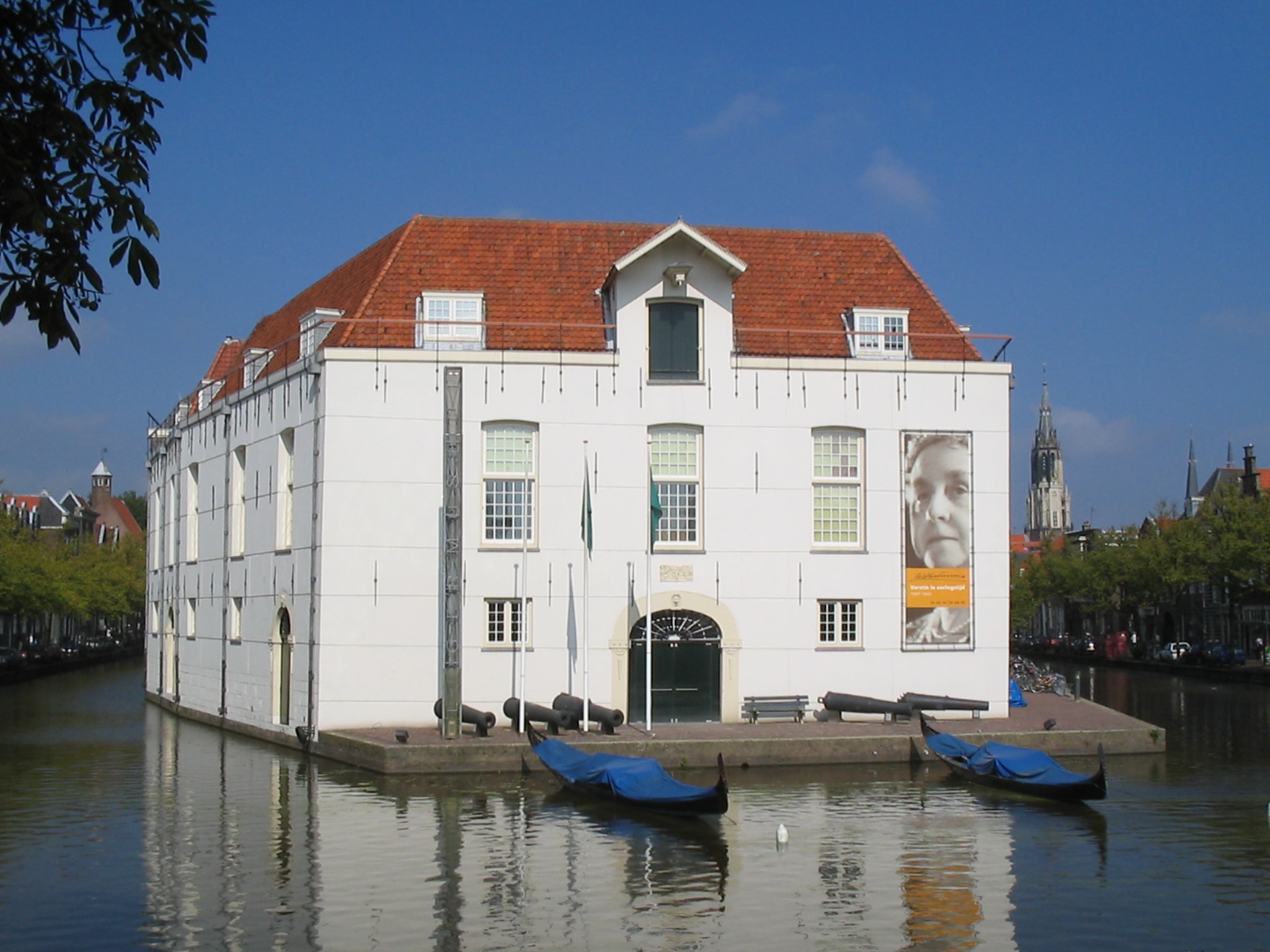
Delft Het Legermuseum

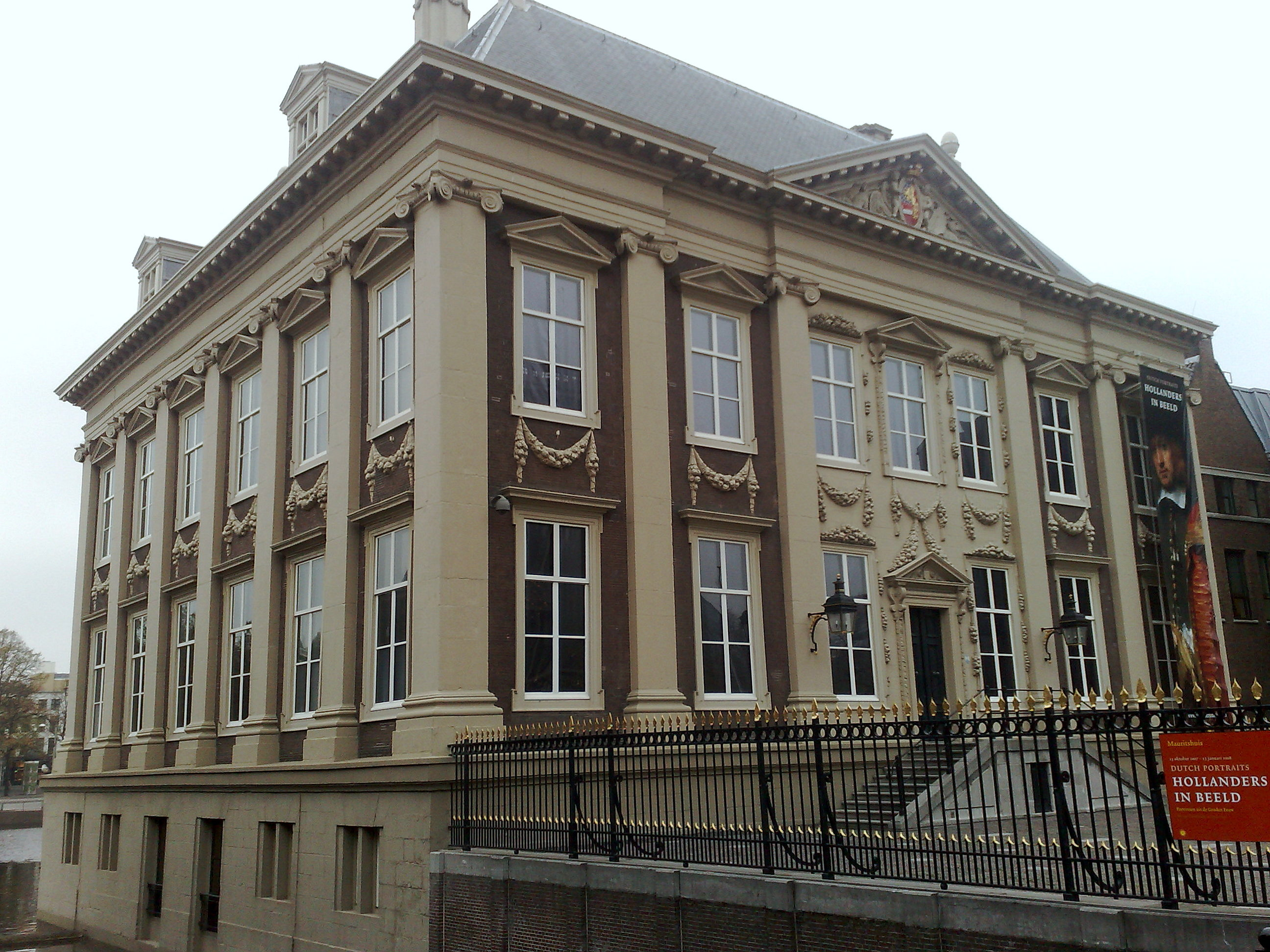
Den Haag Mauritshuis

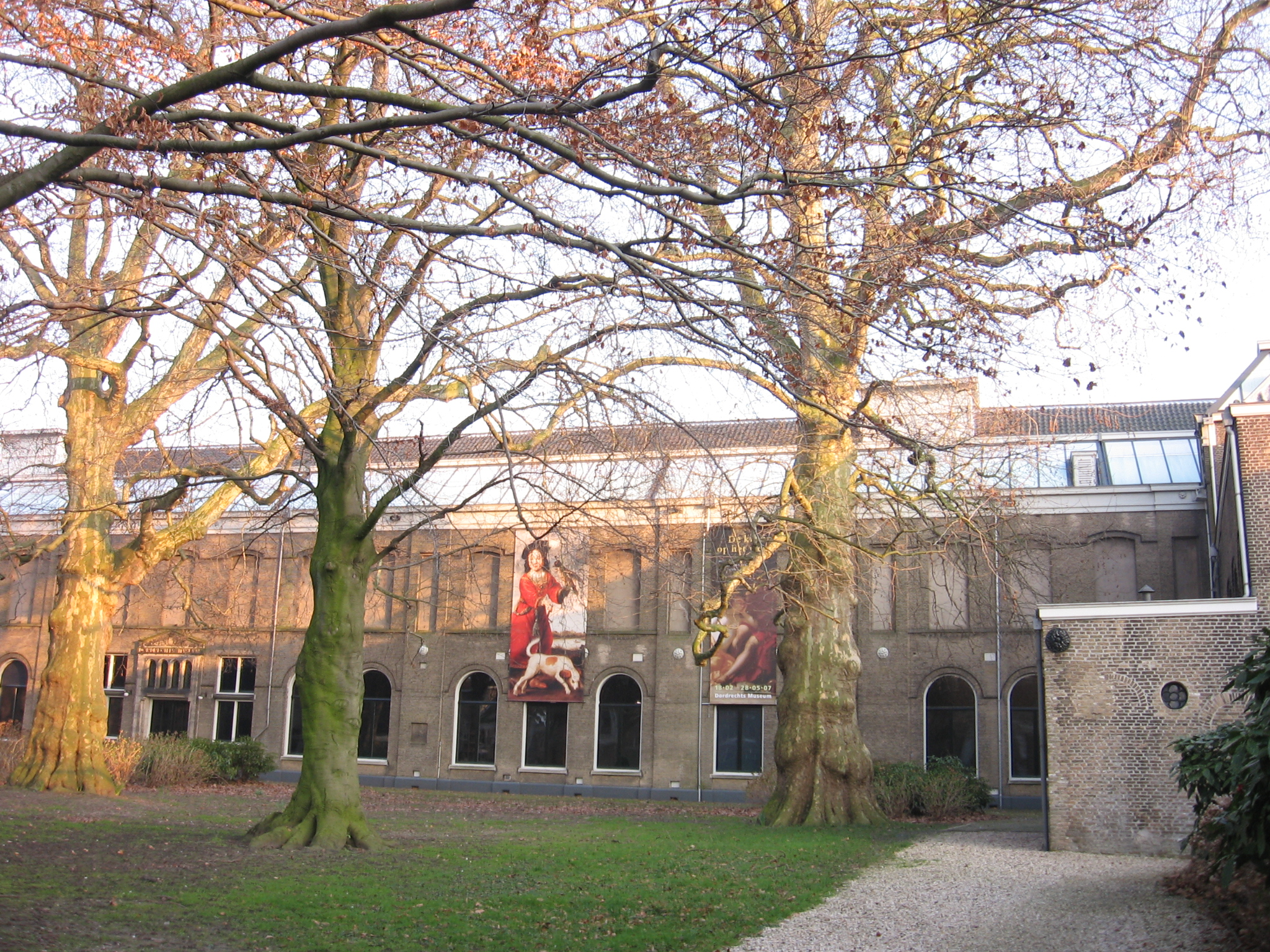
Dordrechts Museum

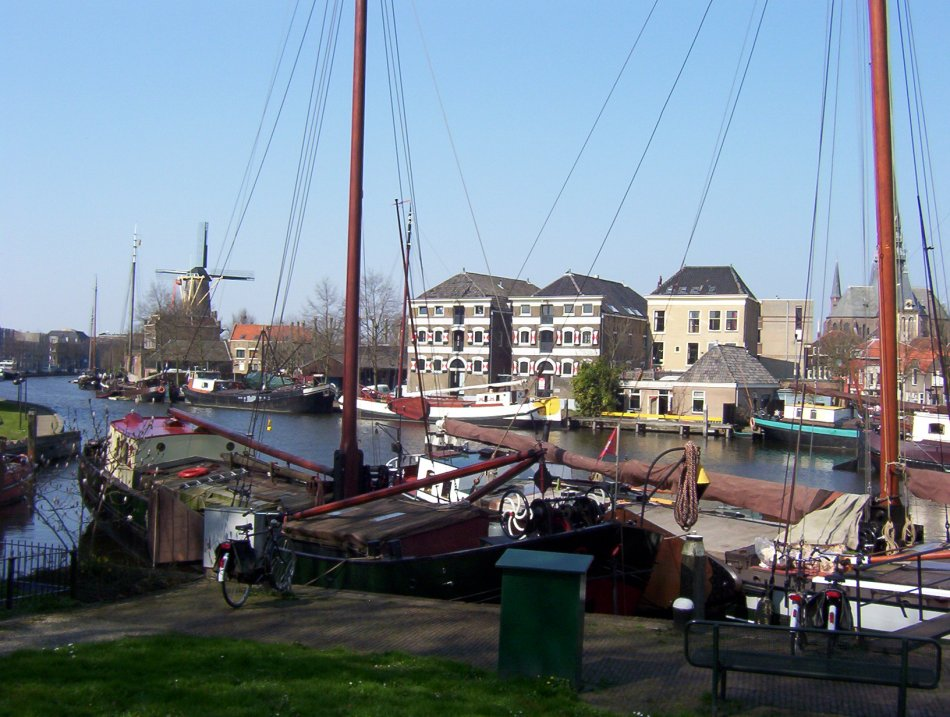
Gouda Binnenhavenmuseum

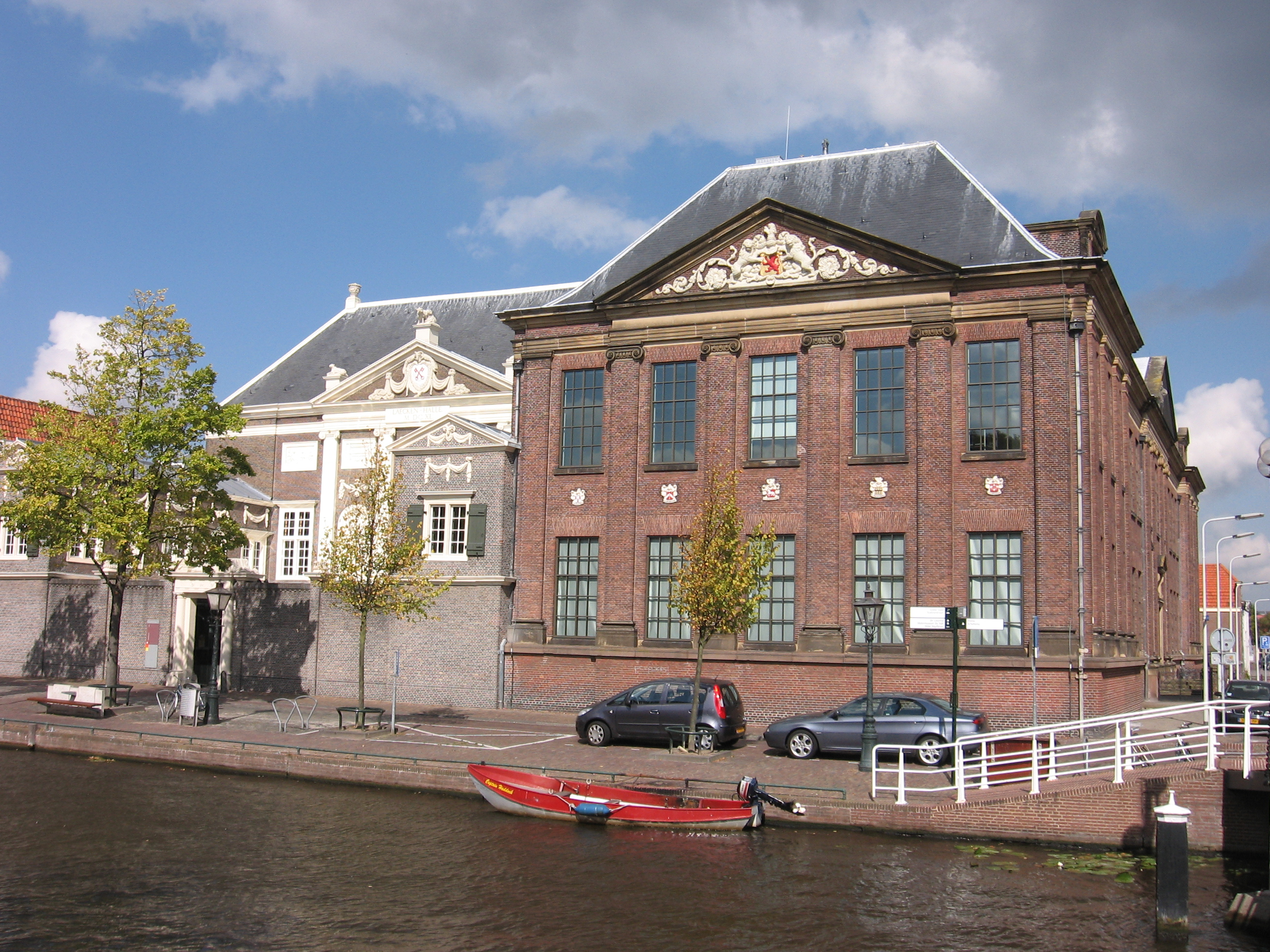
Leiden Lakenhal

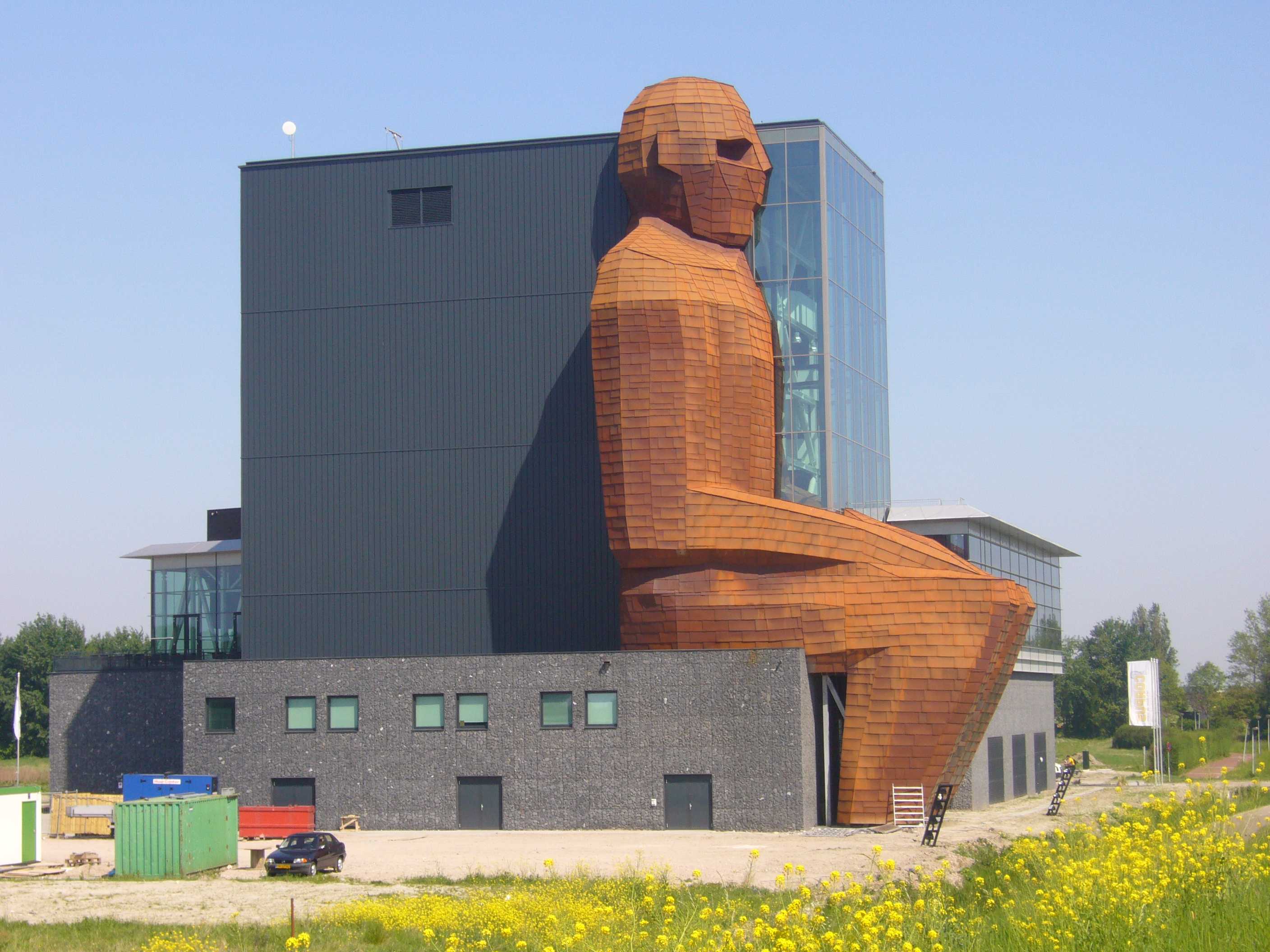
Oegstgeest Museum Corpus

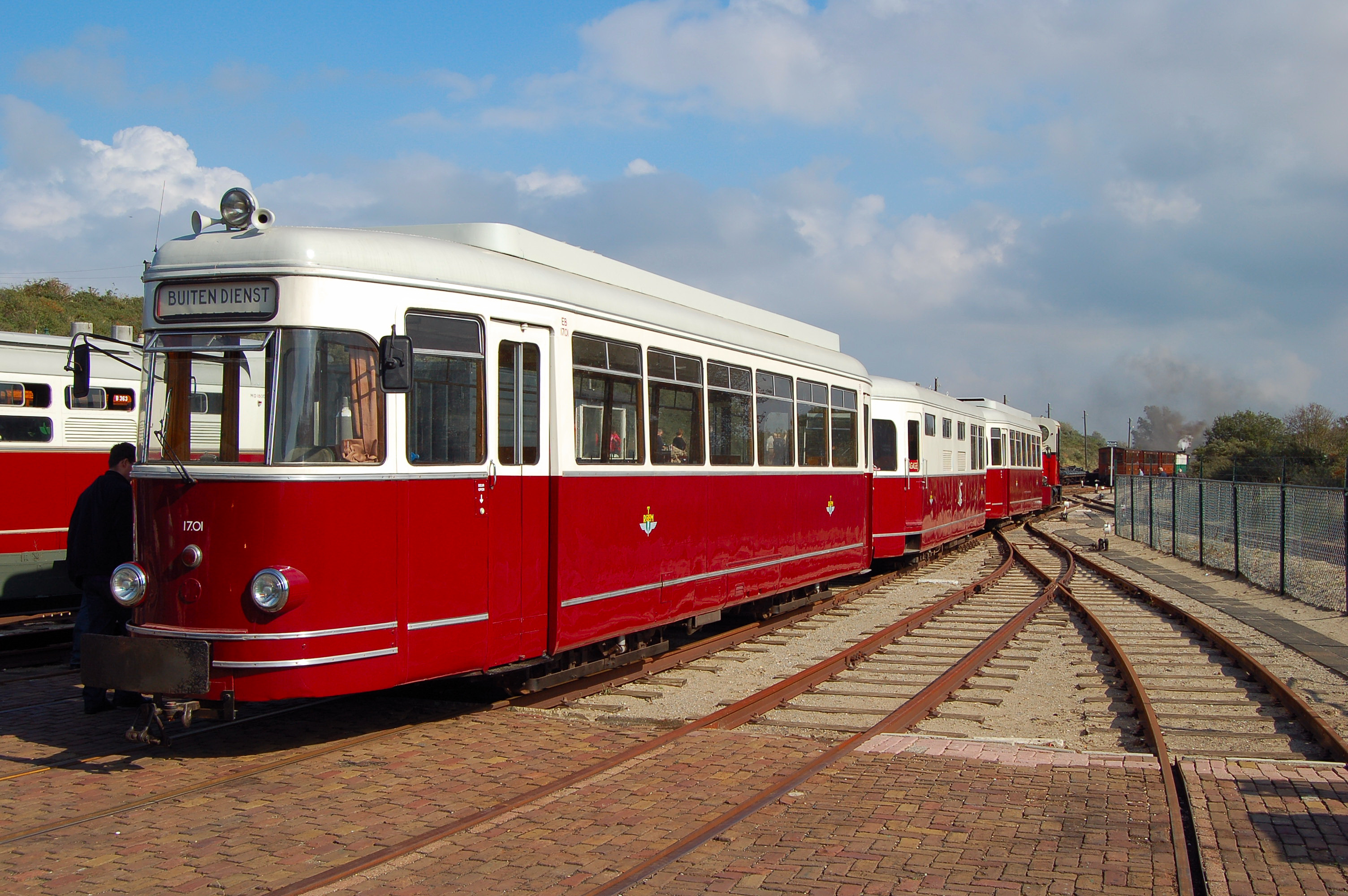
Ouddorp RTM Museum

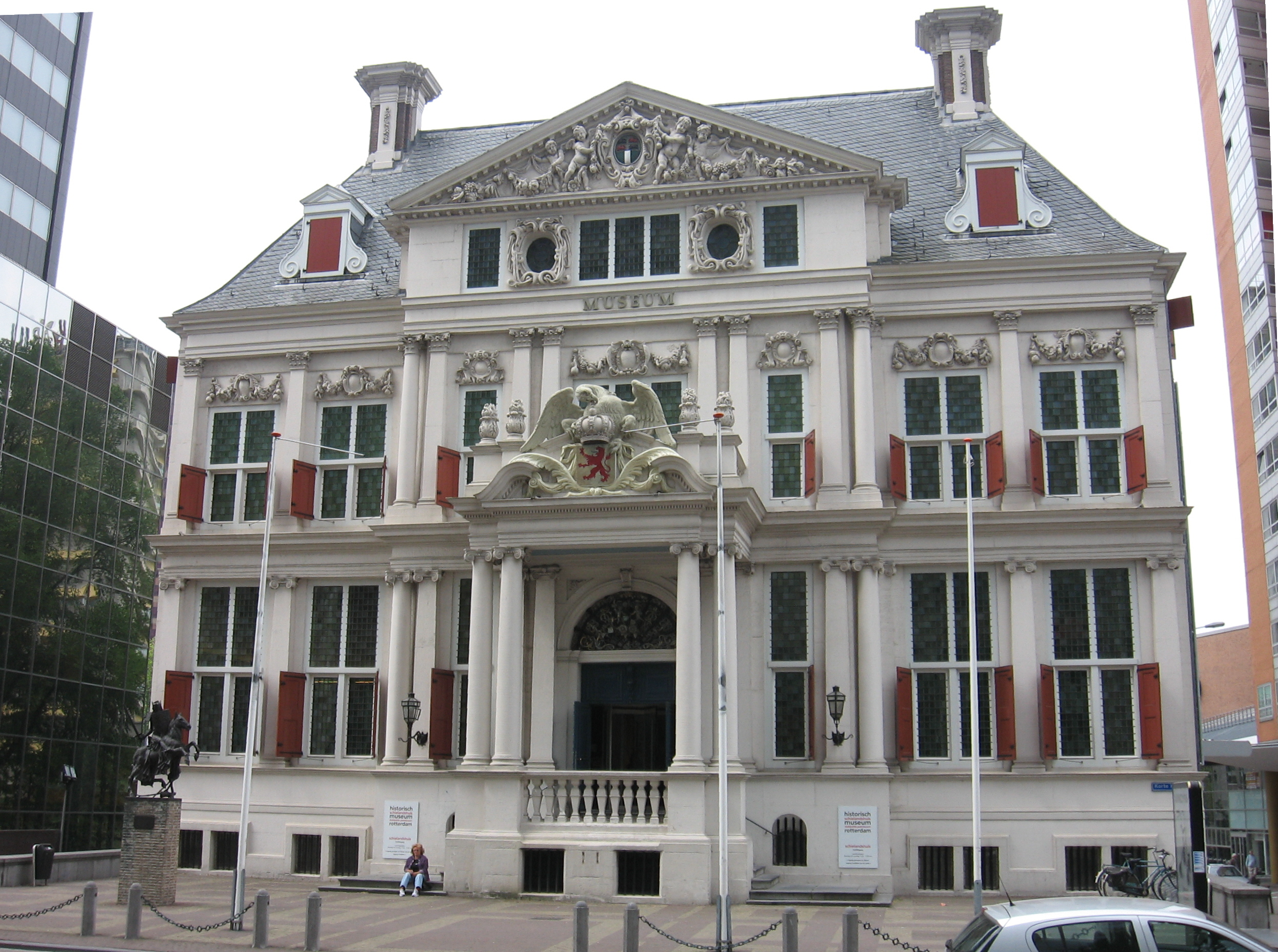
Rotterdam Schielandshuis

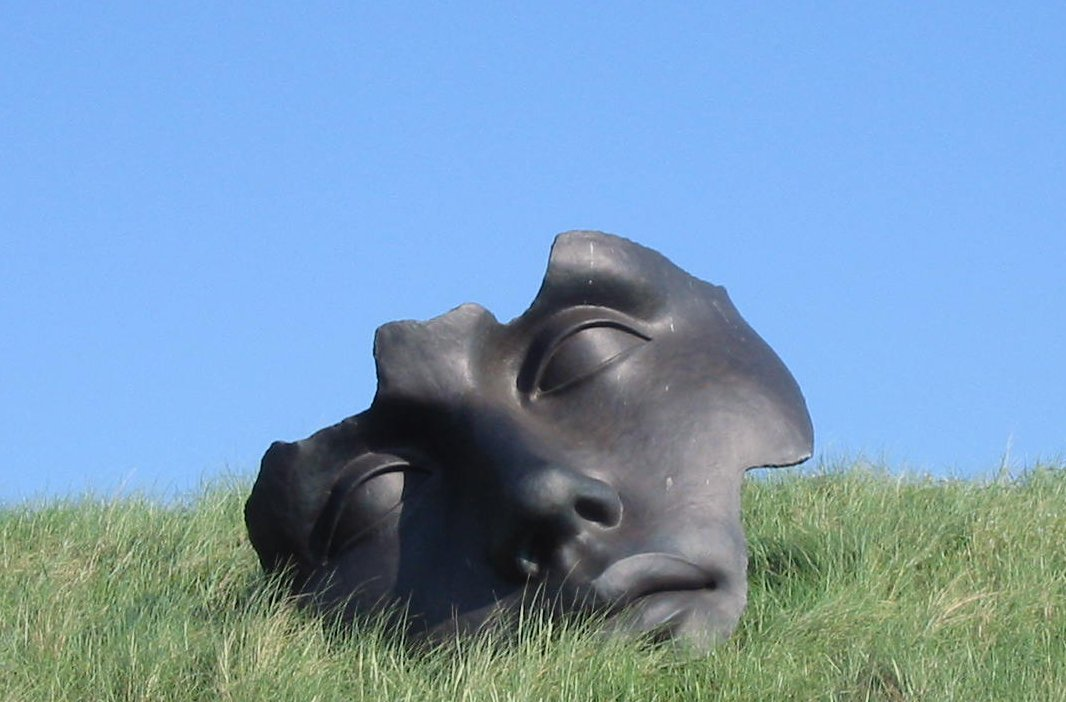
Scheveningen Beelden Aan Zee

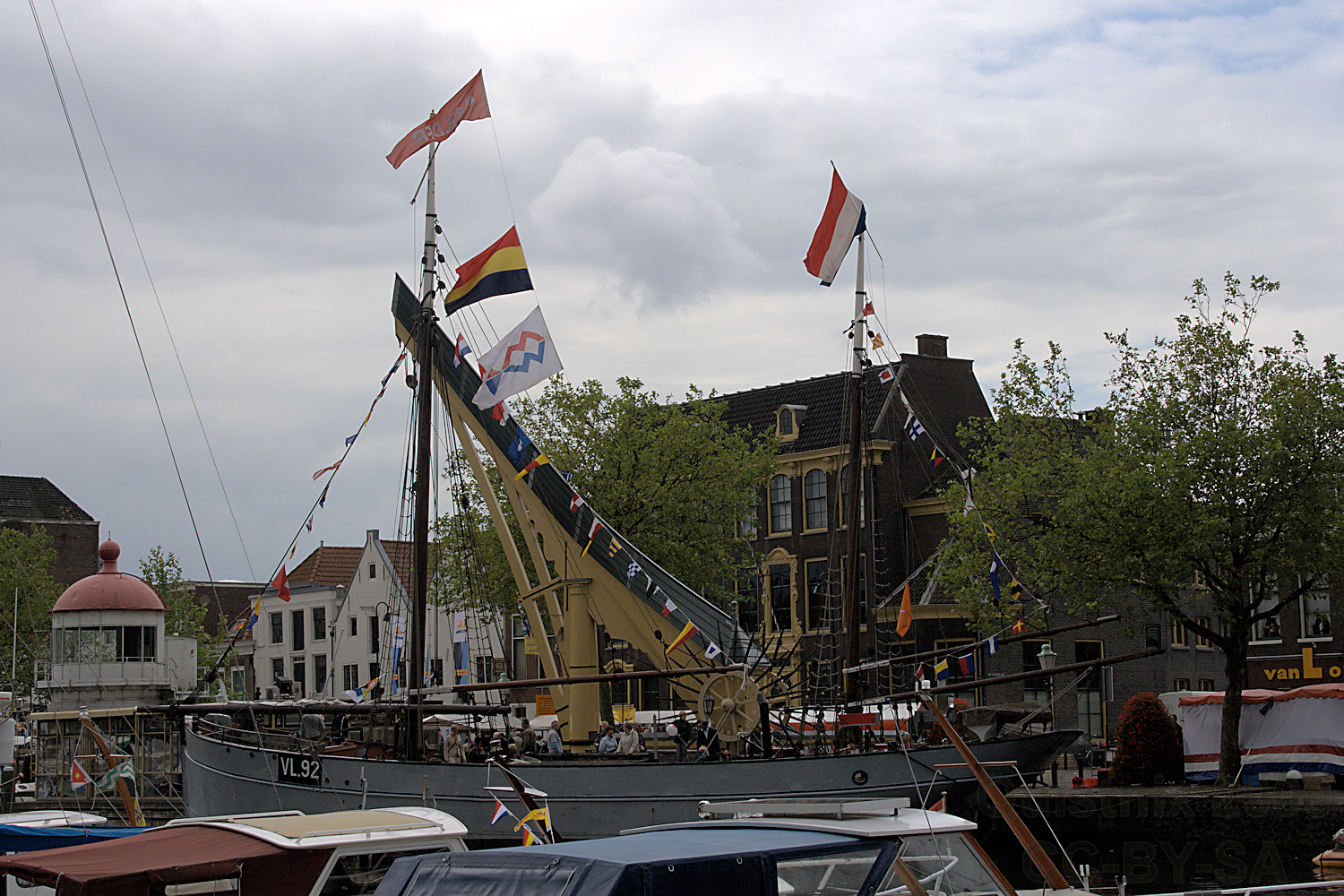
Visserij & Vlaardings Museum

### 阿尔布拉瑟丹Alblasserdam
- 小孩堤防-埃尔斯豪特风车群 - 世界遗产

### 博德赫拉芬－雷韦克Bodegraven-Reeuwijk
- 绿色心脏中心（荷兰语：Groene Hart Centrum）
- 维里克斯汉斯堡垒（荷兰语：Fort Wierickerschans）

### 博斯科普Boskoop
- 园艺博物馆

### 布里勒Brielle
- 登布里尔历史博物馆

### 代尔夫特Delft
- 代尔夫特理工大学植物园（荷兰语：Botanische Tuin TU Delft）
- 王家代尔夫特陶器厂（荷兰语：De Porceleyne Fles） (Delft)
- 军事博物馆
- 矿物学-地质学博物馆
- 保罗·特塔尔·范·埃尔芬博物馆 - 纪念画家保罗·特塔尔·范·埃尔芬
- 兰贝特·范·梅滕博物馆
- 代尔夫特科学中心（荷兰语：Science Center Delft）
- 市立亲王庭院博物馆
- 努桑塔拉博物馆 - 荷兰唯一一家专门介绍印度尼西亚的博物馆
- 烟草历史博物馆
- 代尔夫特弗美尔中心（荷兰语：Vermeer Centrum Delft） - 以画家扬·弗美尔的名字命名

### 多德雷赫特Dordrecht
- 多德雷赫特博物馆
- 范·海恩住宅（荷兰语：Huis Van Gijn）

### 胡德雷德Goedereede
- 原RTM库（荷兰语：Stichting voorheen RTM）, Punt van Goeree
- 胡德雷德钟楼博物馆

### 霍林赫姆Gorinchem
- 霍尔屈姆博物馆

### 豪达Gouda
- 豪达奶酪和工艺品博物馆
- 国家制药博物馆（原德莫里安博物馆Museum De Moriaan）
- 豪达博物馆
- 豪达港口博物馆
- 圣扬教堂（荷兰语：Grote of Sint-Janskerk (Gouda)）
- 南荷兰省抵抗博物馆

### 斯赫拉芬哈赫's-Gravenhage（即海牙Den Haag）
- 海滨图像（荷兰语：Beelden aan Zee）
- 弗雷德里克亲王共济会文化中心（荷兰语：Cultureel Maçonniek Centrum 'Prins Frederik'）
- 梅斯达赫收藏（荷兰语：De Mesdag Collectie）（原“梅斯达赫博物馆”Museum Mesdag）
- 荷兰的故事（荷兰语：De Verdieping van Nederland） - 荷兰王家图书馆与荷兰国家档案馆的联合展览空间。明斯特和约是唯一的永久性展品。
- 王宫里的埃舍尔[1]
- 海牙照片博物馆
- 威廉五世亲王画廊（荷兰语：Galerij Prins Willem V）和监狱门博物馆 en Museum de Gevangenpoort
- GEM（荷兰语：GEM (museum)） - 一家当代艺术博物馆
- 海牙基层政权博物馆
- 海牙公共交通博物馆
  - 海牙巴士博物馆
  - 海牙电车博物馆
- 海牙历史博物馆
- 人类之家（荷兰语：Humanity House） - 展示遭受苦难或冲突的人类感情的博物馆
- 荷兰服装博物馆
- 路易斯·库佩勒斯博物馆 - 纪念荷兰心理小说家路易斯·库佩勒斯的博物馆
- 劳乌曼博物馆 - 展示海牙各类老汽车、马车、摩托车的博物馆
- 马德罗丹 - 著名的微缩景观园，荷兰最小的“城市”
- 莫瑞泰斯皇家美术馆
- Museon（荷兰语：Museon） - 一家自然博物馆
- 布雷迪乌斯博物馆 - 以亚伯拉罕·布雷迪乌斯Abraham Bredius命名的博物馆
- 梅尔马诺博物馆 或称 图书之家（Huis van het boek）
- 手工艺博物馆
- 通讯博物馆 （原PTT museum）
- 木偶博物馆
- 斯赫弗宁恩博物馆
- 荷兰文学博物馆和文档中心（荷兰语：Nederlands Letterkundig Museum）
  - 儿童图书博物馆
- 奥迪希亚-圣像博物馆（2005年关闭）
- 梅斯达赫全景画（荷兰语：Panorama Mesdag）
- 斯宾诺莎住宅（荷兰语：Spinozahuis (Den Haag)） - 哲学家斯宾诺莎在海牙的故居

### 哈尔丁斯费尔德－希森丹Hardinxveld-Giessendam
- 铜钮博物馆 （阿尔布拉瑟瓦尔德Alblasserwaard的文化史）

### 赫勒富茨劳斯Hellevoetsluis
- 扬·布兰肯干船坞（荷兰语：Droogdok Jan Blanken）
- 国家消防博物馆

### 希勒霍姆Hillegom
- 登哈托赫福特博物馆 - 展示老福特汽车

### 卡特韦克Katwijk
- 老莱茵斯堡学会（荷兰语：Genootschap Oud Rijnsburg）
- 卡特韦克博物馆
- 国家窄轨火车博物馆-即法尔肯堡湖蒸汽机车（Stoomtrein Valkenburgse Meer）
- 斯宾诺莎住宅（荷兰语：Spinozahuis (Rijnsburg)） - 哲学家斯宾诺莎在莱茵斯堡的故居

### 艾瑟尔河畔克林彭Krimpen aan den IJssel
- 克林彭庭院地区博物馆

### 莱尔丹Leerdam
- 范·阿尔登先生济贫院（荷兰语：Hofje van Mevrouw Van Aerden） - 收藏有许多古董的大型院落
- 国家玻璃博物馆

### 莱顿Leiden
- 国立民族学博物馆
- 布尔哈夫博物馆
- 莱顿大学医学中心解剖学博物馆
- 莱顿植物园
- 学术史博物馆
- Naturalis
- 国立古物博物馆
- 莱顿印刷博物馆
- 莱顿美国朝圣先辈博物馆
- 莱顿布料厅市立博物馆
- 德·法尔克市立风车博物馆
- 制车者博物馆
- 莱顿纺织者住宅
- 西博尔德住宅
- 圣亚纳济贫院（荷兰语：Sint Annahofje）

### 莱德斯亨丹－福尔堡Leidschendam-Voorburg
- 霍夫韦克惠更斯博物馆 - 纪念科学家克里斯蒂安·惠更斯
- 莱德斯亨丹－福尔堡市博物馆

### 利瑟Lisse
- 黑郁金香博物馆 - 展示郁金香历史的博物馆

### 马斯劳斯Maassluis
- 马斯劳斯地方政权博物馆
- 国家拖船博物馆

### 米德尔哈尼斯Middelharnis
- 里恩·波特弗利特博物馆 - 纪念画家里恩·波特弗利特
- 索梅尔斯代克地区博物馆

### 新科普Nieuwkoop
- 新科普锻冶博物馆

### 诺德韦克Noordwijk
- 诺德韦克大西洋壁垒博物馆
- 诺德韦克博物馆
- 空间博览会（荷兰语：Space Expo） - 欧洲空间局的荷兰访问者中心
- 费尔德齐赫特地区博物馆

### 乌赫斯特海斯特Oegstgeest
- 人体博物馆

### 赖斯韦克Rijswijk
- 赖斯韦克博物馆

### 斯希丹Schiedam
- 杜松子酒博物馆
- 新棕榈树风车博物馆
- 国家合作社博物馆
- 斯希丹市立博物馆

### 斯洪霍芬Schoonhoven
- 荷兰银博物馆

### 斯利德雷赫特Sliedrecht
- 国家疏浚博物馆 - 展示疏浚河流的设备和方法
- 斯利德雷赫特博物馆

### 斯派克尼瑟Spijkenisse
- “回到六十年代”家庭博物馆

### 泰灵恩Teylingen
- 泰灵恩城堡（荷兰语：Slot Teylingen）

### 弗拉尔丁恩Vlaardingen
- 通·斯托尔克音乐信息和文档中心（荷兰语：Ton Stolk Muziekinformatie）
- 扬·安德森地区博物馆
- 渔业和弗拉尔丁恩博物馆

### 弗利斯特Vlist
- 比斯多姆·范·弗利特博物馆 - 以保利娜·比斯多姆·范·弗利特Paulina Bisdom van Vliet的名字命名

### 福尔斯霍滕Voorschoten
- 德伊芬福尔德城堡

### 瓦瑟讷尔Wassenaar
- 瓦瑟讷尔消防博物馆
- 德因莱尔马车库博物馆

### 韦斯特兰Westland
- 韦斯特兰地区和园艺博物馆

### 祖特尔梅尔Zoetermeer
- 祖特尔梅尔市博物馆

## 公共实体

### 波内赫Bonaire
- 波内赫博物馆
- 野兽博物馆 - 一个遍布着异想天开的真人大小玩偶的艺术博物馆
- 华盛顿公园博物馆
- 克里奥罗住宅博物馆
- 国王仓库博物馆
- 奥兰治堡垒博物馆

### 圣尤斯特歇斯Sint Eustatius
- 贝克尔家族博物馆
- 西蒙·东克博物馆

### 萨巴Saba
- 哈里·L·约翰逊博物馆
- 奥斯马·拉尔夫·西蒙斯少校博物馆